# Pablo Picasso

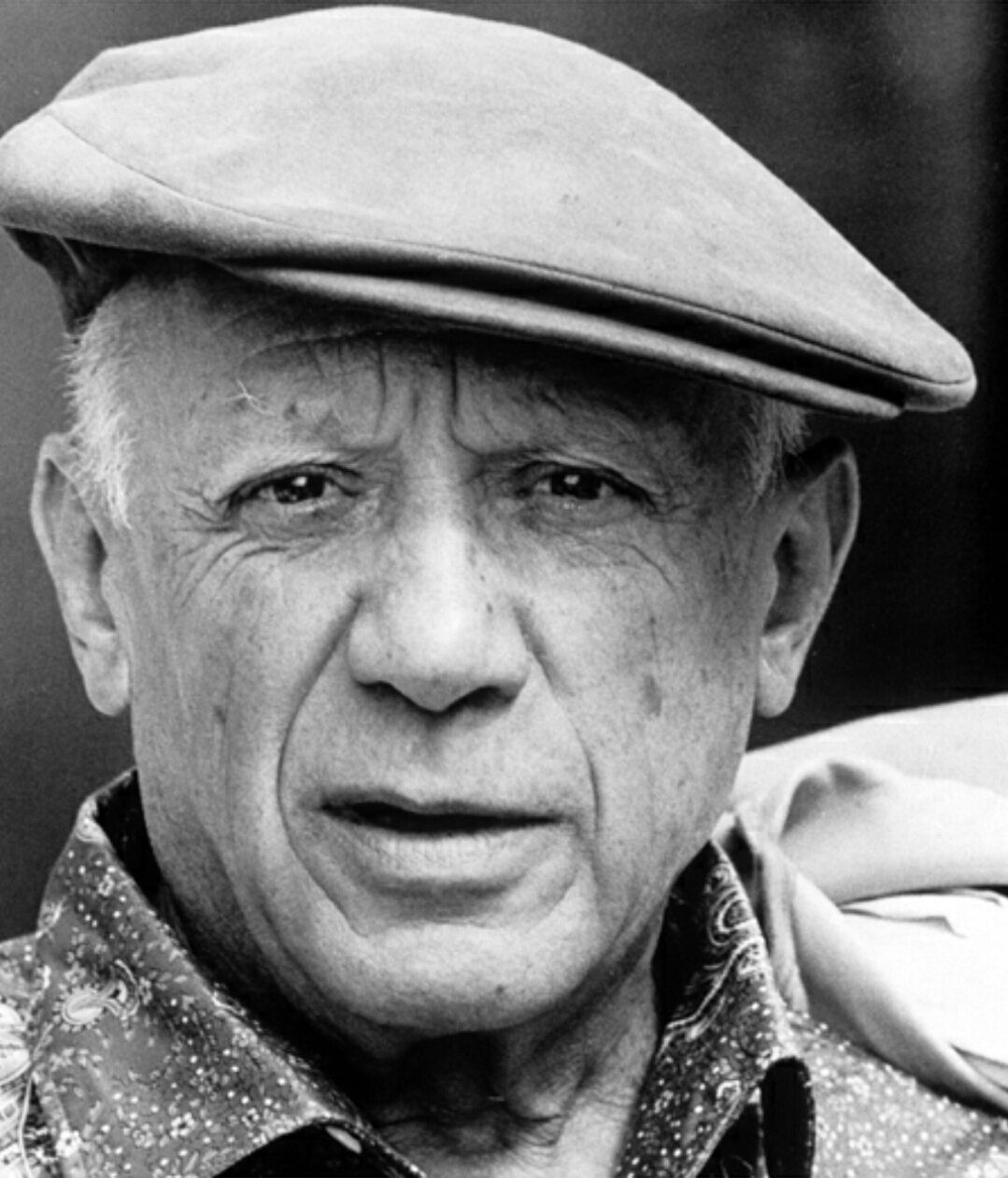
Pablo Picasso, 1962

Pablo Ruiz Picasso (* 25. Oktober 1881 in Málaga, Spanien; † 8. April 1973 in Mougins, Frankreich) vollständig Pablo Diego José Francisco de Paula Juan Nepomuceno María de los Remedios Cipriano de la Santísima Trinidad Ruiz Picasso war ein spanischer Maler, Grafiker und Bildhauer. Sein umfangreiches Gesamtwerk umfasst Gemälde, Zeichnungen, Grafiken, Collagen, Plastiken und Keramiken, deren Gesamtzahl auf 50.000 geschätzt wird. Es ist geprägt durch eine große Vielfalt künstlerischer Ausdrucksformen und Techniken.
Die Werke aus seiner Blauen und Rosa Periode und die Begründung des Kubismus zusammen mit Georges Braque bilden den Beginn seiner außerordentlichen Künstlerlaufbahn.
Zu den bekanntesten Werken Picassos gehört das Gemälde Les Demoiselles d’Avignon (1907). Es avancierte zum Schlüsselbild der Klassischen Moderne. Mit Ausnahme des monumentalen Gemäldes Guernica (1937), einer künstlerischen Umsetzung der Schrecken des Spanischen Bürgerkriegs, hat kein anderes Kunstwerk des 20. Jahrhunderts die Forschung so herausgefordert wie die Demoiselles. Das Motiv der Taube auf dem Plakat, das er im Jahr 1949 für den Pariser Weltfriedenskongress entwarf, wurde weltweit zum Friedenssymbol.
Umfassende Sammlungen von Picasso werden in Museen in Paris, Barcelona und Madrid gezeigt. Er ist mit Werken in vielen bedeutenden Kunstmuseen der Welt, die die Kunst des 20. Jahrhunderts ausstellen, prominent vertreten. Das Museu Picasso in Barcelona und das Musée Picasso in Antibes entstanden bereits zu Lebzeiten.

## Leben

### Kindheit und Ausbildung (1881–1900)

#### Frühe Jahre

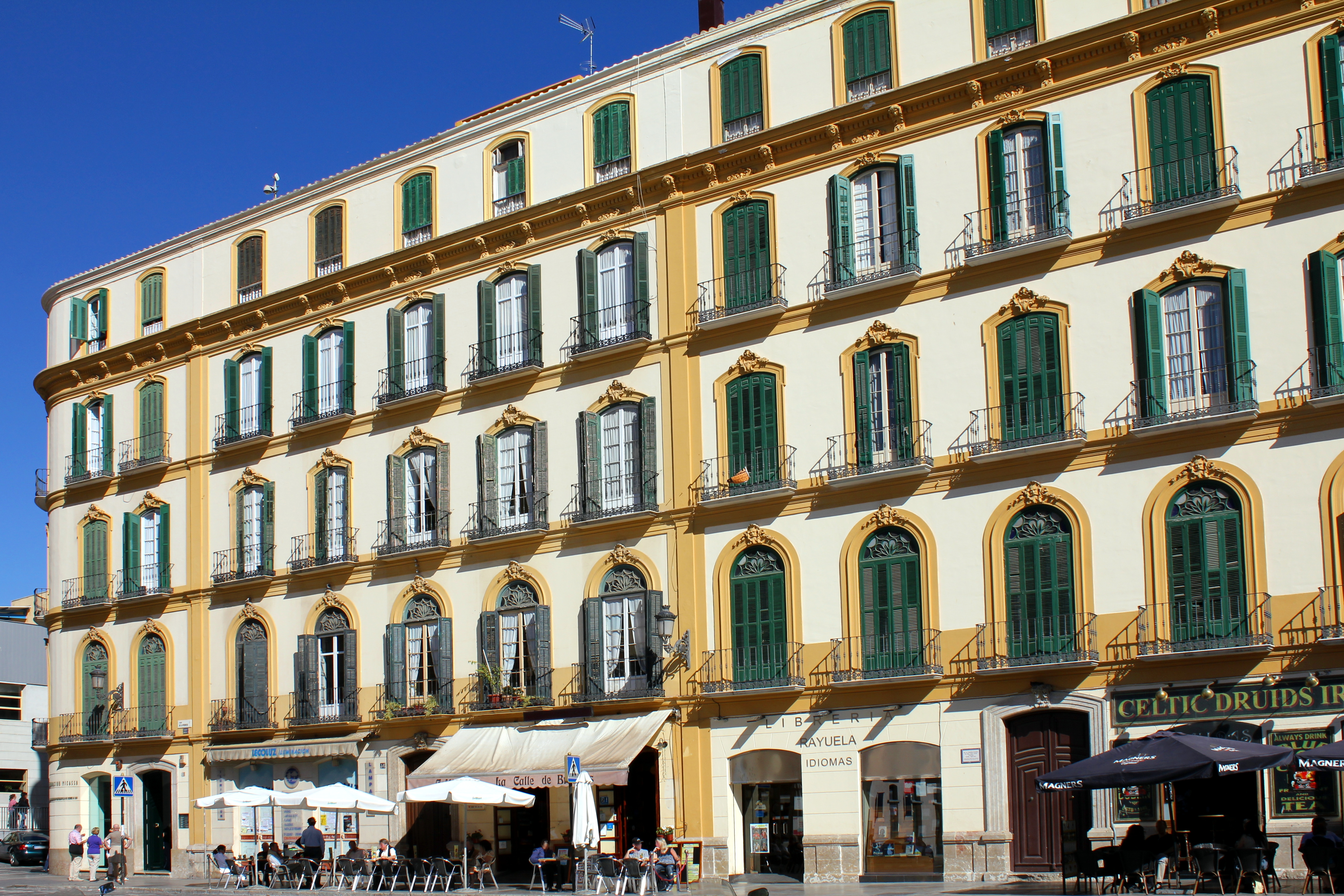
Geburtshaus Picassos in Málaga, Plaza de la Merced 36 (ganz links, gegenwärtig Nr. 15). Heute befindet sich in dem Haus die Fundación Picasso mit dem Museo Casa Natal.

Pablo Ruiz Picasso wurde als erstes Kind von José Ruiz y Blasco (1838–1913) und María Picasso y López (1855–1938) geboren. Der traditionellen Namensgebung in Málaga folgend erhielt er bei seiner Geburt im Jahr 1881 eine Vielzahl von Vornamen: Pablo, Diego, José, Francisco de Paula, Juan Nepomuceno, María de los Remedios, Cipriano de la Santísima Trinidad, von denen lediglich Pablo (eine Reverenz an Blascos kurz vor dem ursprünglichen Hochzeitstermin verstorbenen älteren Bruder) gebräuchlich wurde.

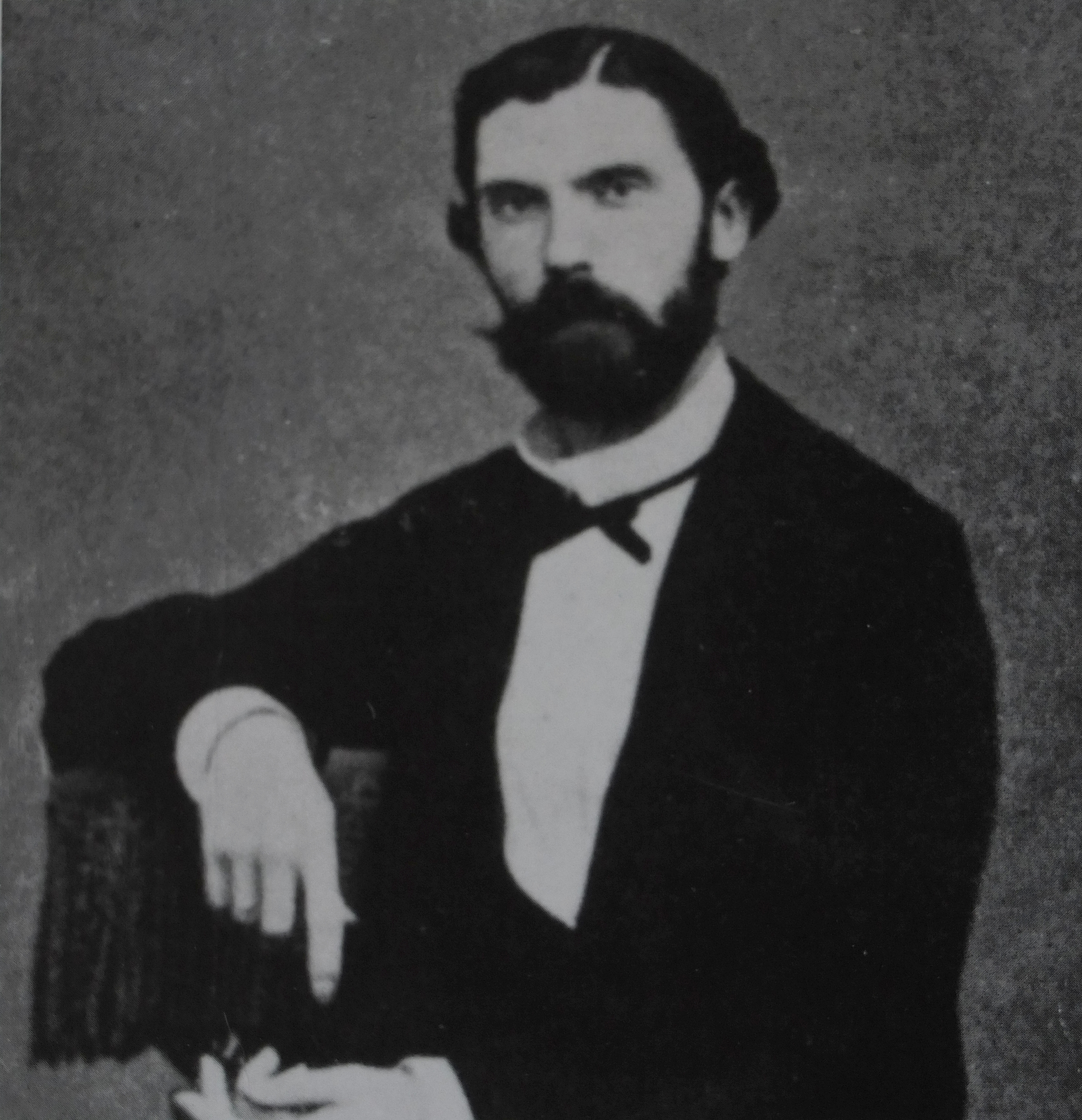
José Ruiz y Blasco, 1870

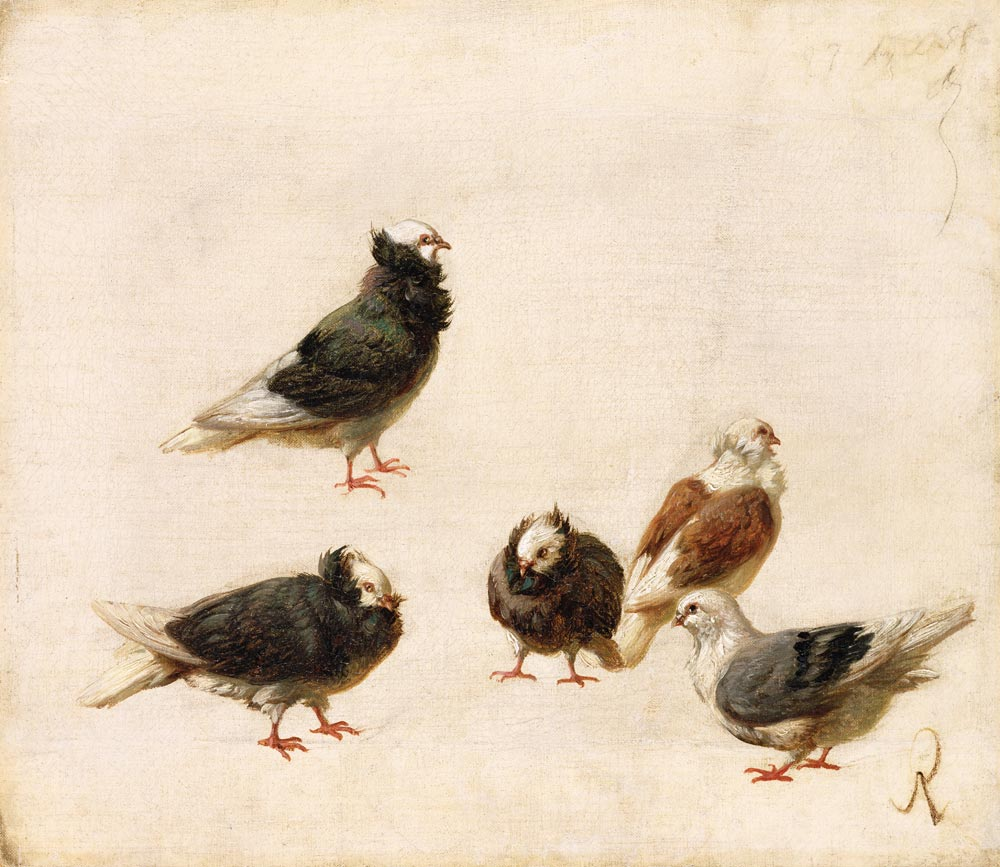
Von Picassos Vater gemalte Tauben

Der Vater war freischaffender Maler und Lehrer an der „Escuela de San Telmo“, einer Kunstgewerbeschule, die in der Tradition der akademischen Malerei des 19. Jahrhunderts stand, sowie Konservator eines kleinen Museums. 1884 wurde Picassos Schwester Dolores (Lola) und 1887 seine Schwester Concepción (Conchita) geboren.

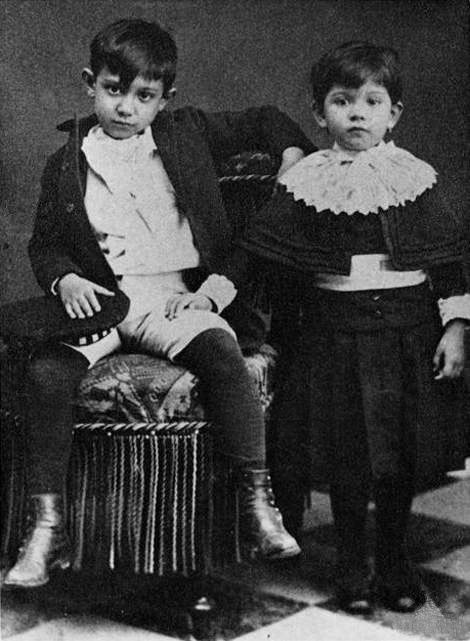
Pablo Picasso mit Schwester Lola, 1889

Picasso beschrieb die künstlerischen Fähigkeiten des Vaters: „Mein Vater malte Bilder für Esszimmer; Rebhühner oder Tauben, Tauben und Kaninchen: Fell und Federn waren darauf zu sehen, Vögel und Blumen seine Spezialität. Vor allem Tauben und Flieder.“ Bereits im Alter von sieben Jahren begann er unter Anleitung seines Vaters zu malen. Er vollendete 1890 das 1889 begonnene Ölbild Picador, das einen Stierkämpfer in der Arena zeigt und das als sein erstes bekanntes Ölgemälde gilt.
1891 zog die Familie nach A Coruña in Galicien um, wo Picassos Vater eine Stelle als Kunstlehrer am „Instituto da Guarda“ angenommen hatte. Picasso wurde dort als Zehnjähriger an der Schule für Bildende Künste aufgenommen. Ab 1894 begann er Tagebücher zu führen, die er La Coruña und Azul y Blanco („Blau und Weiß“) nannte und mit Porträts und Karikaturen illustrierte. Im selben Jahr begann er seine Werke mit „P. Ruiz“ zu signieren. 

#### Studium
Nach dem Tod der Schwester Conchita, die im Januar 1895 an Diphtherie starb, zog die Familie nach Barcelona, wo Picasso mühelos mit 14 Jahren die Aufnahmeprüfung an der Kunstakademie „La Llotja“ in nur einem Tag schaffte – seinem Vater wurde dort eine Stelle als Lehrer angeboten – sodass er die ersten zwei Klassen überspringen durfte. Der Vater richtete ihm ein Jahr später sein erstes Atelier in der Nähe der elterlichen Wohnung ein, das Picasso gemeinsam mit seinem Freund Manuel Pallarès i Grau, einem katalanischen Maler, nutzte.
1897 studierte Picasso für kurze Zeit an der angesehenen Königlichen Akademie von San Fernando in der Hauptstadt Madrid, die er jedoch wieder verließ, weil ihm die dortigen Lehrmethoden missfielen. In seinem Selbstbildnis von 1897/98 änderte er die Signatur „Ruiz“ erstmals zu „P. Picasso“ – ein Symbol für die innere Loslösung vom Elternhaus. In Madrid besuchte Picasso die Museen, vor allem den Prado – wie schon auf einem Besuch 1895 – und die Künstlerlokale.

#### Erste Einzelausstellung im „Els Quatre Gats“

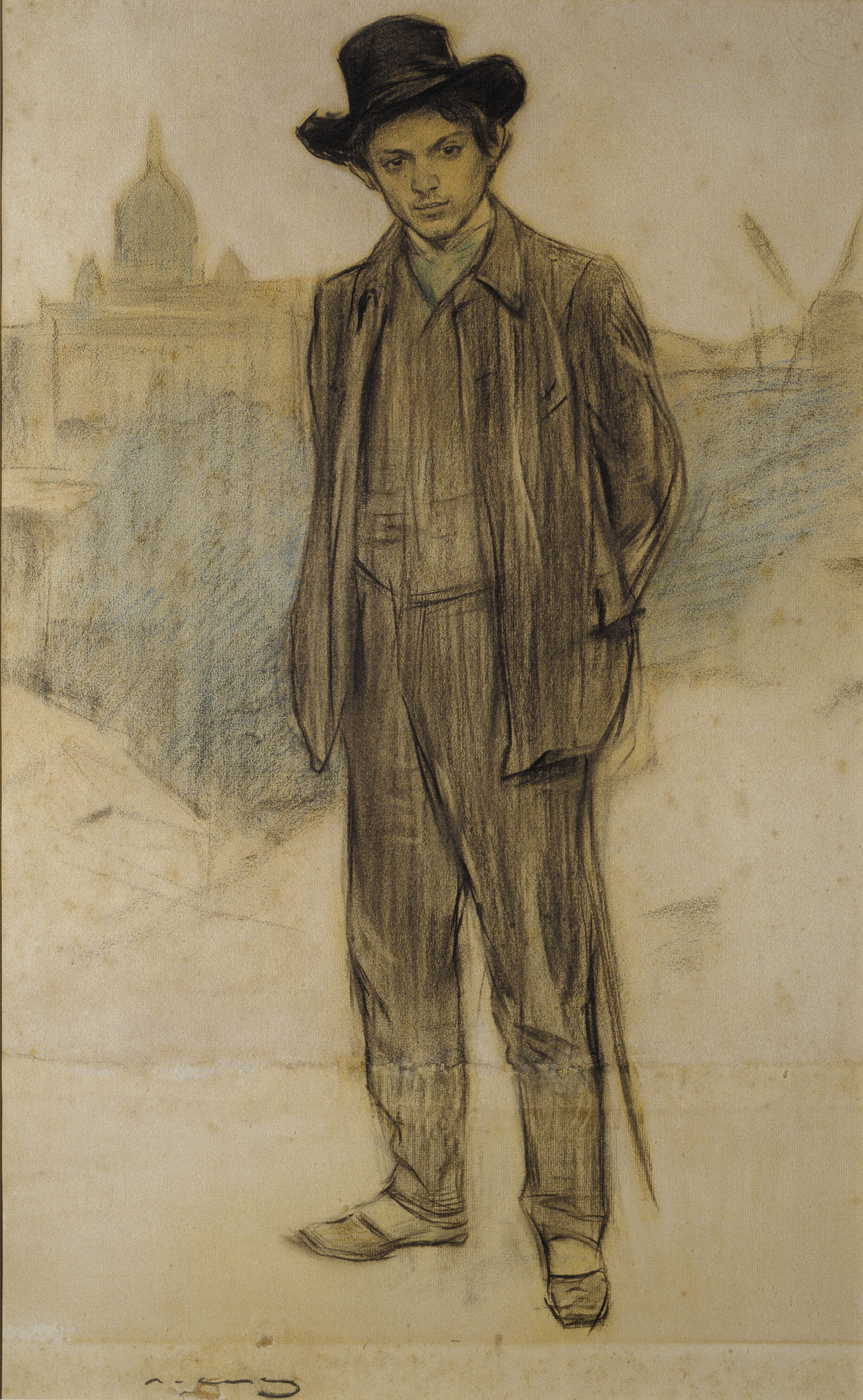
Ramon Casas: Pablo Picasso, 1900, Museu Nacional d’Art de Catalunya

Nach einer Scharlach-Erkrankung, die ihn zur Rekonvaleszenz in Horta de Sant Joan (Katalonien) zwang, kehrte Picasso 1898 nach Barcelona zurück. Hier verkehrte er in avantgardistischen Künstlerkreisen des katalanischen Modernisme, unter anderem mit Ramon Casas, Carlos Casagemas, Isidre Nonell, Ramon Pichot i Gironès und Santiago Rusiñol, die sich im Café und Künstlerzentrum Els Quatre Gats trafen.
Ab Juni 1898 verbrachte er acht Monate mit seinem Malerfreund Manuel Pallarès i Grau in dessen Heimatstadt Horta de Sant Joan. 1899 lernte er den Dichter Jaime Sabartés kennen, der sein enger Freund und 1935 sein Sekretär werden sollte.
Im Februar 1900 wurde im „Els Quatre Gats“ die erste Einzelausstellung Picassos gezeigt, die jedoch, kritisch rezensiert, nur zu einem mäßigen Verkaufserfolg führte. Im selben Jahr unternahm Picasso anlässlich der Weltausstellung gemeinsam mit seinem Freund Casagemas eine erste Reise in die Kunstmetropole Paris, wo ihn die impressionistischen Werke von Paul Cézanne, Edgar Degas und Pierre Bonnard beeindruckten. Er teilte im Oktober mit Casagemas zeitweise ein Atelier am Montmartre an der Adresse 49 Rue Gabrielle, das Nonell aufgegeben hatte. Zu dieser Zeit lernte er die Arbeiten von Henri de Toulouse-Lautrec kennen, die ihn zu farbenfrohen Darstellungen des großstädtischen Lebens inspirierten.

### Paris – Madrid – Barcelona – Paris (1901–1907)

#### Tod Casagemas – Beginn der Blauen Periode
Im Januar 1901 kehrte Picasso nach Madrid zurück. Er erhielt eine Nachricht, die ihn tief erschütterte: Sein Freund Carlos Casagemas hatte am 17. Februar aus enttäuschter Liebe zu der Tänzerin Germaine Gargallo versucht, diese zu erschießen, richtete die Waffe danach gegen sich selbst und starb wenig später.
Picasso versuchte sich in Madrid an einer neuen Karriere: ab März des Jahres erschien das erste von insgesamt fünf Heften der Kunstzeitschrift Arte Joven (Junge Kunst), herausgegeben von dem katalanischen Schriftsteller Francisco de Assis Soler, die Picasso als Mitherausgeber mit Illustrationen versah. Seine Signatur änderte sich erneut, er signierte nur noch mit „Picasso“. Die Zeitschrift musste jedoch nach kurzer Zeit aus finanziellen Gründen eingestellt werden. Picasso verließ nach der Einstellung von Arte Joven Madrid und kehrte nach Barcelona zurück. Zwei Jahre später schuf er ein Porträt des Schriftstellers.

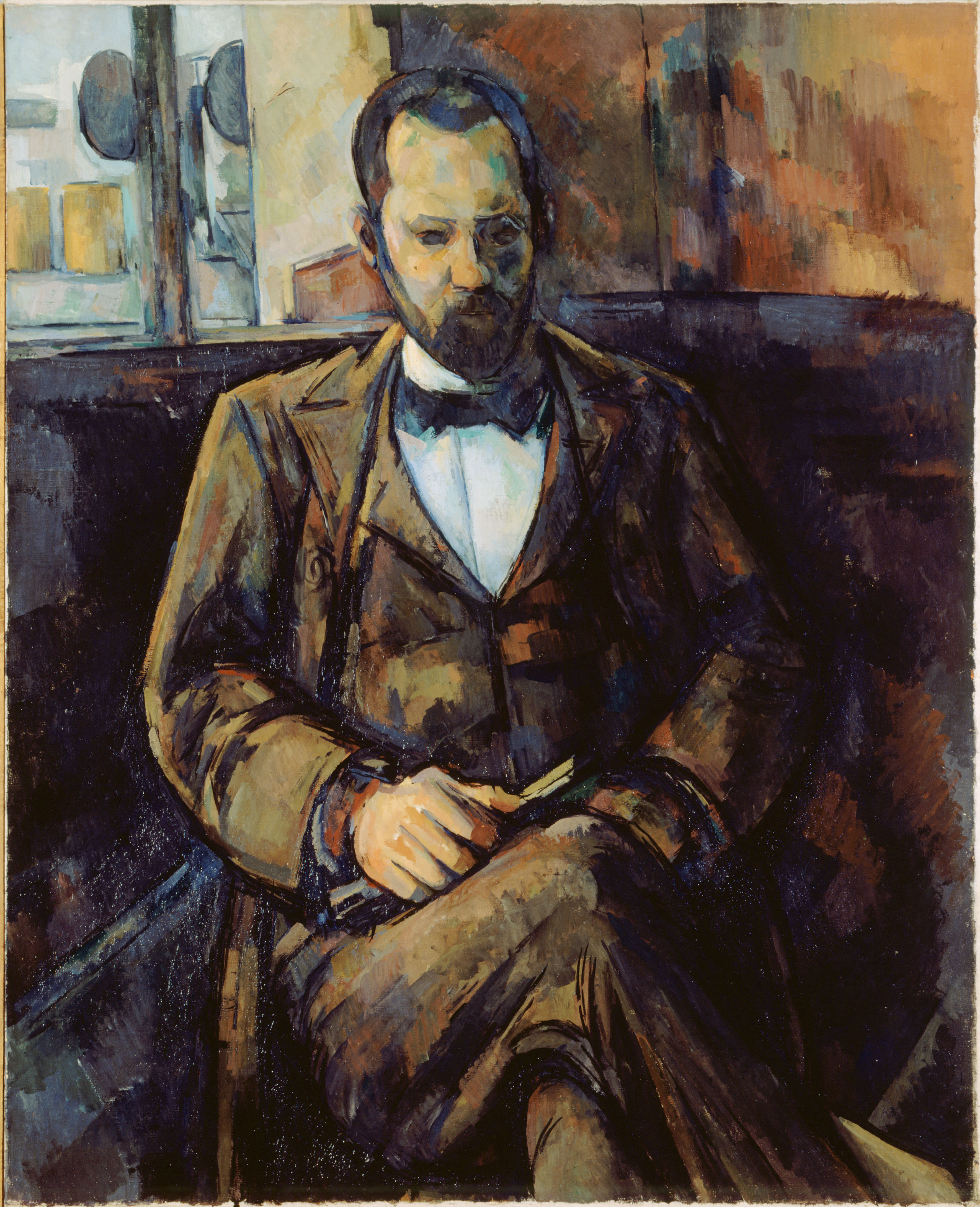
Paul Cézanne: Porträt des Ambroise Vollard, 1899

Im Mai besuchte der aufstrebende Künstler wiederum Paris. Sein erster Kunsthändler Pere Mañach, bei dem er logierte, die Galeristin Berthe Weill und vor allem der Kunsthändler und Verleger Ambroise Vollard bemühten sich um den vielversprechenden jungen Künstler. Ab dem 24. Juni 1901 zeigte Vollard in seiner Galerie, 6 Rue Laffite, Picassos Werke erstmals in einer Pariser Ausstellung und wurde sein Förderer in Picassos Blauer und Rosa Periode. Dem nachfolgenden kubistischen Werk stand er nicht so positiv gegenüber. Picassos kubistisches Porträt von Vollard entstand 1910.
Picasso widmete 1901 seinem Freund Casagemas das Bild Evokation – Das Begräbnis Casagemas. Es gilt als das erste Bild der Blauen Periode. Casagemas’ Porträt ist ebenfalls in der männlichen Figur des melancholischen Gemäldes aus dem Jahr 1903, La Vie (Das Leben) dargestellt. Die Werke aus dieser Zeit brachten dem Künstler mehr Zustimmung von Galeristen und Kritikern ein als seine früheren Bilder. Ein Freund Gauguins, der Dichter Charles Morice, sah in einer Besprechung die „unfruchtbare Traurigkeit“, bescheinigte Picasso dennoch ein „wahres Talent“.
Im Oktober 1902 kehrte Picasso zum dritten Mal nach Paris zurück und wohnte erst in Hotels, hiernach bei dem Dichter Max Jacob, der als Gehilfe in einem Modegeschäft arbeiten musste. Im Winter heizten die Freunde mit Picassos Zeichnungen den Raum, weil Geld für Heizmaterial fehlte, aus demselben Grund benutzte Picasso Leuchtpetroleum statt Öl zum Malen und sparte an Bindemitteln.

#### Picassos Atelier im Bateau-Lavoir

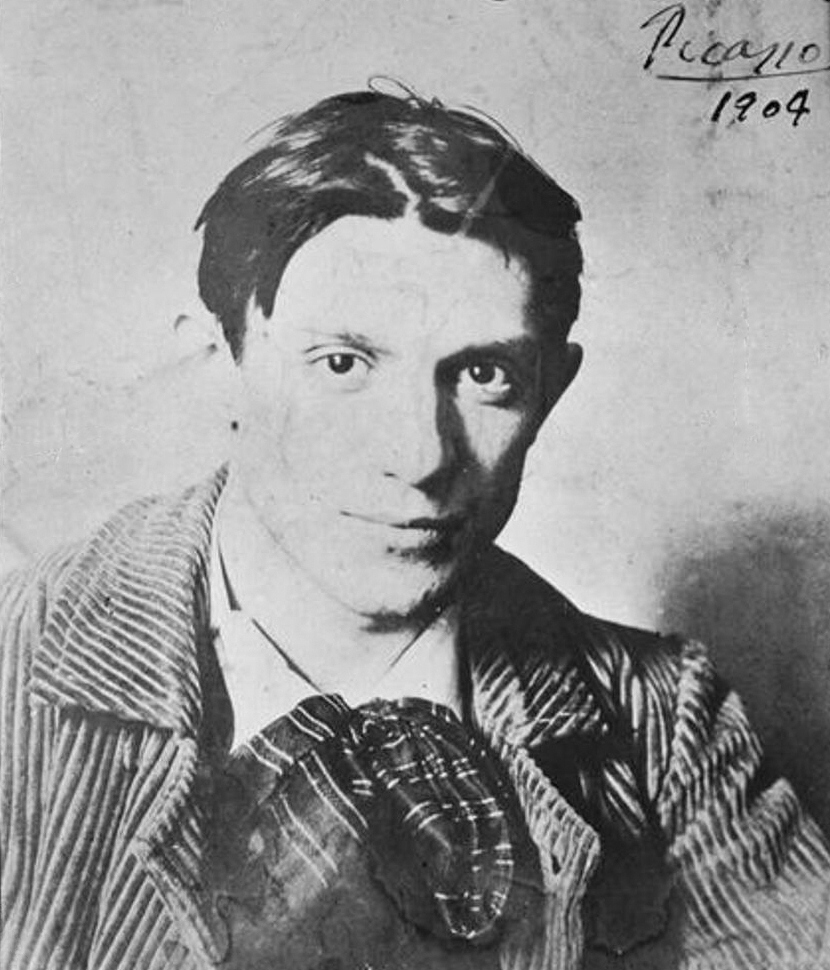
Pablo Picasso, 1904

Im Jahr 1903 arbeitete Picasso sehr produktiv in Barcelona, kehrte jedoch wieder nach Paris zurück, wo er ab April 1904 bis zum Oktober 1909 im Bateau-Lavoir wohnte. Dieses war ein verwahrlostes Haus mit zahlreichen Künstlerateliers auf dem Montmartre. Dort hatten schon der mit Picasso befreundete spanische Bildhauer Paco Durrio und der Maler Kees van Dongen Unterkunft gefunden. Später kamen unter anderem Max Jacob und Juan Gris hinzu.

Fernande Olivier, 1906

Er schloss mit dem Dichter Guillaume Apollinaire Freundschaft und lernte 1904 Fernande Olivier kennen, die von 1905 bis 1912 seine Begleiterin und Muse wurde. Fernande war eine aus kleinbürgerlichen Verhältnissen stammende geschiedene Frau, die sich für die Malerei der Impressionisten begeisterte. Über die Begegnung mit Picasso berichtet sie in ihren Erinnerungen Picasso et ses amis, erschienen 1933:

„Er hatte nichts Verführerisches, wenn man ihn nicht kannte. Allerdings, sein seltsam eindringlicher Blick erzwang die Aufmerksamkeit […] dieses innere Feuer, das man in ihm spürte, verliehen ihm eine Art Magnetismus, dem ich nicht widerstand. Und als er mich kennenzulernen wünschte, wollte ich es auch.“

Fernande Olivier bildete er unter anderem in dem Ölgemälde La Toilette im Jahr 1906 ab oder 1909 in Bronze gegossen als Tête de femme. Die Unterkunft im Bateau-Lavoir war kärglich. Picassos Kunsthändler Kahnweiler erinnert sich an das eiskalte und zugige Atelier im Winter und berichtet, dass im Sommer, „wenn es zu heiß war, Picasso bei geöffneten Türen völlig nackt im Korridor mit nur einem Tuch um die Lenden arbeitete.“

#### Bekanntschaft mit Gertrude und Leo Stein sowie mit Matisse

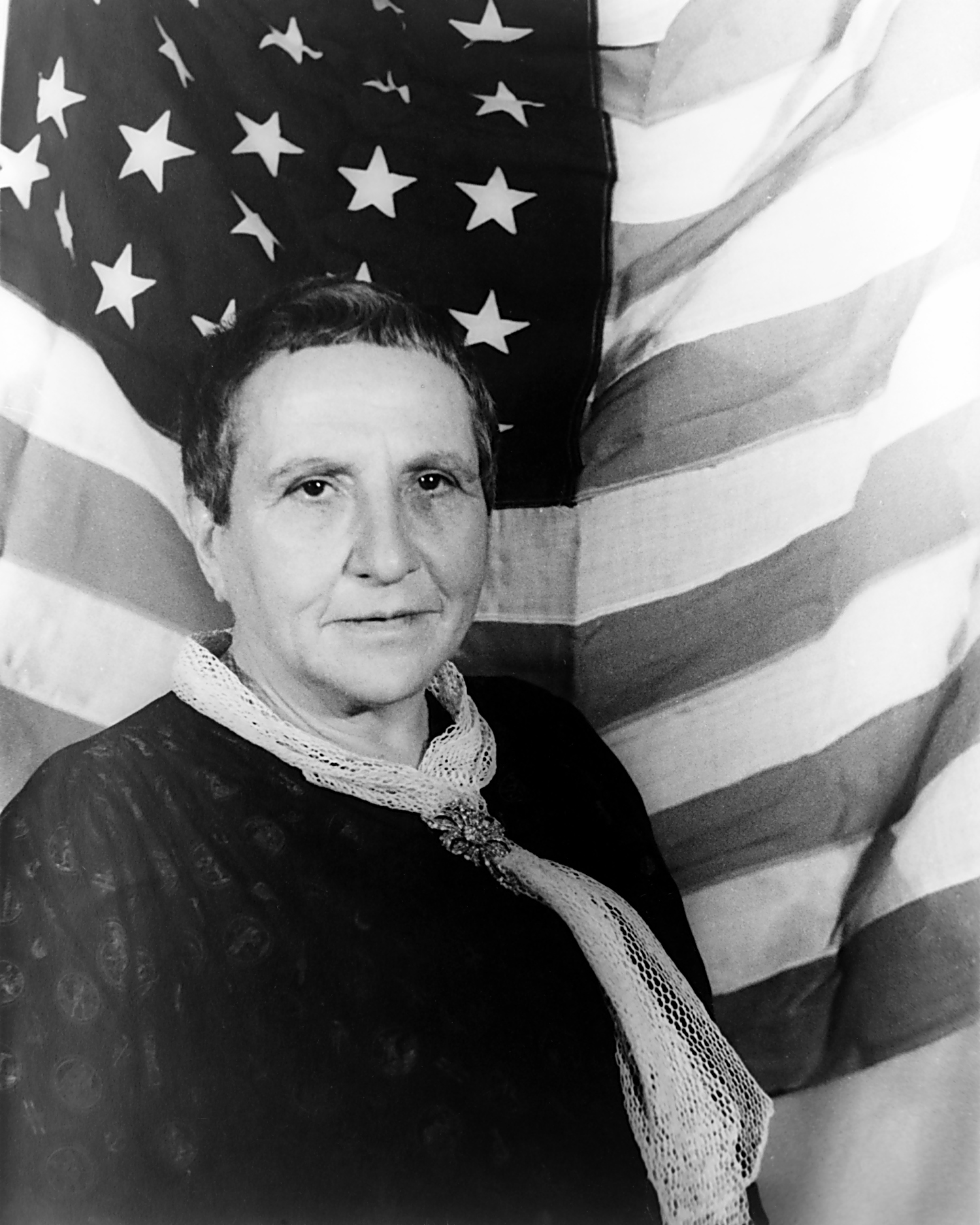
Gertrude Stein, Fotografie von Carl Van Vechten, 1935

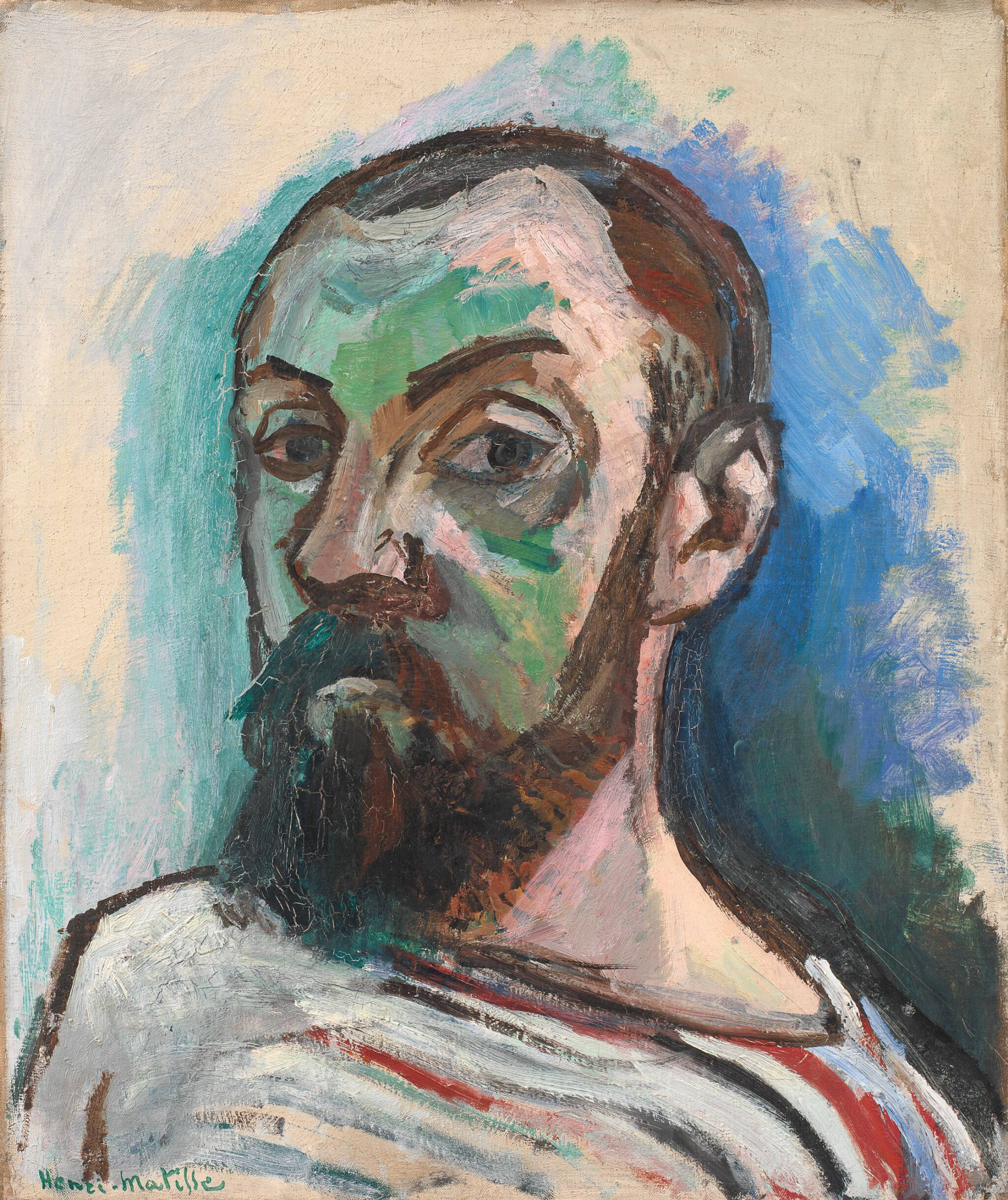
Henri Matisse: Selbstporträt, 1906

Clovis Sagot, ein früherer Zirkusclown, hatte in einer ehemaligen Apotheke in der Rue Laffitte eine Galerie eingerichtet. Dort entdeckte der in Paris lebende US-amerikanische Kunstsammler Leo Stein, der Bruder der Dichterin und Kunstsammlerin Gertrude Stein, 1905 Picassos Gemälde. Das erste Bild des Künstlers, das Leo Stein kaufte, Junges Mädchen mit dem Blumenkorb, gefiel seiner Schwester nicht. Als Picasso die Geschwister bei Sagot kennengelernt hatte, lud er sie in sein Atelier ein und konnte ihnen Bilder für 800 Francs verkaufen, die auch Gertrude Steins Interesse weckten.
Die Steins gaben regelmäßig in ihrem Salon nahe dem Jardin du Luxembourg in der 27 rue de Fleurus am Samstag Gesellschaften, wo sich die Künstler der Avantgarde trafen, zu denen fortan ebenfalls Picasso gehörte, der dort im Jahr 1906 Henri Matisse traf und Freundschaft mit ihm schloss. Durch Gertrude Stein lernte Picasso auch andere Maler und Intellektuelle kennen, so Juan Gris und Ernest Hemingway. Im Salon d’Automne hatten die Fauves, zu denen Matisse gehörte, mit ihrer ersten Gemeinschaftsausstellung im Vorjahr auf sich aufmerksam gemacht.
Der Galerist Vollard kaufte Picasso bald darauf Werke für 2000 Franc ab, was seine finanzielle Situation wesentlich verbesserte. Sein Bildnis Gertrude Stein entstand im Jahr 1906, für das die Schriftstellerin bis zu neunzigmal Modell gesessen haben soll. Im Frühjahr brach Picasso die Porträtsitzungen mit Gertrude Stein ab. Er traf Derain durch Vermittlung von Alice Princet. Im Sommer desselben Jahres hielt er sich mit Fernande Olivier in Gósol auf. Als er wieder nach Paris zurückkehrte, vollendete Picasso das Porträt Gertrude Steins aus dem Gedächtnis und reduzierte die Gesichtszüge auf die Schlichtheit iberischer Masken.

#### Beginn der Rosa Periode und Les Demoiselles d’Avignon
Ab 1905 beginnen rosa Töne in Picassos Werken vorzuherrschen. So bildet das Gemälde Junge mit Pfeife aus dem Jahr 1905 den Übergang von der Blauen zur Rosa Periode. Im Vergleich zur Blauen Periode gibt es nur noch wenig Melancholie in den Werken dieser Periode. Das Blau weicht in den Hintergrund. Besonders Gaukler, Seiltänzer und Harlekins, traurige Spaßmacher aus der Commedia dell’arte, zählen zu seinen Bildmotiven.
Seit dem Winter des Jahres 1906 bereitete Picasso in zahlreichen Studien und Variationen das große Gemälde Les Demoiselles d’Avignon vor, das er im Juli 1907 beendete. Mit den Demoiselles legte er den Grundstein kubistischen Denkens und leitete die als „période nègre“ bezeichnete Periode ein.

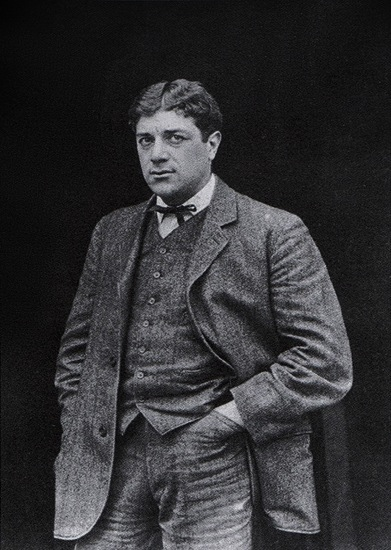
Georges Braque, 1908

Die ersten Reaktionen bei der Begegnung mit den Demoiselles in Picassos Atelier waren überwiegend negativ. Das Bild wurde weitgehend als unmoralisch angesehen und von vielen, selbst engen Freunden Picassos, heftig kritisiert. Neben Wilhelm Uhde hatte nur Leo Stein zunächst Verständnis für die Demoiselles aufgebracht, kaufte seine neuen Werke jedoch nicht mehr. Die Künstler des Fauvismus, Matisse und Derain, äußerten ihr Missfallen. Gertrude Stein förderte Picasso weiter und näherte sich in ihrem literarischen Ausdruck dem Kubismus. Im Jahr 1938 schrieb sie eine Broschüre über Picasso.
Wilhelm Uhde machte den jungen deutschen Galeristen Daniel-Henry Kahnweiler, der in der Rue Vignon 28 seine erste Galerie eröffnet hatte, auf Picasso aufmerksam. Kahnweiler wurde sein wichtigster Förderer und stellte im selben Jahr Picassos Werke aus. Picasso hatte die große Retrospektive von Paul Cézannes Werken 1907 im Pariser Salon d’Automne besucht, die ein Jahr nach dem Tod des Künstlers ausgerichtet worden war. Durch Apollinaire lernte Picasso den gleichaltrigen fauvistischen Maler Georges Braque gegen Ende des Jahres kennen; die Freundschaft mit Braque sollte große Auswirkungen auf den Verlauf der modernen Kunstgeschichte haben.

### Picasso begründet mit Braque den Kubismus (1908–1914)

#### Zusammenarbeit mit Braque

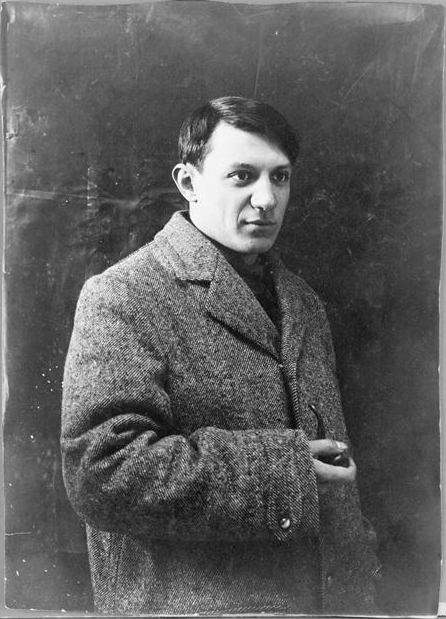
Picasso, 1908

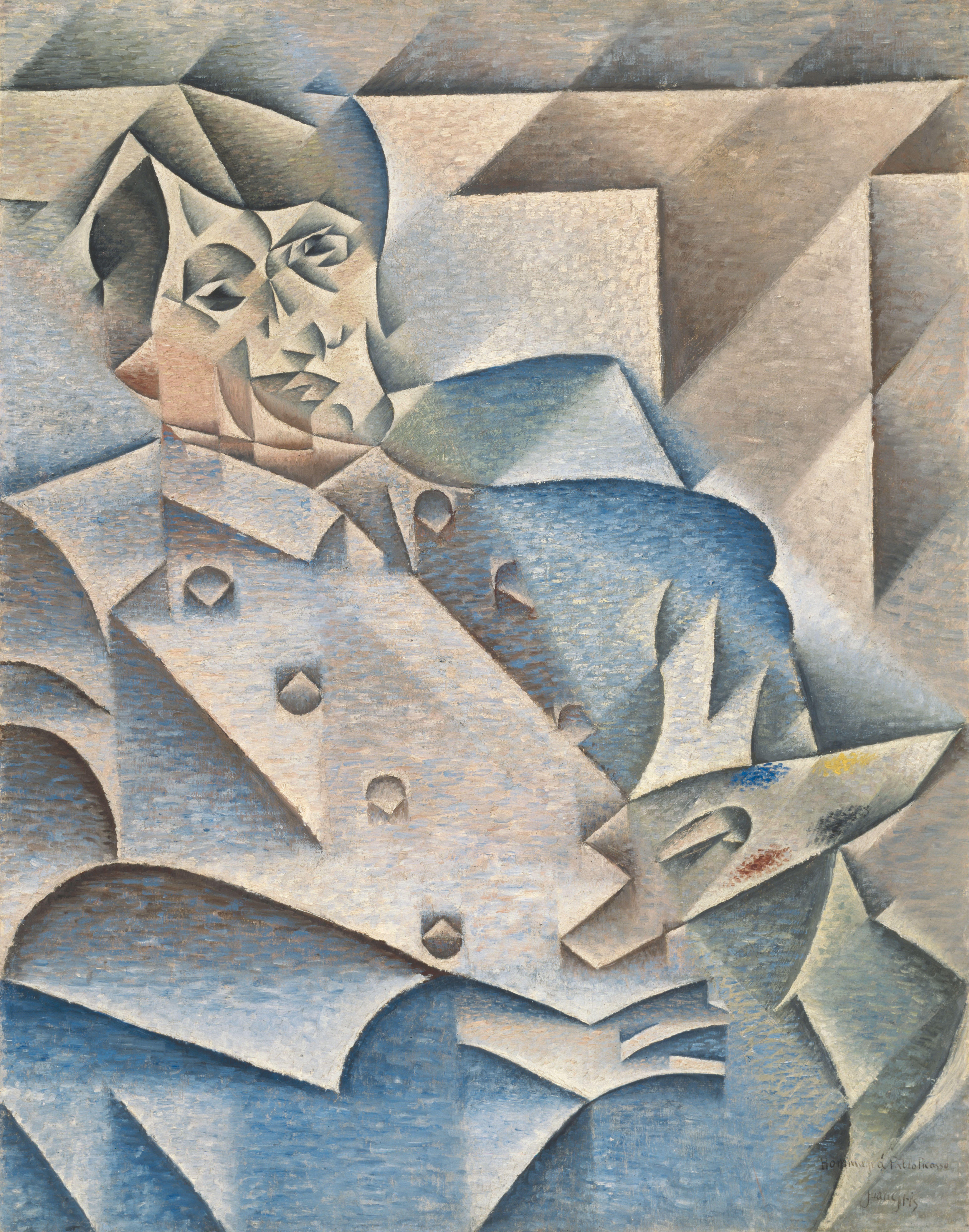
Juan Gris: Hommage à Picasso, 1912, Art Institute of Chicago, Chicago

Den Sommer 1908 verbrachte Picasso mit Fernande Olivier in La Rue-des-Bois nördlich von Paris. Im Herbst desselben Jahres verglichen Braque und Picasso ihre im Sommer geschaffenen Bilder – Braque in L’Estaque und Picasso in La Rue-des-Bois. Sie waren merkwürdig ähnlich. Braque stellte im Gegensatz zu Picasso im November des Jahres seine Werke in der Galerie Kahnweiler aus. In der Besprechung zur Ausstellung der Bilder Braques prägte der französische Kunstkritiker Louis Vauxcelles in der Kunstzeitschrift Gil Blas zum ersten Mal den Begriff der „cubes“ (Kuben). Vauxcelles bezog sich dabei im Besonderen auf das Gemälde Braques Häuser in L’Estaque.
Zwischen September 1908 und Mai 1909 sahen sich Picasso und Braque beinahe täglich; Kahnweiler war der Dritte im Bunde und vermittelte zwischen den vom Naturell her sehr unterschiedlichen Künstlern, dem besonnenen, systematisch arbeitenden Braque und dem temperamentvollen Picasso. Ihre Arbeitsgemeinschaft war so intensiv, dass sich die Künstler mit den Brüdern Wright, den Flugpionieren, verglichen und sich wie Mechaniker kleideten.
Ebenfalls 1908 war der spanische Maler Juan Gris in das Bateau-Lavoir gezogen, wo er Ateliernachbar von Picasso wurde. Nachdem er 1911 begonnen hatte, sich mit dem Kubismus auseinanderzusetzen, entstand im Jahr 1912 das kubistische Porträt Hommage à Picasso von Gris.

#### Das Bankett für Rousseau

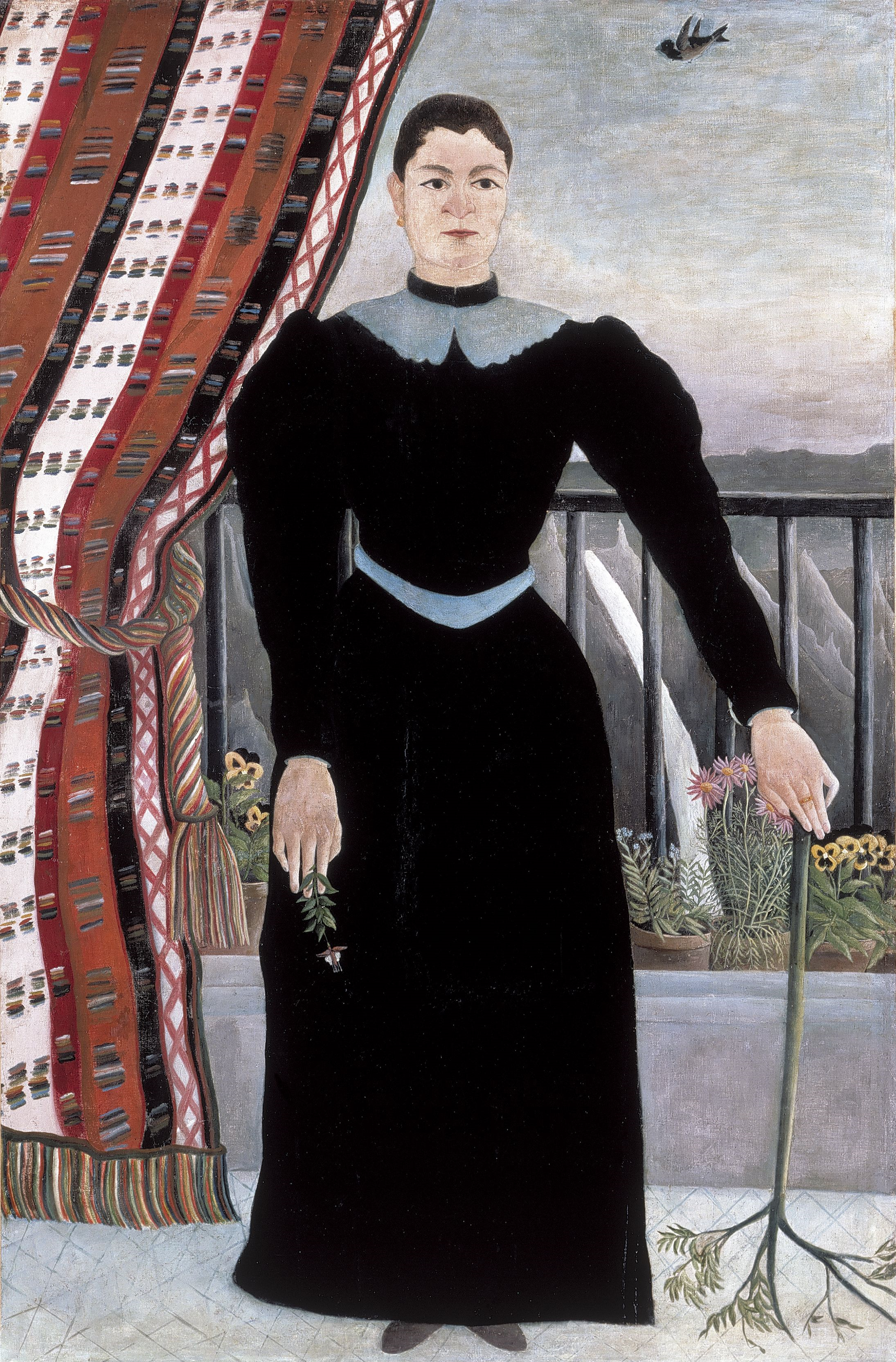
Henri Rousseau: Portrait de femme, auch Yadwigha genannt, um 1895, Musée Picasso, Paris

Im November 1908 gab Picasso in seinem Atelier im Bateau-Lavoir ein großes Fest zu Ehren Henri Rousseaus, von dem er das lebensgroße Bildnis einer früheren Freundin Rousseaus, die sogenannte Yadwigha, erworben hatte und das er sein Leben lang behalten sollte. Über das kunsthistorisch bekannt gewordene Bankett für Rousseau, an dem neben vielen anderen Künstlern Apollinaire, Jacob, Salmon, Uhde und den Geschwistern Stein ferner die junge Malerin Marie Laurencin teilnahm, berichtete Raynal als Augenzeuge: „Es war eine richtige Scheune. […] An den Mauern, die man von ihrem gewöhnlichen Schmuck befreit hatte, hingen nur einige schöne Negermasken, eine Münztabelle und auf dem Ehrenplatz das große, von Rousseau gemalte Porträt Yadwigha“. Nicht lange nach dem Bankett verließ Picasso im Jahr 1909 das Bateau-Lavoir und wohnte bis 1912 in einer Atelierwohnung am Boulevard de Clichy 130.

#### Distanzierung von den Salonkubisten
Fernand Léger und Robert Delaunay lernten die Arbeiten Picassos und Braques durch Vermittlung von Kahnweiler kennen. Die Einflüsse Picassos und Braques machten sich von nun an in den Bildwerken vieler Maler bemerkbar. Es bildete sich 1911 eine Gruppierung von Malern, die als Salonkubisten bezeichnet wurden. Zu ihnen zählen neben Léger und Delaunay die Künstler Albert Gleizes, Jean Metzinger und Henri Le Fauconnier. Picasso und Braque distanzierten sich von den Salonkubisten.

#### Der Raub der Mona Lisa
Im Sommer 1911 gerieten die Freunde Apollinaire und Picasso in den Verdacht, am Diebstahl des bekanntesten Gemäldes des Louvre, der Mona Lisa, beteiligt zu sein. Sie war am 21. August 1911 spurlos verschwunden, und beide gerieten in das Visier der Polizei durch den Besitz von iberischen Steinmasken, die über Géry Pieret – ein belgischer Abenteurer und zeitweise Angestellter Apollinaires – erworben worden waren. Nach einer Hausdurchsuchung wurde Apollinaire am 8. September wegen Beherbergung eines Kriminellen und Verwahrung von Diebesgut verhaftet; er verriet nach zwei Tagen Picassos Beteiligung. Dieser wurde zwar verhört, aber nicht arretiert. Apollinaire wurde wenige Tage später aus der Haft entlassen und der Prozess gegen ihn im Januar 1912 aus Mangel an Beweisen eingestellt. Die Mona Lisa tauchte erst wieder am 13. Dezember 1913 in Florenz auf und kehrte am 1. Januar 1914 in den Louvre zurück. Der Dieb war Vincenzo Peruggia, ein Bildeinrahmer des Louvre.

#### Erste Ausstellungen von Picassos Werken im Ausland
Die frühe Phase des Kubismus bis etwa 1912 wird als „Analytischer Kubismus“ bezeichnet. Ein Beispiel hierfür ist das Bildnis Ambroise Vollard (1910). Ab dem Jahr 1912 entstanden die Papiers collés, eine Frühform der Collagen. Der Übergang zum „Synthetischen Kubismus“ hatte begonnen.

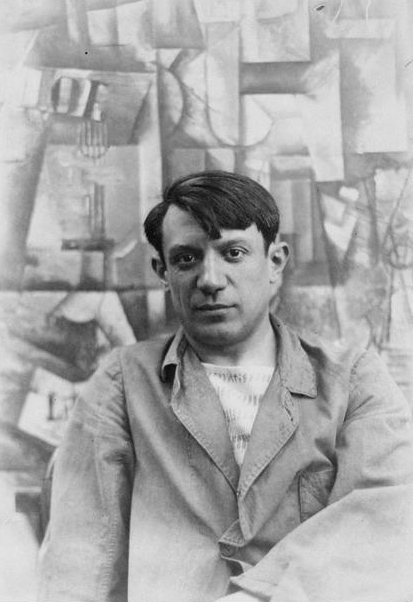
Picasso vor seinem Gemälde Der Aficionado (Kunstmuseum Basel) in der Villa les Clochettes, Sommer 1912

Picassos Werke wurden allmählich im Ausland bekannt. In Deutschland war Picasso 1910 auf der Ausstellung der Neuen Künstlervereinigung München vertreten sowie auf der im Mai 1912 eröffneten Ausstellung des Sonderbundes in Köln und in Herwarth Waldens Galerie Der Sturm in Berlin. Vier von Picassos Werken wurden im selben Jahr in die zweite Ausstellung des Blauen Reiters in der Münchner Galerie Goltz aufgenommen: Frauenkopf (1902), Umarmung (1903), Kopf (1909) und Stillleben (1910). 1913 fand die erste größere Retrospektive in der Modernen Galerie von Heinrich Thannhauser in München statt.
Ab November 1910 zeigte die von Roger Fry in London organisierte Ausstellung Manet and the Post-Impressionists unter anderem Gemälde, Zeichnungen und Drucke Picassos, ebenso eine Nachfolgeausstellung 1912.
In Übersee war die neue Kunstrichtung nach einer erstmaligen Ausstellung Picassos im Jahr 1911 in Alfred Stieglitz’ Galerie 291 ebenfalls in der Armory Show, New York, 1913 vertreten, in der beispielsweise Werke von Braque, Picasso und Matisse ausgestellt wurden. Gezeigt wurden von Pablo Picasso acht Arbeiten, darunter zwei Stillleben, die Zeichnung Frauenakt von 1910, Frau mit Senftopf von 1910, eine Leihgabe von Kahnweiler, und die Bronze Frauenkopf von 1909, eine Leihgabe von Stieglitz. Die Kritik bei allen Ausstellungen war jedoch beträchtlich, die moderne Kunst wurde noch nicht akzeptiert.
Als Picassos Liaison mit Fernande Olivier im Jahr 1912 zerbrach, wurde Eva Gouel, geborene Marcelle Humbert, die er Eva nannte, seine zweite Lebensgefährtin bis zu ihrem frühen Tod 1915. Den Sommer des Jahres 1913 verbrachte Picasso mit Braque und Juan Gris in Céret. Im selben Jahr starb sein Vater. Seinen Wohnsitz schlug er in der Rue Schoelcher 5 am Montparnasse auf, nachdem er 1912 kurzfristig am Boulevard Raspail 242 gewohnt hatte.

### Zeit des Ersten Weltkriegs (1914–1918)

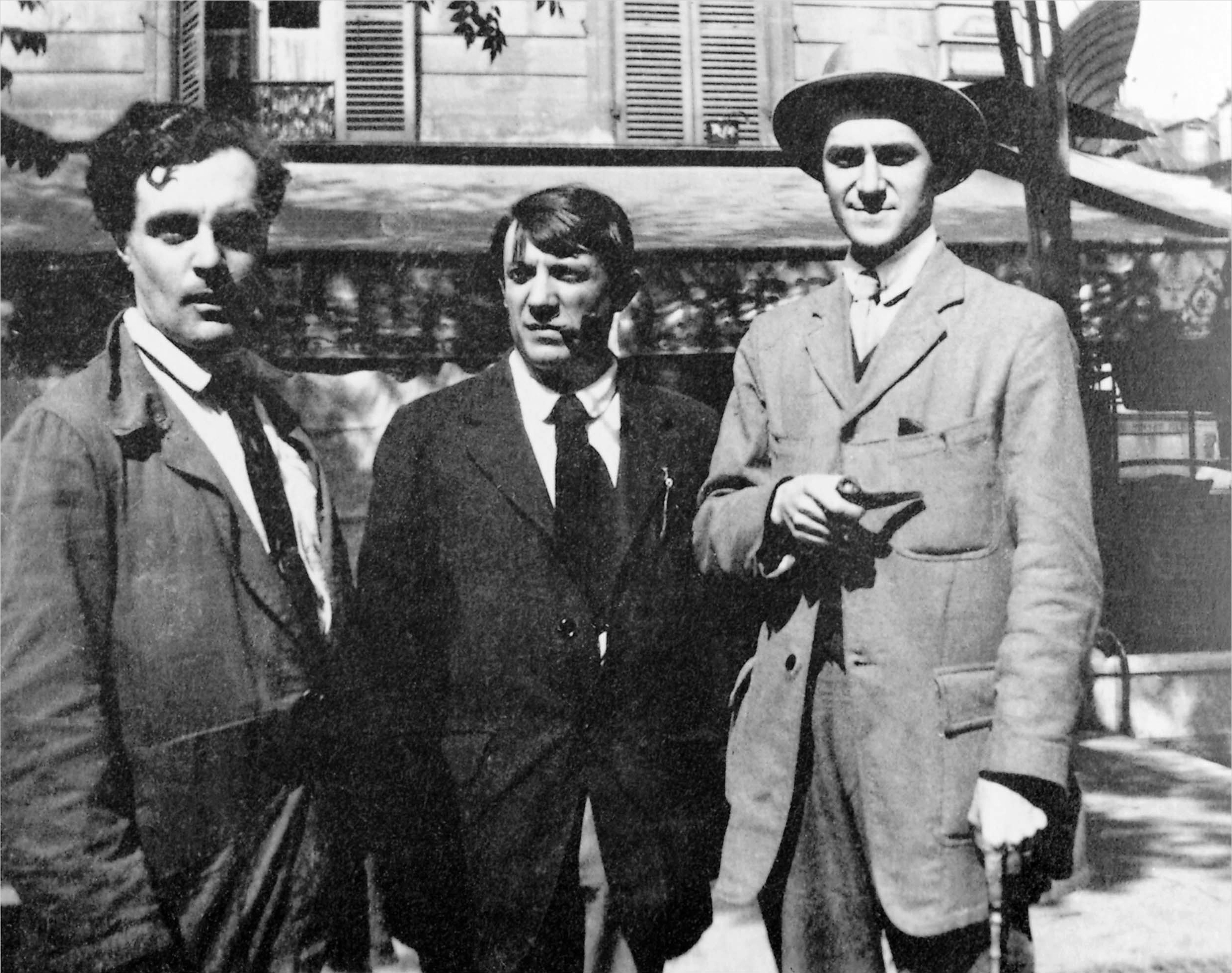
Modigliani, Picasso und André Salmon vor dem Café de la Rotonde, Paris, im Jahr 1916

Picasso verbrachte die Zeit von Ende Juni bis Mitte November 1914 mit Eva Gouel in Avignon. Mit dem Ausbruch des Ersten Weltkriegs änderte sich die Situation für viele Künstler schlagartig. Am 2. August 1914 begleitete Picasso Braque und Derain, die ihren Gestellungsbefehl erhalten hatten, zum Bahnhof in Avignon. Braque erlitt 1915 eine schwere Kopfverletzung und brauchte nach überstandener Operation länger als ein Jahr, um davon zu genesen. Ihr Kunsthändler Kahnweiler, der Deutscher war, musste Frankreich verlassen; Picasso, der als Spanier keinen Kriegsdienst leisten musste, blieb in Paris ohne seine Freunde zurück.
Im Juli 1916 organisierte André Salmon eine Ausstellung, L’Art moderne en France (der so genannte „Salon d’Antin“), in der Pariser Galerie Barbazanges. Dort wurde Picassos Werk Les Demoiselles d’Avignon zum ersten Mal der Öffentlichkeit vorgestellt; das Gemälde erhielt erst zu diesem Zeitpunkt von Salmon diesen Namen.

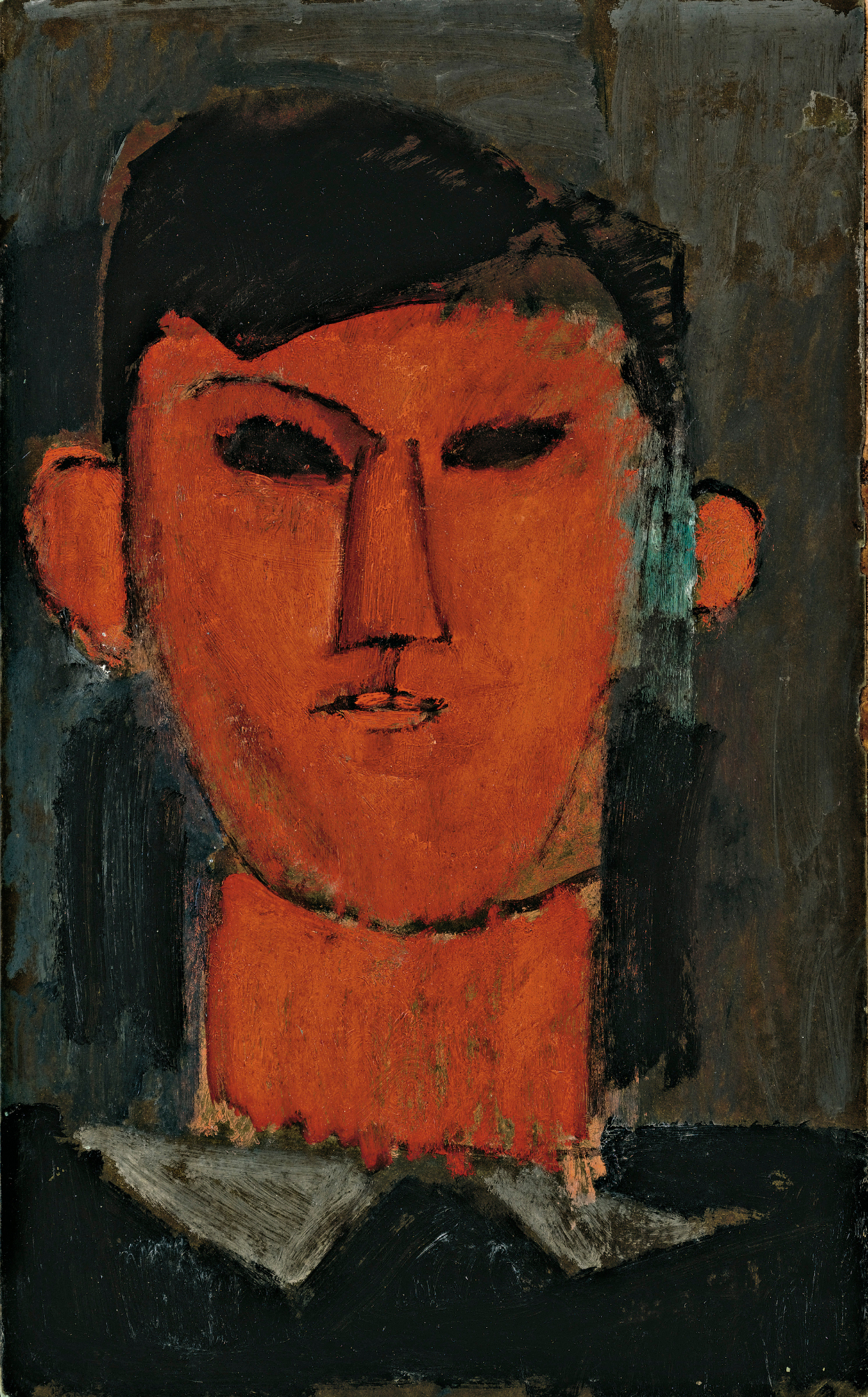
Amedeo Modigliani: Portrait de Pablo Picasso, 1915, Privatsammlung. Der erste Besitzer war Frank Burty Haviland, ein Freund Picassos.

Nach dem Tod von Eva Gouel, die 1915 an Tuberkulose starb, hatte Picasso eine Affäre mit Gabrielle Lespinasse, die er Gaby nannte. Sie wohnte am Boulevard Raspail nahe seinem Studio. Während eines Aufenthalts in Saint-Tropez im Jahr 1916 erklärte er ihr seine Liebe, sie wies ihn jedoch ab und heiratete im folgenden Jahr den amerikanischen Künstler Herbert Lespinasse. Im Oktober 1916 zog er nach Montrouge bei Paris.

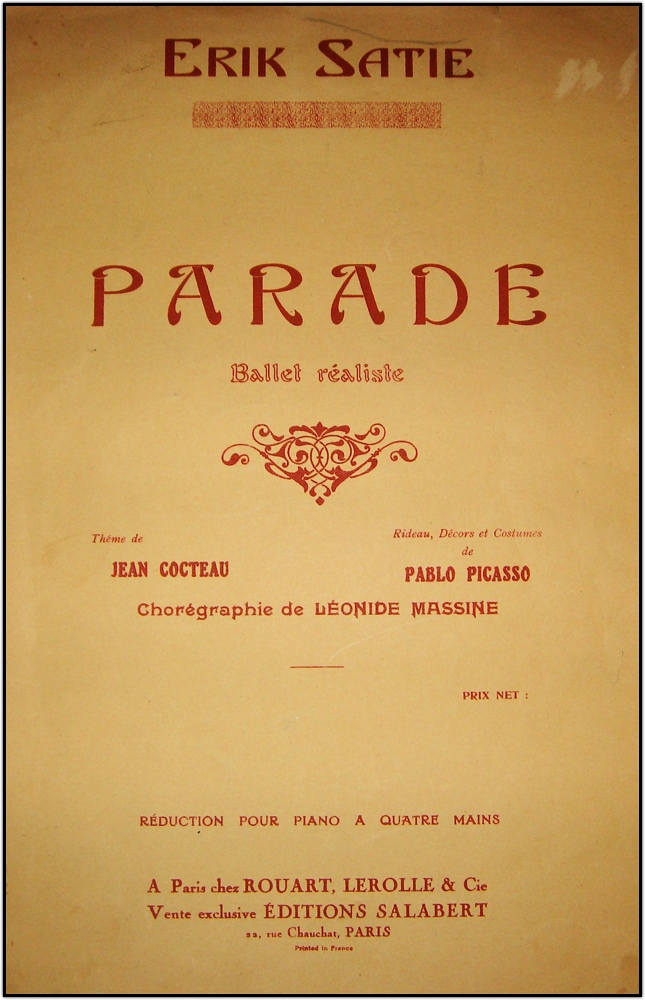
Titelblatt Parade, 1917

Im Frühjahr 1917 wohnte Picasso in Rom den Proben des Ensembles Ballets Russes unter der Leitung von Sergei Djagilew zum Ballett Parade mit dem Libretto von Jean Cocteau und der Musik von Erik Satie bei. Er entwarf die Kostüme, Bühnenbilder und den aus der Reihe fallenden klassisch romantischen Bühnenvorhang. Der sowjetische Schriftsteller Ilja Ehrenburg, der in Paris im Exil lebte, beschrieb die spektakuläre Premiere im Mai 1917 im Pariser Théâtre du Châtelet und den Aufruhr des Publikums, das den Abbruch der Vorstellung forderte: „Die Musik gab sich modern, das Bühnenbild war halb kubistisch […] Und als ein Pferd mit kubistischer Schnauze Zirkusnummer vorführte, verloren sie endgültig die Geduld: ‚Tod den Russen! Picasso ist ein Boche! Die Russen sind Boches!‘“ Picassos Freunde jedoch waren begeistert. Apollinaire beispielsweise betrachtete die erstmalige künstlerische Allianz zwischen Malerei und Tanz, Plastik und Darstellungskunst als Beginn einer umfassenden Kunst, als eine Art „sur-réalisme“.

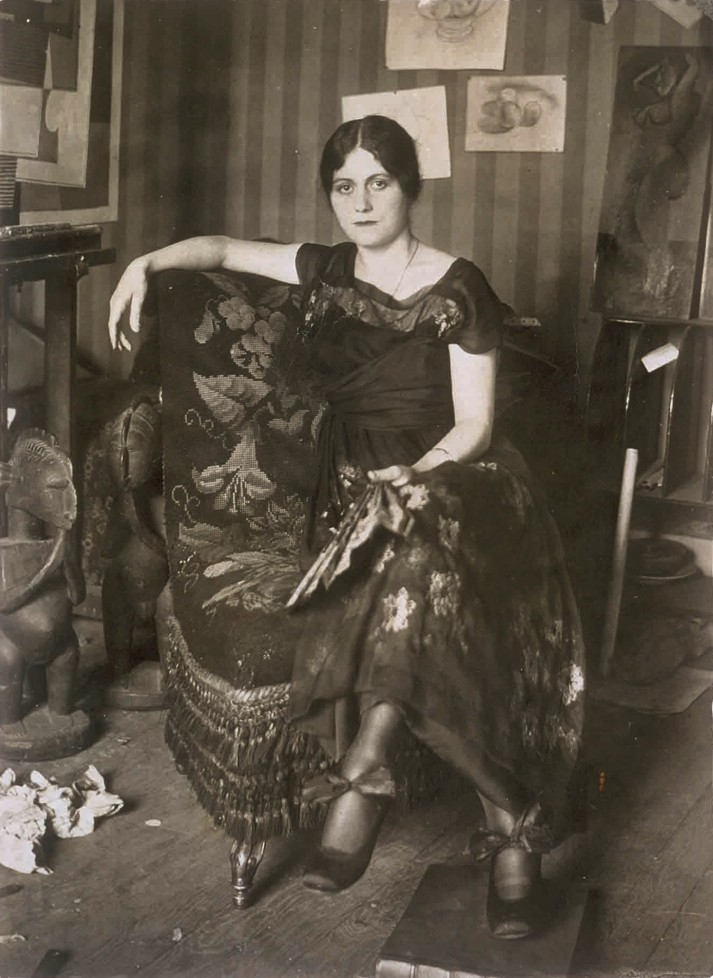
Olga Chochlowa in Picassos Atelier, Montrouge, Frühjahr 1918

Während der Arbeiten zu Parade lernte Picasso die Tänzerin Olga Stepanowna Chochlowa, Primaballerina des „Ballets Russes“, kennen, die er am 12. Juli 1918 in Paris heiratete. Trauzeugen waren Cocteau, Max Jacob und Apollinaire. Das Ehepaar bezog im Dezember eine Wohnung in der Rue La Boétie 23. Nach der Heirat gab er sein Bohèmeleben auf und wurde zum „Malerfürsten“ mit eigenem Chauffeur und Hauspersonal. Aus der Ehe ging Sohn Paulo hervor.
Nach Kahnweiler wurde Picasso ab 1918 von den Kunsthändlern Paul Rosenberg und Georges Wildenstein gemeinsam weltweit vertreten. Sie kauften jedes Jahr eine nennenswerte Anzahl seiner Bilder. Die Verbindung Picassos zu Rosenberg dauerte bis zum Jahr 1939, die zu Wildenstein bis 1932.

### Abkehr von den Kubisten (1916–1924)
Bereits 1914 begann sich Picasso von dem Kreis der Kubisten zu entfernen. Er erinnerte sich an diesen Abschied und äußerte: „Aus dem Kubismus hat man eine Art Körperkultur machen wollen. […] Daraus ist eine verkünstelte Kunst hervorgegangen, ohne echte Beziehung zur logischen Arbeit, die ich zu tun trachte.“
Von 1916 bis 1924 zeigt sein Werk ein stilistisches Nebeneinander. Neben klassizistischen Gemälden wie Drei Frauen am Brunnen aus dem Jahr 1921, gemalt in Fontainebleau, und Panflöte, 1923, gemalt in seinem Ferienort Antibes, entstanden Arbeiten im Stil des synthetischen Kubismus, wie beispielsweise Drei Musikanten aus dem Jahr 1921.
Picasso konnte dank seines gewachsenen Ruhms mehr Zeit für die Entwicklung seiner Formensprache nutzen. Er experimentierte viel und legte einen neuen Schwerpunkt auf sein plastisches Werk, das er 1902 mit Sitzende Frau eröffnet hatte. Gleichzeitig entfremdete er sich von seiner Frau Olga.

### Auseinandersetzung mit dem Surrealismus (1924–1936)

#### Beteiligung und Konflikte

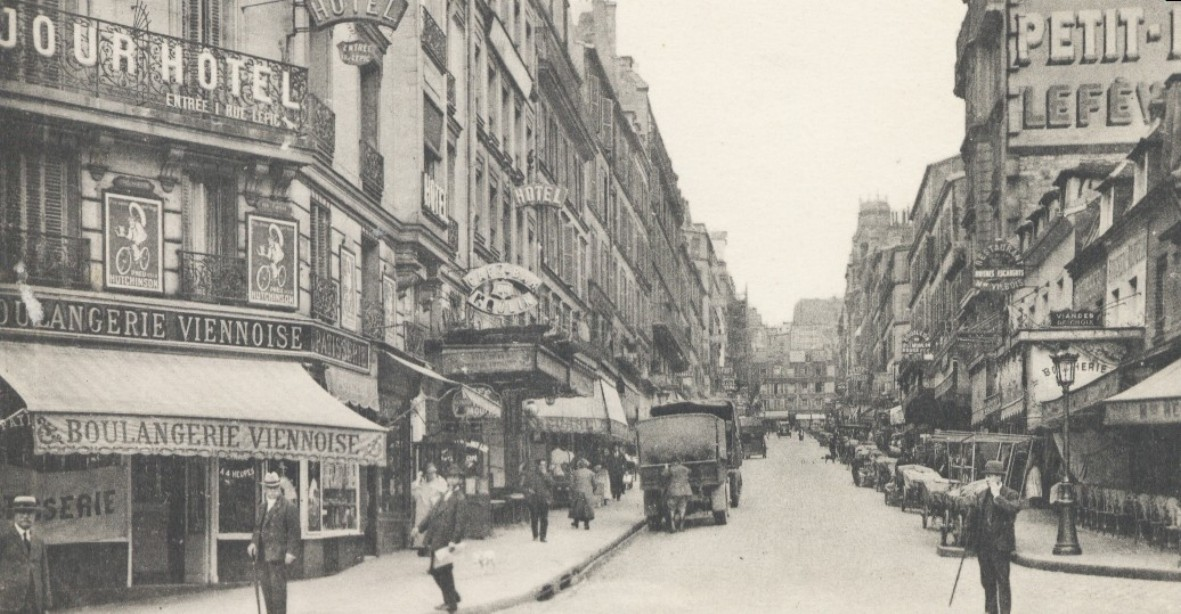
Paris, Montmartre, um 1925

Im Jahr 1923 traf Picasso den Surrealisten André Breton. Bereits in der ersten Nummer der surrealistischen Zeitschrift La Révolution surréaliste vom Dezember 1924 wurde eine plastische Konstruktion Picassos reproduziert. In der zweiten Nummer vom Januar 1925 zwei Seiten aus dem im Sommer 1924 in Juan-les-Pins geführten Skizzenbuch mit den Sternzeichnungen. In der vierten Ausgabe erschien eine Abbildung von Picassos Gemälde Les Trois Danseuses (Die drei Tänzerinnen) und – erstmals in Frankreich – von den Demoiselles d’Avignon.
Der langjährige Kontakt mit den Surrealisten war jedoch nicht konfliktfrei. Als 1924 Eric Saties Ballett Les Aventures de Mercure mit dem Bühnenbild und den Kostümen von Picasso aufgeführt wurde, protestierten mehrere Surrealisten gegen Picassos Mitwirkung und nannten das Ereignis eine Wohltätigkeitsveranstaltung für die internationale Aristokratie. André Breton, Louis Aragon und andere Surrealisten, die von Picassos Einfallsreichtum beeindruckt waren, veröffentlichten daraufhin im Paris-Journal eine als Hommage à Picasso deklarierte Entschuldigung. Andererseits beschuldigte Picasso 1926 die Surrealisten in einer ausführlichen Stellungnahme zu den Absichten und Zielen seiner Kunst, ihn nicht verstanden zu haben. Die gegen Breton gerichtete surrealistische Zeitschrift Documents von Georges Bataille widmete sich in ihrer Sonderausgabe Nr. 3 vom April 1930 vollständig Picasso.
Im Jahr 1927 lernte er Marie-Thérèse Walter kennen, die er in Frau mit Blume 1932 in minimalistischer Weise mit surrealistischen Anklängen porträtierte. Die Beziehung zu der anfangs noch minderjährigen Marie-Thérèse hielt er lange Zeit geheim.
Erstmals tauchte 1928 das Minotaurus-Motiv in seinen Werken auf – als Spanier war Picasso schon immer vom Stierkampf fasziniert. Die erste Nummer des surrealistischen Künstlermagazins Minotaure erschien am 25. Mai 1933 mit einem Cover von Picasso, der dem Titel gemäß einen Minotaurus zeigt. 1935 entstand die Radierungsfolge Minotauromachie, die von Francisco de Goyas Tauromaquia (um 1815) inspiriert wurden. Darin wird in immer neuen Variationen der Zusammenhang von Sexualität, Gewalt und Tod ausgelotet.
Im Sommer 1936 lernte Picasso durch den surrealistischen Dichter Paul Éluard den Künstler und Kunstkritiker Roland Penrose kennen, mit dem er Freundschaft schloss und der im Jahr 1958 die erste Biografie über Picasso veröffentlichte, an der der Künstler mitwirkte. 1937 schuf er von Penrose’ späterer Ehefrau, der Fotografin Lee Miller, sechs Porträts. Die Fotografin machte bei gegenseitigen Besuchen um die 1000 Aufnahmen, die Picasso während der Arbeit und in der Freizeit zeigen. Deutlichere Anklänge an seinen Spätstil zeigt ein weiteres Porträt der Marie-Thérèse Walter, das Interieur mit zeichnendem Mädchen aus dem Jahr 1935. Der Zusammenhang von Sexualität und künstlerischer Kreativität wurde zu einem Thema, das Picasso bis zu seinem Lebensende beschäftigte.

#### Familiäre Krisen
Das Jahr 1935 bezeichnet eine Krise in seinem Leben und Schaffen. Aus der Beziehung zu Marie-Thérèse, die bis 1937 andauerte, wurde die Tochter Maya in diesem Jahr geboren. Dies wurde seiner Frau hinterbracht, die daraufhin die Scheidung verlangte. Nach französischem Recht hätte Picasso seinen Besitz mit ihr teilen müssen. Daran hatte er kein Interesse, und sie blieben daher bis zu ihrem Tod im Februar 1955 verheiratet.
1936 hatte Picasso eine Affäre mit Alice Rahon, der Ehefrau von Wolfgang Paalen, und lernte die französische Fotografin Dora Maar kennen, die in den 1940er Jahren seine ständige Begleiterin wurde und die ihm oft Modell saß. Im November 1937 besuchte er Paul Klee in Bern, um ihn moralisch zu unterstützen, da dessen Werke gerade in der berüchtigten Münchner Ausstellung über „Entartete Kunst“ von den Nationalsozialisten diffamiert wurden. 1941 entstand Dora Maars Porträt mit gleichzeitiger Vorder- und Seitenansicht, Dora Maar mit Katze (Dora Maar au chat). Sie konkurrierte mit Marie-Thérèse Walter um die Gunst Pablo Picassos. „Ich hatte kein Interesse daran, eine Entscheidung zu treffen. […] Ich sagte ihnen, sie sollten es unter sich ausmachen“, so der Maler über die Rivalität zwischen den beiden Frauen.

### Stellungnahmen zum Spanischen Bürgerkrieg – Guernica (1936–1939)

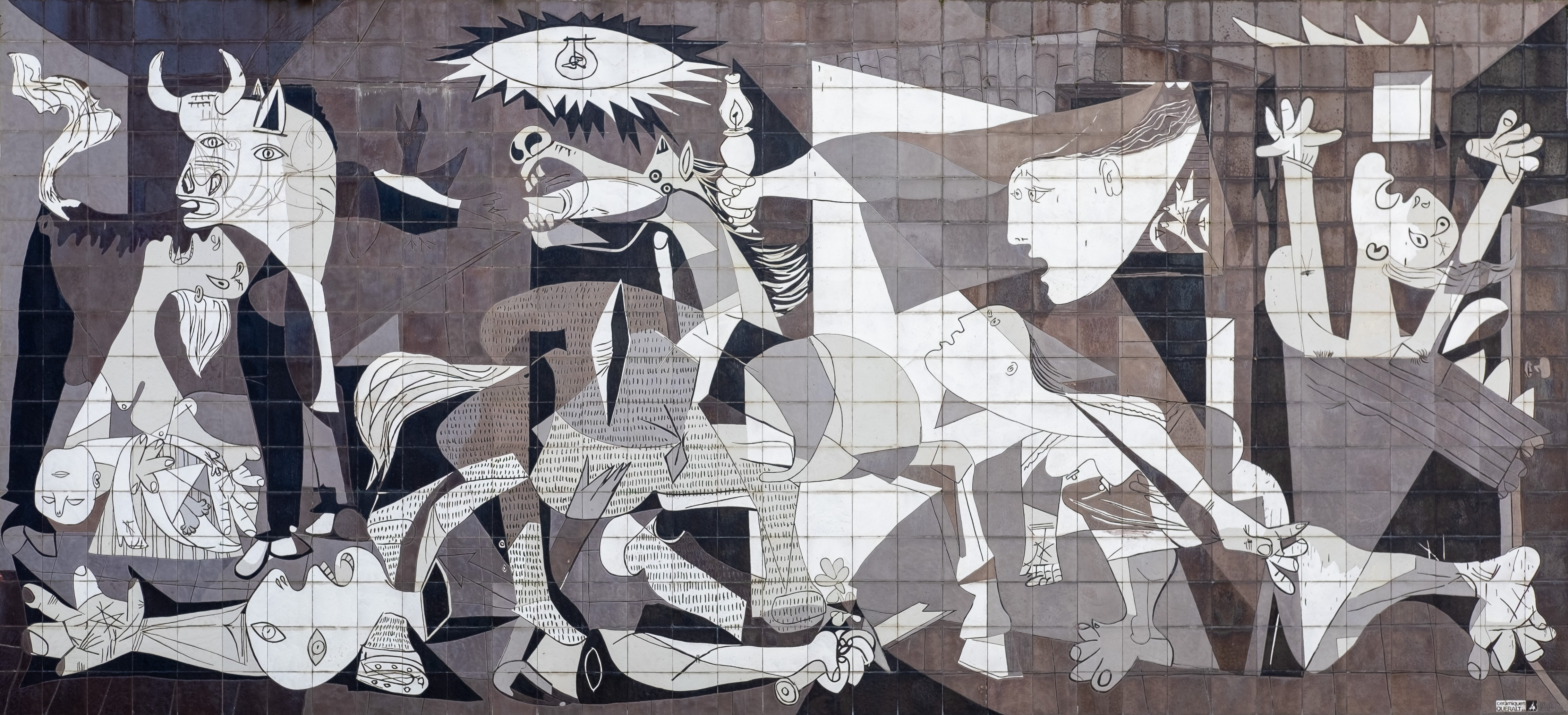
Nachbildung des Gemäldes auf Fliesen als Wandbild in Originalgröße in der Stadt Gernika

Die Ereignisse des Spanischen Bürgerkriegs erschütterten Picasso zutiefst, und es entstanden Bilder, die in ihrer Eindringlichkeit an Goyas Schrecken des Krieges erinnern, vor allem Guernica, das das Grauen anlässlich der Bombardierung der baskischen Stadt Gernika am 26. April 1937 durch die deutsche Legion Condor thematisiert. Unter diesem Eindruck begann Picasso bereits am 1. Mai mit Studien für das gleichnamige monumentale Bild, das ab dem 12. Juli 1937 als Wandbild im spanischen Pavillon auf der Weltausstellung in Paris ausgestellt wurde.
Picasso unterstützte ab 1936 von Paris aus die republikanische Regierung Spaniens, die sich gegen den Putschisten und künftigen Diktator Franco zur Wehr setzte. Er versuchte, gleichwohl vergeblich, die französische Regierung zum Eingreifen zu bewegen und wurde für seinen Einsatz von der republikanischen Regierung Spaniens 1937 in Abwesenheit zum Direktor des bedeutenden Kunstmuseums Prado in Madrid bestimmt.

### Zeit des Zweiten Weltkriegs (1940–1945)

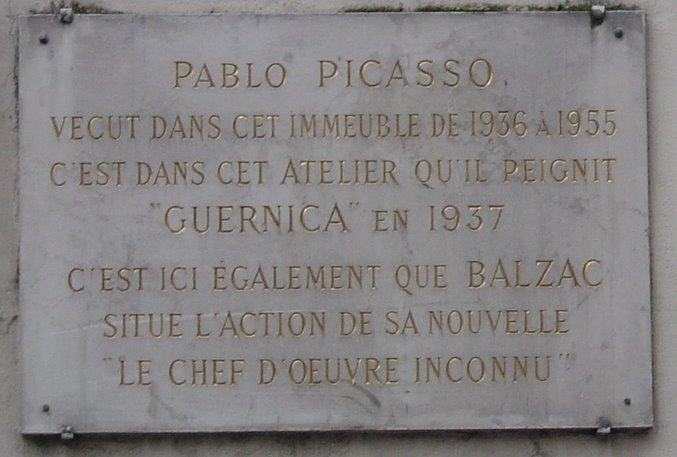
Plakette in der 7 Rue des Grands-Augustins, Paris

Der Künstler arbeitete seit 1936 in Paris in einem Atelier in der 7 Rue des Grands-Augustins, in dem Guernica entstand und das er seit dem Frühjahr 1939 zudem als Wohnung nutzte. Vom Beginn der deutschen Besetzung 1940 im Zweiten Weltkrieg bis zur Befreiung von Paris am 25. August 1944 wohnte er hier, ohne eine Reise zu unternehmen. Die Nationalsozialisten hatten ihm wegen seiner Gegnerschaft zu Franco Ausstellungsverbot erteilt. Der von Picasso 1940 gestellte Antrag auf den Erwerb der französischen Staatsbürgerschaft war abgelehnt worden, da den Behörden Dossiers aus dem Jahr 1905 vorlagen, in denen er als anarchistisch eingestuft worden war.
Während der Besatzungszeit wurde die moderne Kunst von den Kollaborateuren nicht toleriert. Der Maler André Lhote erinnerte sich an die Schlachtrufe „Matisse in den Müllkasten“ und „Picasso ins Irrenhaus!“. Nach der Befreiung schätzte ihn die politische Linke zunächst als den Künstler ein, der „aufs Wirksamste den Geist des Widerstands versinnbildlichte“.
Das Museum of Modern Art in New York City unter seinem Direktor Alfred Barr widmete Picasso 1939–1940 eine erfolgreiche Retrospektive, die ihn in Amerika und bei zeitgenössischen Kunstkritikern und Künstlerkollegen weithin bekannt machte.
Im Jahr 1944 wurde Picasso Mitglied der Kommunistischen Partei Frankreichs und blieb es bis ans Ende seines Lebens. Die Ernsthaftigkeit seines Eintritts wurde bezweifelt, und man beschuldigte ihn, dass seine Farben und Formen in seinen Arbeiten eine bestimmte symbolische Bedeutung besäßen, woraufhin er konterte: „Bloß wegen des Vergnügens, verstanden zu werden, werde ich nicht in einem gewöhnlichen Stil arbeiten.“ Eine Aussage, unter anderen, die zu der Anschuldigung führte, dass sein Kommunismus oberflächlich sei und er nicht an die Untrennbarkeit von Kunst und Politik glaube. Zu seiner Verteidigung schrieb er: „Was, glauben Sie denn, ist ein Künstler? Ein Schwachsinniger, der nur Augen hat, wenn er Maler ist, nur Ohren, wenn er Musiker ist, gar nur eine Lyra für alle Lagen des Herzens, wenn er Dichter ist, oder gar Muskeln, wenn er Boxer ist? Ganz im Gegenteil! Er ist gleichzeitig ein politisches Wesen, das ständig im Bewußtsein der zerstörerischen, brennenden oder beglückenden Weltereignisse lebt und sich ganz und gar nach ihrem Bilde formt. […] Nein, die Malerei ist nicht erfunden, um Wohnungen auszuschmücken! Sie ist eine Waffe zum Angriff und zur Verteidigung gegen den Feind.“

### Die späten Jahre (1945–1973)

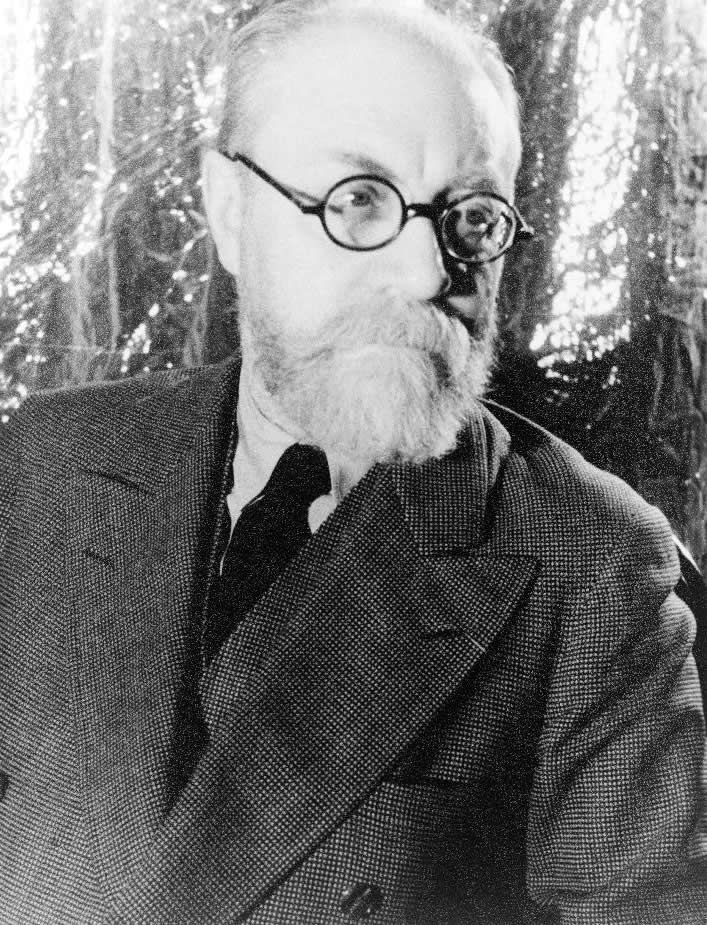
Henri Matisse im Mai 1933

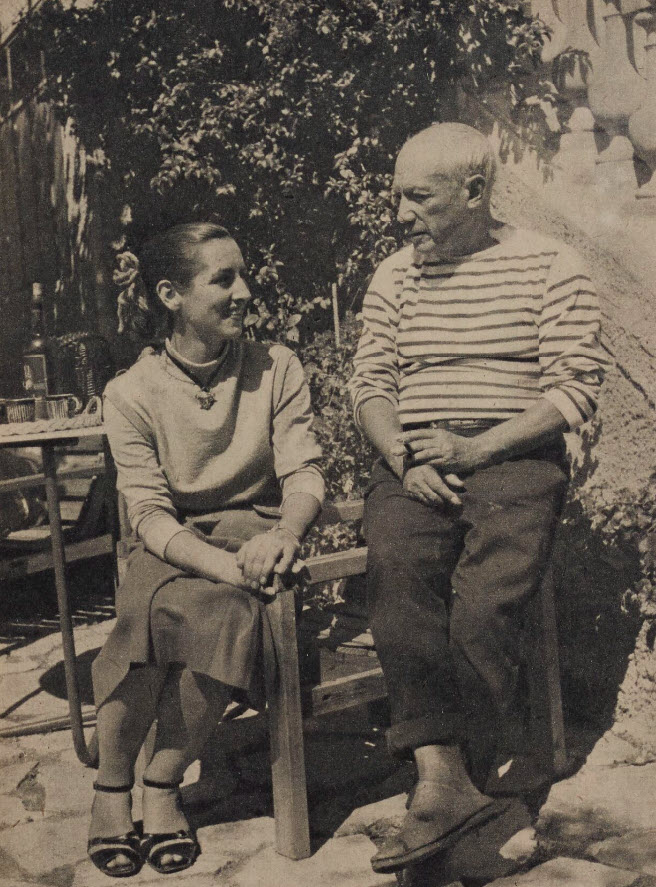
Gilot und Picasso im Jahr 1952

Nach sechs Jahren innerer Emigration und Isolation in Paris während des Zweiten Weltkriegs besuchte Picasso ab 1945 häufiger südfranzösische Orte wie Antibes und Nizza. Dort besuchte er Henri Matisse, dessen Malweise deutliche Einflüsse in Picassos Spätwerk hinterließ. Beide Künstler blieben über viele Jahre in loser Verbindung, wobei Matisse der einzige lebende Künstler war, den Picasso als ebenbürtig ansah. Beide erkannten die Bedeutung des Anderen, respektierten einander zeitlebens und beeinflussten sich trotz ihrer Gegensätzlichkeiten.
Seine Begleiterin in diesen Jahren war die Malerin Françoise Gilot, die er 1943 in Paris kennengelernt hatte. Die Beziehung dauerte bis 1953; der Sohn Claude wurde im Jahr 1947 geboren, die Tochter Paloma 1949. Gilot gilt als die einzige Frau, die Picasso verlassen hat und nicht von ihm verlassen wurde.

#### Vallauris und Cannes
Die mediterrane Umgebung seiner Jugendzeit zog Picasso wieder in seinen Bann, denn ab dem Frühling 1948 wohnten er und Françoise Gilot nach Aufenthalten in Golfe-Juan in der Villa „La Galloise“ in Vallauris, einem Ort mit traditionellen Töpfereien, wo er sich schon im Jahr zuvor aufgehalten hatte. Dort experimentierte er unter Anleitung örtlicher Töpfer in der Manufaktur Madoura mit Ton und Glasuren, sprengte den traditionellen Produktrahmen und verhalf dem Ort zu überregionaler und später zu internationaler Bekanntheit.

Pablo Picasso 1953 in Mailand, Foto von Paolo Monti (Fondo Paolo Monti, BEIC)

Trotz des Eintritts in die Kommunistische Partei behielt Picasso eine unabhängige Einstellung. Das Gemälde Massaker in Korea, das 1951 entstand, verärgerte die Amerikaner, sein Porträt Stalins von 1953 die Kommunisten, denn in der Sowjetunion galt seine Malweise offiziell als dekadent. Picasso engagierte sich allerdings, wann immer man ihn darum bat, für den Frieden. Im Jahr 1949 entwarf er ein Plakat mit einer Taube für den Pariser Weltfriedenskongress. Die Taube wurde in der Folge weltweit ein Symbol für den Frieden. 1952 entstanden zwei große Wandgemälde: Der Krieg und Der Frieden für den „Friedenstempel“ in Vallauris.

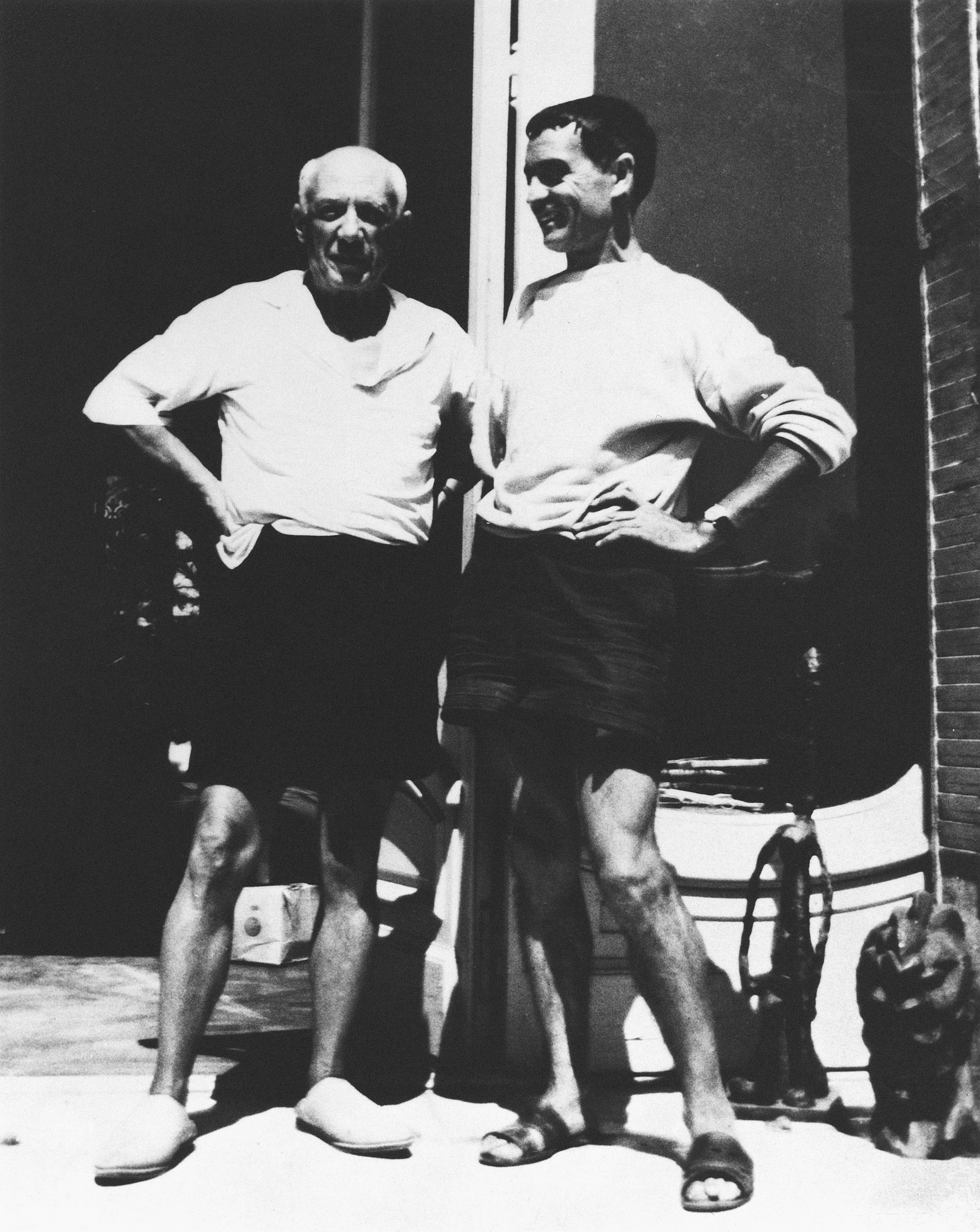
René Bernasconi und Pablo Picasso, Villa „La Californie“, 1955

Jacqueline Roque, eine Keramikverkäuferin bei Madoura in Vallauris, war Picassos neue Lebensgefährtin ab 1953, nachdem ihn Françoise Gilot verlassen hatte und auch Geneviève Laporte, mit der er eine Affäre hatte, nicht zu ihm ziehen wollte. Er schuf zahlreiche Porträts von Roque wie beispielsweise 1954 Bildnis Madame Z. (Jacqueline Roque) und 1956 Jacqueline im Atelier.
1954 lernte er in Vallauris die 19-jährige Sylvette David kennen, eine junge Frau mit blondem Pferdeschwanz, die ihm Modell saß und die er in mehreren Monaten in knapp 60 Porträts darstellte.
1955 kaufte Picasso die Villa „La Californie“ in Cannes. Seine Hinwendung zu klassischen Interpretationen von Meisterwerken zeigten Werke wie Frauen von Algier von Eugène Delacroix 1955, Diego Velazquez’ Las Meninas 1957 oder Édouard Manets Frühstück im Freien 1961. Bereits 1946 hatte eine Ausstellung im Louvre seine Bilder denen klassischer Meister gegenübergestellt.
In der „Tauwetter-Periode“ der Sowjetunion gelang es Ilja Ehrenburg 1956, eine große Picasso-Ausstellung im Moskauer Puschkin-Museum durchzusetzen.
Im Jahr 1958 bot ihm der französische Kabinettschef und spätere Staatspräsident Georges Pompidou die französische Staatsbürgerschaft an, doch Picasso reagierte nicht.

#### Erwerb von Schloss Vauvenargues

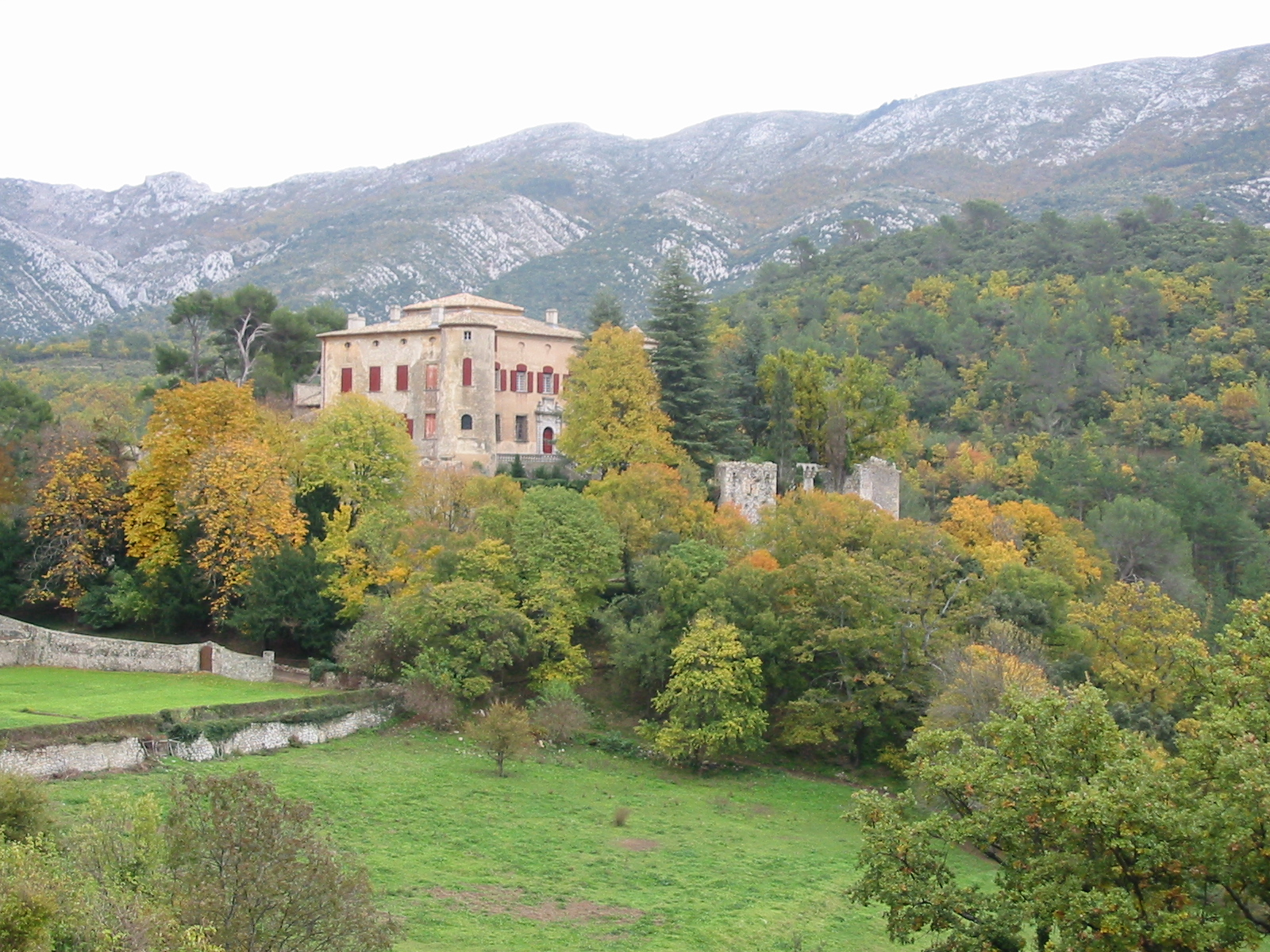
Chateau Vauvenargues

Picasso wurde zunehmend von Touristen und Bewunderern belästigt. In unmittelbarer Nähe von „La Californie“ wurden Wohnhochhäuser gebaut, die ihm sowohl den Ausblick auf die Landschaft versperrten als auch Fremden den Einblick auf sein Grundstück ermöglichten. Er versuchte erfolglos, den Kunstsammler Douglas Cooper dazu zu bewegen, ihm dessen Schloss Château de Castille nahe Avignon zu überlassen. Cooper empfahl ihm 1958 stattdessen das Schloss Vauvenargues bei Aix-en-Provence mit Blick auf Paul Cézannes Lieblingsmotiv, das Gebirge Montagne Sainte-Victoire. Picasso erwarb es und richtete sich dort ein Studio ein, kehrte aber immer wieder nach „La Californie“ zurück.
Picassos Stil reduzierte sich zunehmend auf das Linienbetonte, Skizzenhafte. Mit hoher Produktivität setzte er sich nicht nur mit der Malerei und Grafik wie Lithografie und Linolschnitt auseinander, sondern ab 1947 auch mit der Bildhauerei und Keramik. Er variierte und zitierte seine Themen wiederholt.

#### Letzter Wohnort Mougins und Tod

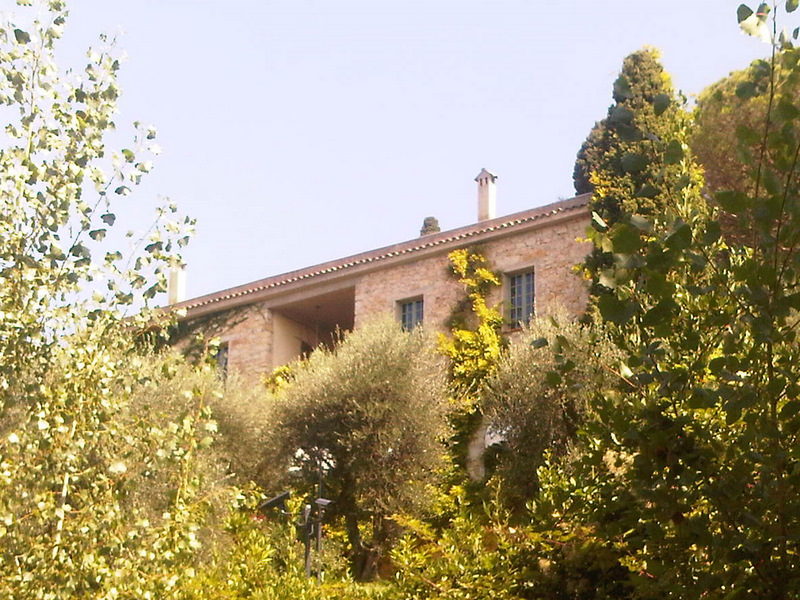
Letzter Wohnsitz Picassos: Mas Notre-Dame-de-Vie

Picasso hatte sich von seiner Frau Olga aus finanziellen Gründen nie scheiden lassen. Mehrere Jahre nach ihrem Tod heiratete er 1961 Jacqueline Roque und zog mit ihr nach Mougins in das Herrenhaus Mas Notre-Dame de Vie, nördlich über den Hängen von Cannes. Die Ehe blieb kinderlos. Das Schloss Vauvenargues nutzte er als Lager für unzählige Bilder.
1962 wurde Picasso mit dem Internationalen Lenin-Friedenspreis ausgezeichnet.

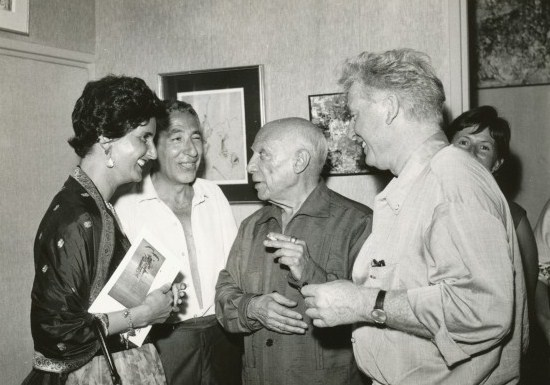
Picasso bei der Eröffnung der Soshana-Ausstellung 1962 mit der Künstlerin, André Verdet und Édouard Pignon im Château Grimaldi, ab 1966 umbenannt in Musée Picasso d’Antibes

1963 wurde das Museu Picasso in Barcelona eröffnet, das später einen Großteil seines Nachlasses erhielt. Den Grundstock bildete die Schenkung von 574 Werken von Picassos Freund und Sekretär Sabartés. Anlässlich des Erscheinens der Erinnerungen von Françoise Gilot, Leben mit Picasso im Jahr 1964, kam es zum Zerwürfnis mit seinen aus dieser Beziehung stammenden Kindern Claude und Paloma Picasso.
Im Jahr 1971 fand eine Retrospektive in Paris anlässlich Picassos 90. Geburtstags im Louvre statt. Er war der erste Künstler, dem diese Auszeichnung bereits zu Lebzeiten gewährt wurde.
Am 8. April 1973 starb Picasso in seinem Haus in Mougins infolge einer Lungenembolie, andere Quellen nennen als Ursache einen Herzinfarkt mit Lungenödem. Einer Meldung des Magazins Time zufolge habe er Freunde bei sich gehabt, und seine letzten Worte seien „Drink to me. Drink to my health. You know I can’t drink any more“ (übersetzt „Trinkt auf mich […]“) gewesen. Er wurde am 10. April im Garten seines Schlosses in Vauvenargues begraben. Picasso hatte kein Testament hinterlassen. Seine Erben entrichteten die Erbschaftsteuer in Form von Kunstwerken Picassos und anderen Gemälden aus seiner Sammlung, wie beispielsweise Werken von Matisse und der Yadwigha von Rousseau. Sie bildeten den Grundstock der Kollektion des Musée Picasso in Paris. Im Jahr 2003 weihten Verwandte das Picasso gewidmete Museum in seiner Geburtsstadt Málaga ein, das Museo Picasso Málaga, und überließen ihm viele Ausstellungsstücke.
Seine Witwe Jacqueline nahm sich in dem Haus in Mougins 1986 das Leben, 13 Jahre nach dem Tod Picassos.

### Nachlass

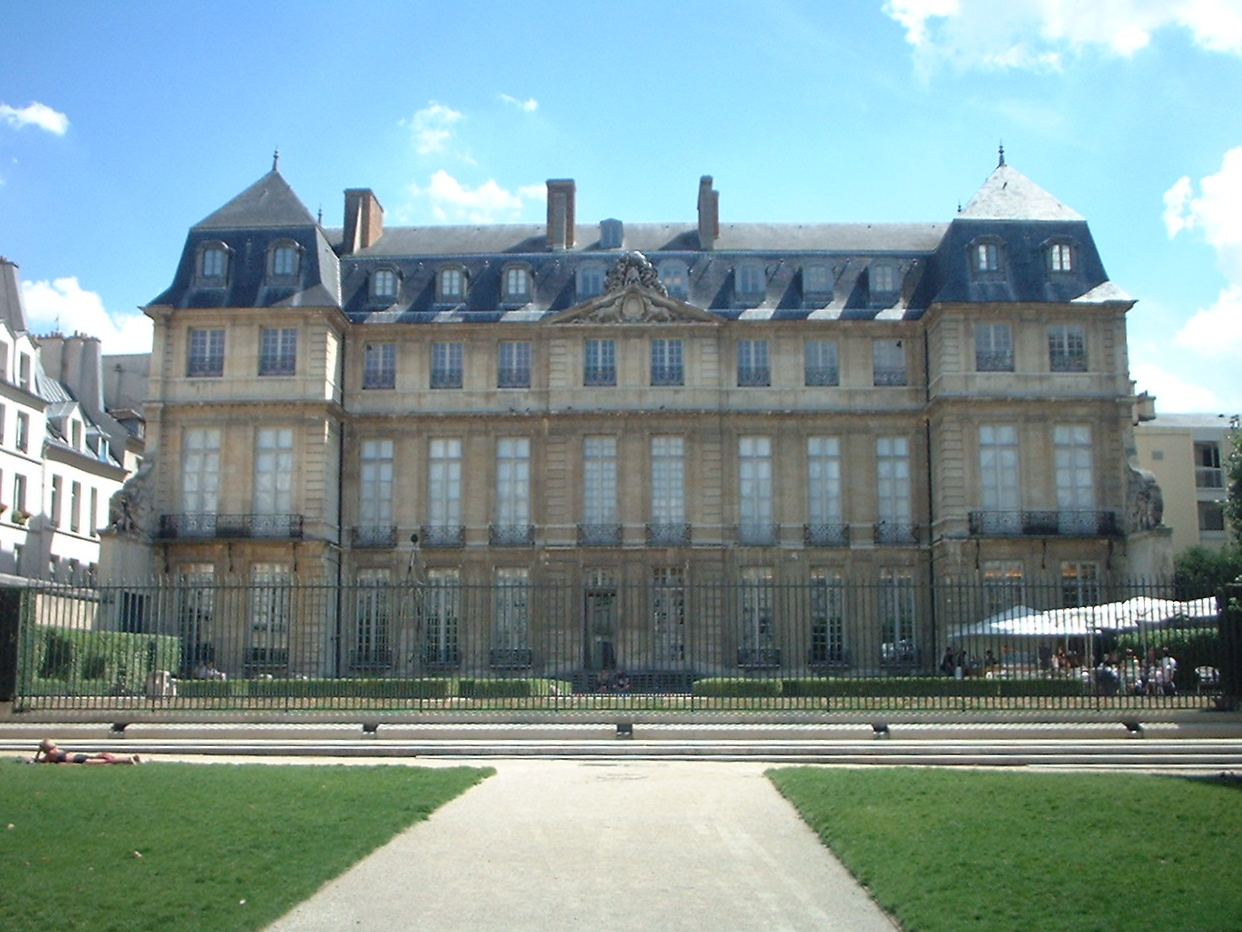
Das Musée Picasso im Hôtel Salé

Picasso hinterließ neben Immobilien ca. 1900 Gemälde, 12 000 Zeichnungen, 1300 Skulpturen, 3000 Keramiken und acht Teppiche. Ein von Christian Zervos herausgegebenes Werkverzeichnis ist 33 Bände stark, umfasst aber nicht alle Picasso-Arbeiten. Immer wieder tauchen unbekannte Werke auf.
Der renommierte Pariser Auktionator Maurice Rheims wurde mit der systematischen Erfassung aller Kunstwerke beauftragt. Auftraggeber war der französische Staat, die Sichtung begann 1974 und dauerte bis 1981.
Der französische Staat suchte sich 3800 Kunstwerke aus dem Nachlass aus und zog so die Erbschaftssteuer in Form von Kunstwerken ein. Sie wurden zur Grundlage des Musée Picasso, des größten Picasso-Museums der Welt.

### Nachkommen/Erben
Da Picasso kein Testament hinterlassen hatte, war die Erbauseinandersetzung durch juristische Auseinandersetzungen geprägt. Im Herbst 1977 war das Erbe verteilt. Die Beteiligten einigten sich auf Quoten am Gesamterbe. Jacqueline Roque, die zweite Ehefrau, erhielt 30 Prozent des Nachlasses, die Mehrzahl der Kinder und Enkel je 10 Prozent.
Etwas abweichend äußert sich folgender Beitrag: Die überlebenden fünf Erben (nach dem Tod von Jacqueline Roque) sind Françoise Gilots Kinder Claude und Paloma, Maya Widmayer-Picasso (* 5. September 1935; † 20. Dezember 2022), Tochter von Picasso und Marie-Thérèse Walter, sowie die Enkel Bernard und Marina Picasso.
Zunächst gab es offiziell nur einen rechtmäßigen Erben unter Picassos Kindern:
- Paulo Picasso (* 4. Februar 1921; † 5. Juni 1975) war das erste Kind Picassos aus seiner Ehe mit Olga Chochlowa. Er verstarb bereits vor Beendigung des Erbstreits. Paulo war als Kleinkind unter anderem das Modell für die Gemälde Paulo auf einem Esel (1923) und Paulo als Harlekin (1924).
  - Pablito Picasso (1949–1973, Suizid), aus erster Ehe mit Emilienne Lott, 1951 geschieden
  - Marina Picasso (* 14. November 1950), aus zweiter Ehe mit Christine Paulpin, erbte ein Fünftel des Nachlasses ihres Großvaters und hat einen Großteil des Erbes verwendet, um humanitäre Bemühungen für Kinder in Not zu finanzieren.
  - Bernard Ruiz-Picasso (* 3. September 1959), aus zweiter Ehe mit Christine Paulpin

Erst 1975 wurden die drei unehelichen Kinder als rechtmäßige Erben Picassos anerkannt.
- Maya Widmaier Picasso (* 5. September 1935; † 20. Dezember 2022)[76] entstammte der Verbindung mit Marie-Thérèse Walter. Ihr Vater malte mehrere Bilder, die Maya zum Thema hatten, darunter Maya à la poupée (Maya mit Puppe), das im Februar 2007 aus der Wohnung ihrer Tochter Diana Widmaier Picasso (* 12. März 1974) geraubt wurde.[77] Im August 2008 wurden die Bilder und eine ebenfalls gestohlene Zeichnung von der französischen Polizei wiedergefunden.[78] Außer der Tochter Diana hatte sie die Söhne Olivier und Richard.
- Claude Picasso (* 15. Mai 1947; † 24. August 2023) war das erste Kind aus der Verbindung mit Françoise Gilot. Er wurde zwei Jahre nach Picassos Tod als Nachlassverwalter für die Familie eingesetzt[79] und lebte in Paris. Er hatte einen 1981 geborenen Sohn Jasmin aus der Ehe mit Sydney Picasso.
- Paloma Picasso (* 19. April 1949) ist das zweite Kind aus der Verbindung Picassos mit Françoise Gilot. Sie schaffte sich durch die Kreation von Schmuck, Modeaccessoires und Parfums einen Markennamen. Kurz vor dem Tod ihres Bruders Claude hatte er sie zur Nachlassverwalterin bestimmt.

## Werk
Nach dem On-Line Picasso Project, 1997 von Enrique Mallen, Professor an der Sam Houston State University, eingerichtet, wird die Gesamtzahl der Werke Picassos auf etwa 50.000 geschätzt, darunter 1885 Gemälde, 7089 Zeichnungen, 30.000 Drucke (Radierungen, Lithographien etc.), 150 Skizzenbücher, 1228 Skulpturen, 3222 Keramiken sowie Bildteppiche. Das On-Line-Projekt benutzt ein dem @-Zeichen nachempfundenes kleines P als Logo.

### Malerei
„Beim Malen bedeutet ‚Suchen‘ meiner Ansicht nach gar nichts. Auf das Finden kommt es an.“

#### Werk der Jugend (1889–1897)
Das erste, um 1889 entstandene Bild von Picasso ist Der Picador, das bereits in Öl gemalt ist. Stierkampfszenen, Tauben und die Darstellung einer Herkulesstatue bildeten die Themen seiner ersten Zeichnungen. Es entstanden Ölbilder in der Malweise der altmeisterlichen Genremalerei nach dem Vorbild des Vaters. Als Elfjähriger erhielt er Unterricht in der Tradition der Akademischen Malerei unter dessen Anleitung. Nach Gipsabdrücken fertigte er Zeichnungen wie Etude pour un torse.
In den um 1895 entstandenen Bildern waren die spanischen Maler des 17. Jahrhunderts sein Vorbild. An der Schule für bildende Kunst in A Coruña malte er 1895 mit dreizehn Jahren  in Öl La muchacha de los pies descalzos (Das barfüßige Mädchen), das von manchen als sein erstes Meisterwerk betrachtet wird. Anschließend war er Schüler der Zeichenklasse der „La Llotja“ in Barcelona. Einige seiner Bilder zeigen Anklänge und Studien nach den Werken von Francisco de Zurbarán und des frühen Diego Velázquez, wie etwa das Porträt Philippe IV. nach Velázquez. Ab 1897 studierte Picasso für kurze Zeit an der königlichen Akademie von San Fernando in Madrid. Eine aus dieser Zeit stammende Zeichnung zeigt den Matador Luis Miguel Dominguin.
1896 war sein Gemälde Die Erstkommunion in der Ausstellung für Kunst und Kunstgewerbe in Barcelona ausgestellt und wurde in einer bedeutenden Zeitung lobend besprochen. 1897 malte er die große Komposition Wissenschaft und Nächstenliebe. Sie entsprach der seinerzeit beliebten Spielart der Historienmalerei und erhielt in der Allgemeinen Kunstausstellung in Madrid eine offizielle ehrenvolle Erwähnung. Später erhielt es in seiner Geburtsstadt Málaga eine Goldmedaille.

#### Jahre der Orientierung (1898–1901)
Als Picasso 1897, im Alter von 16 Jahren, die Königliche Akademie verlassen hatte, begann seine selbständige Künstlerkarriere.
Die Jahre zwischen 1898 und 1901 charakterisieren die Zeit der Orientierung: das konsequente Überprüfen der kreativen Prinzipien nahezu aller damals progressiven und avantgardistischen Richtungen. Er überwand seine rein akademische Ausbildung in einer für ihn bezeichnenden Weise, so wie er gelernt hatte, Neues aufzunehmen: als Aneignung durch Nachahmung.
Er wurde von den Werken der katalanischen Maler des Modernisme, Isidre Nonell und Santiago Rusiñol, beeinflusst und erhielt weitere Anregungen – um nur einige zu nennen – aus dem Bereich des Symbolismus, der englischen Präraffaeliten, der Wiener Moderne, katalanischen Wandmalereien des 14. Jahrhunderts, aus den Werken von El Greco, Henri de Toulouse-Lautrec und Théophile Steinlen, dem Illustrator im Stil des Art Nouveau. Picasso versuchte bereits seine Vorbilder umzuformen. Im Jahr 1900 fand Picassos Auseinandersetzung mit Toulouse-Lautrec in dem Gemälde Le Moulin de la Galette ihren Höhepunkt. Seine erste Einzelausstellung im „Els Quatre Gats“ im selben Jahr erntete jedoch negative Kritiken.

#### Blaue Periode (1901–1904)
Der Begriff Blaue Periode in Picassos Werk stellt die vorherrschende monochrome Farbigkeit in den Vordergrund. Die Grundlagen der Blauen Periode wurden in Paris entwickelt. Das Bild Evokation – Das Begräbnis Casagemas ist das erste Bild jener Schaffensphase. Es soll das Ende einer Freundschaft und den Beginn von etwas Neuem darstellen. Es entstanden in Folge Werke wie Das Blaue Zimmer und das berühmte Selbstbildnis aus dem Jahr 1901.
Nach der Umsiedlung nach Barcelona im Jahr 1902 bildeten schwermütige Figurenbilder die Hauptthemen. Außenseiter der Gesellschaft wie Bettler, Obdachlose, aber auch einsame Menschen sowie Mutter und Kind kamen zur Darstellung. Mit Hilfe dieser Themen verarbeitete er sowohl seine Einsamkeit in der Fremde als auch den Tod des Freundes. Die Themenwahl der Werke Picassos ist mit den Werken Nonells vergleichbar. Gibt Nonell jedoch einen Wirklichkeitsausschnitt zu erkennen und lässt den Rückschluss auf größere Zusammenhänge zu, so verwirklicht Picasso das Schicksal als etwas einzelnes, in der Isolation.
1902 entstand Melancholie, das Bildnis einer melancholischen jungen Frau. Die überlange Darstellung der Personen wie beispielsweise bei der Büglerin (1904) ist auf die Auseinandersetzung mit El Greco zurückzuführen: „Daß meine Figuren in der Blauen Periode sich alle in die Länge strecken, liegt wahrscheinlich an seinem Einfluß.“ Andererseits schließt sich das Thema der Büglerin nahtlos an die Darstellungen von Daumier und großartige Studien von Degas an.
Als Hauptwerk der Blauen Periode gilt La Vie (Das Leben) vom Mai 1903, in dem der abgebildete Mann die Gesichtszüge des Freundes Carlos Casagemas trägt.

#### Rosa Periode (1904–1906)
Die Kunstgeschichte trennt die Jahre 1901–1906 im Schaffen Picassos in zwei Perioden, die Blaue und die Rosa Periode. Für die Zeitgenossen hingegen bildeten die erwähnten Jahre eine Einheit. Die vorherrschende Verwendung der Farbe Rosa rechtfertigte für sie keineswegs eine Abtrennung vom Vorangegangenen, und sie sprachen durchgehend von der Blauen Periode. Auch der Künstler sah es in der Rückschau so.
Mit den Bildern der Blauen und der Rosa Periode setzte sich Picasso thematisch deutlich von der seinerzeit gefeierten offiziellen Kunst ab. Ab 1904 ersetzte Picasso allmählich das vorherrschende Blau durch rosa- und orangefarbene Töne. Die Motive der Rosa Periode stammen oft aus der Welt der Schauspieler und Artisten, die damals als Symbole für das Künstlertum verstanden wurden. So wird die Rosa Periode auch als Harlekin-Periode bezeichnet. Andererseits jedoch tritt die Figur des Harlekin in beiden Perioden auf. Picasso hatte sich selbst 1905 im Pariser Kabarett Le Lapin Agile in dem Gemälde Au Lapin Agile als Harlekin mit seiner damaligen Geliebten Germaine Gargallo porträtiert. Bedingt durch die Liebe Picassos zu Fernande Olivier, dem Modell für Bildhauer und Maler, die er 1904 in Paris getroffen hatte und die zum Thema vieler seiner Gemälde werden sollte, und zusätzlich durch seine ersten finanziellen Erfolge, erscheint das Werk optimistischer. Als Hauptwerk der Rosa Periode gilt das Gemälde Die Gaukler (Les Saltimbanques) aus dem Jahr 1905.

#### Les Demoiselles d’Avignon und période nègre (1907–1908)

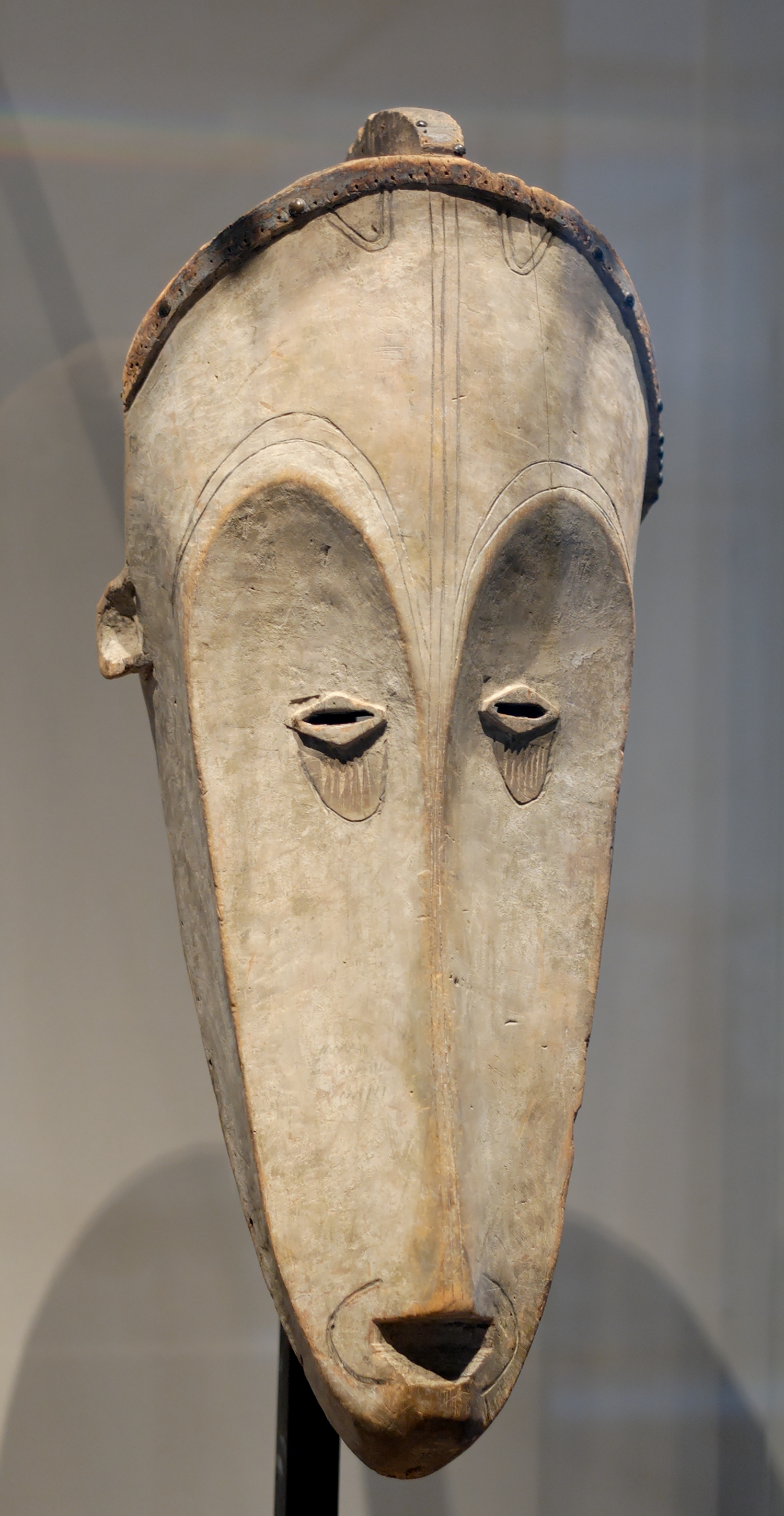
Afrikanische Fang-Maske.

Das Gemälde Les Demoiselles d’Avignon aus dem Jahr 1907 gilt heute unbestritten als Höhepunkt von Picassos Sturm-und-Drang-Periode. Als das Werk 1939 seinen Weg in die Öffentlichkeit fand, avancierte es zum Schlüsselbild der Moderne schlechthin. Inspiriert sind die Demoiselles von den Gemälden Paul Cézannes und den Arbeiten der Fauves, etwa Le bonheur de vivre (Lebensfreude, 1905/06) von Henri Matisse.
Ausgangspunkt für Picasso war seine Auseinandersetzung mit der europäischen Kunstüberlieferung und der Rückgriff auf prähistorische Kunst, der sich in seiner im Sommer 1906 beginnenden Beschäftigung mit der iberischen Kunst zeigt. Seit dem Winter 1905/06 entstanden Formstudien, die diese Auseinandersetzung widerspiegeln. Mit dem abschließenden Werk der Demoiselles begann Picassos sogenannte période nègre (Negerperiode oder Iberische Periode). In jener Phase hatte Picasso Anregungen aus der afrikanischen und, in geringem Ausmaß, ozeanischen Kunst frei kombiniert (siehe hierzu Primitivismus). Picasso selbst sprach immer nur von art nègre, da er die ozeanischen Vorbilder „afrikanisierte“. Ein Werk aus der période nègre ist das Gemälde Akt mit Kleidungsstück aus dem Sommer/Herbst 1907.

#### Kubismus (1908–1916)
„Der Kubismus ist weder ein Samenkorn noch ein Fötus, sondern eine Kunst, der es vor allem um die Form geht, und wenn eine Form einmal geschaffen ist, dann ist sie da und lebt ihr eigenes Leben weiter“

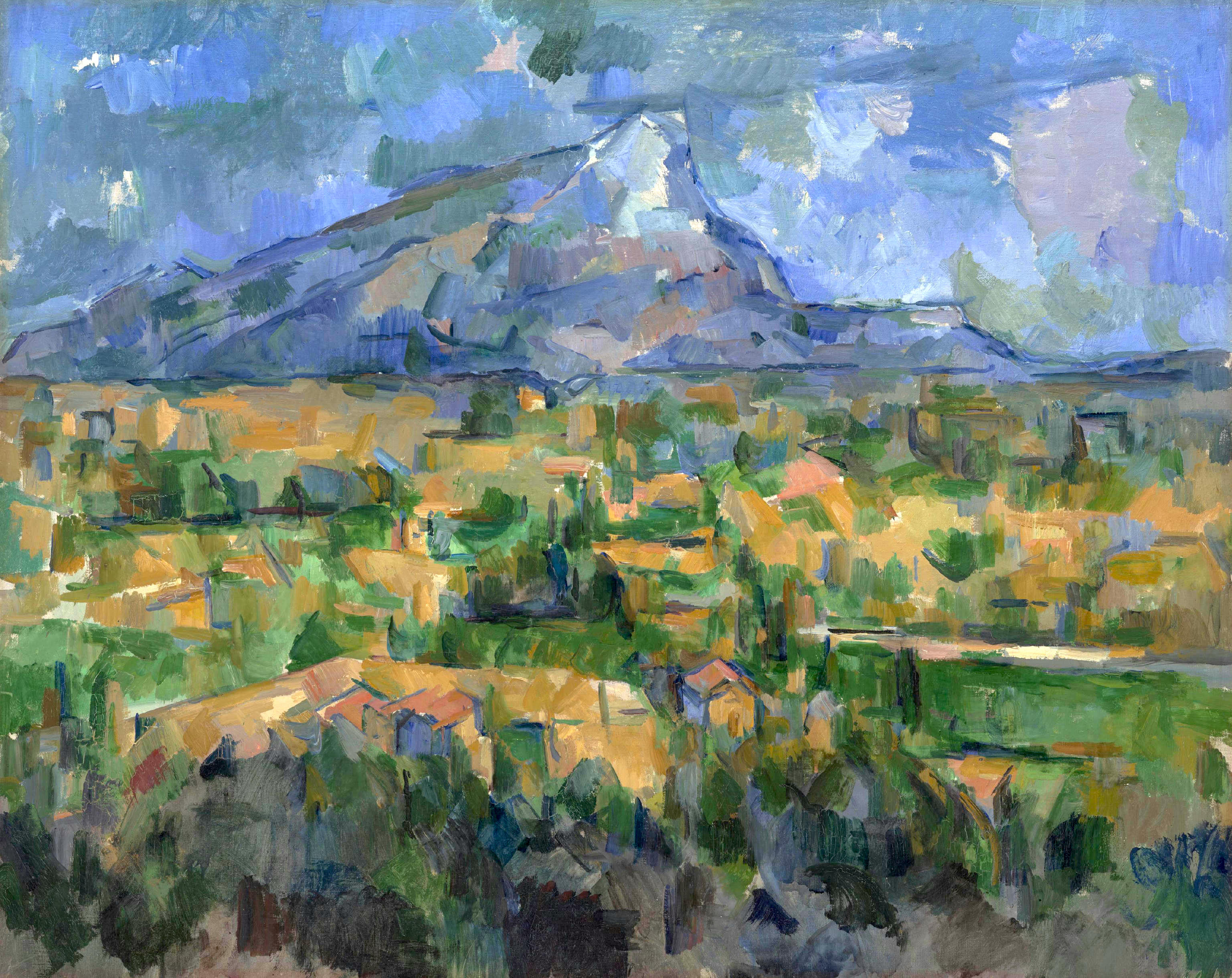
Paul Cézanne: Mont Sainte-Victoire, 1904, Museum of Art, Philadelphia

Zentraler Ausgangspunkt für Picasso war die malerische Kunstform Cézannes aus dessen letzten Lebensjahren. Picasso hatte dessen Werk studiert und äußerte später gegenüber dem Fotografen Brassaï: „Cézanne! Er war unser aller Vater!“ Bevorzugte Motive waren Stillleben, insbesondere sind Musikinstrumente, Landschaften und Personen dargestellt.
Die kubistische Periode Picassos lässt sich in zwei Phasen einteilen: in den analytischen und synthetischen Kubismus.
Analytischer Kubismus (1908–1912). Picassos Methode – das „Öffnen“ der geschlossenen Form der dargestellten Körper zugunsten eines Formenrhythmus – gestattet, die Körperlichkeit der Dinge und ihre Lage im Raum darzustellen, anstatt sie durch illusionistische Mittel vorzutäuschen. Die Lichtführung spielte eine untergeordnete Rolle. In den Gemälden wurde nicht festgelegt, von welcher Seite das Licht kommt. Die dadurch hervortretenden unterschiedlichen Ansichten der Objekte bewirken die Erscheinung simultaner Perspektive, als könnten sie von allen Seiten gleichzeitig betrachtet werden. Auf diese Weise entsteht die Wirkung einer „kristallinen“ Struktur. Ein Beispiel ist das im Jahr 1910 geschaffene Porträt Ambroise Vollard.
Synthetischer Kubismus (1912–1916). Der synthetische Kubismus entstand durch die von Picasso und Braque praktizierte Collagetechnik, dem papier collé. Zu den papier collés wurden sie durch ihre zuvor entstandenen dreidimensionalen Konstruktionen, den Papierplastiken angeregt, die sie aus Papier und Karton, Picasso später aus Blech, fertigten. Sie bilden die Grundlage aller nachfolgenden Collage-Techniken bis hin zum Ready-made.
In den Werken tauchten nun Papier, Zeitung, Tapete, imitierte Holzmaserung, Sägespäne, Sand und ähnliche Materialien auf. Die Grenzen zwischen gemaltem und realem Gegenstand bis hin zum Objekt gehen fließend ineinander über. Auf diese Weise schufen Braque und Picasso eine Synthese aus verschiedenen Elementen, woraus sich der Name dieser Schaffensperiode ergab. Die in dieser Weise bearbeiteten Bilder bekommen einen dinghaften, materiellen Charakter, der eine neue Realität des Bildes schafft. Picassos erstes Werk dieser Art war die im Jahr 1912 entstandene Arbeit Stillleben mit Rohrstuhl (Nature morte à la chaise cannée), die die erste Collage darstellt. Eine weitere Arbeit aus dieser Phase ist Geige und Weinglas auf einem Tisch.

#### Stilistisches Nebeneinander (1916–1924)
Während des Ersten Weltkriegs entstand in Europa eine Sehnsucht nach „Reinheit und Ordnung“ (Retour à l’ordre). Es erfolgte eine Rückbesinnung auf die klassische Tradition und einer oft krass vorgetragenen Ablehnung aller Modernismen. Frankreich verstand sich in direkter Nachfolge der vorbildlichen Antike als Hort der Humanität und Gegner der „barbarischen Deutschen“. Die Rückbesinnung vollzog sich auch in anderen romanischen Ländern: so in Barcelona im Noucentisme, den Picasso 1917 bei seiner Spanienreise kennenlernte. In Frankreich bildeten sich zwei entgegengesetzte künstlerische Lager heraus. Das eine, mit dem Hauptvertreter Fernand Léger, versuchte, die formalen Errungenschaften des Kubismus mit den Formen der Klassik zu verbinden, um die Kunst politischen Zielen dienstbar zu machen. Das andere, mit Picasso als Hauptvertreter, folgte der unmittelbaren Auseinandersetzung mit den klassischen Werten. Die Wiederbelebung des Klassizismus in Picassos Werk war die Folge.
So zeigen Picassos Arbeiten bereits ab 1914/15 Figurendarstellungen, die ganz nach der Tradition der Klassik und der europäischen Klassizismen von der formbestimmenden Linie ausgehen, wie etwa das Bildnis Olga in einem Sessel aus dem Jahr 1917. Neben den klassizistischen Akten, Porträts und szenischen Darstellungen entstanden jedoch gleichzeitig Werke des synthetischen Kubismus, wie etwa Stillleben vor einem Fenster in Saint-Raphaël aus dem Sommer 1919 oder Drei Musikanten aus dem Sommer 1921. Die Jahre 1916 bis 1924 bilden auf diese Weise scheinbar eine Zeit der Koexistenz der Gegensätze. So spottete der Kunsthistoriker Julius Meier-Graefe: „Morgens macht er Kuben, nachmittags voluminöse Frauen.“
Die Komposition Drei Frauen am Brunnen aus dem Jahr 1921 zeigt drei mächtig wirkende Frauen, gekleidet wie antike Göttinnen, die sich melancholisch anblicken. Ein weiteres antikes Thema bildet das Gemälde Die Panflöte aus dem Jahr 1924 ab.

#### Auseinandersetzung mit dem Surrealismus (1925–1936)
Von 1925 bis 1936 wandte sich Picasso erneut intensiv plastischer Gestaltung zu. Alle zwei- und dreidimensionale Ausdrucksformen wurden in einer geradezu „explodierenden“ Fülle gegenseitiger Entsprechungen neben- und nacheinander gesetzt. Für sein Jonglieren mit der Form erhielt Picasso in jenen Jahren durch eine neue künstlerische Bewegung Rückhalt, die sich aus den Strömungen des Dadaismus herauskristallisiert hatte: den Surrealismus. Für die Surrealisten war Picasso eine Symbolfigur der Moderne. Jedoch kann Picasso im engeren Sinn nicht dem Surrealismus zugerechnet werden.
Picasso beteiligte sich 1925 an der ersten Ausstellung surrealistischer Maler in der Pariser Galerie Pierre. Seine Arbeiten waren dort neben Werken von Hans Arp, Giorgio de Chirico, Max Ernst, Man Ray und Joan Miró zu sehen. Rückschauend äußerte er sich dann in den fünfziger Jahren, vor 1933 frei von surrealistischen Einflüssen gearbeitet zu haben. Dieser Äußerung Picassos steht jedoch gegenüber, dass er die Arbeiten von Giorgio de Chirico bis zu Joan Miró genau wahrgenommen und als Vorbild verwendet hatte. Besonders viele Anregungen gab ihm die surrealistische Plastik, vor allem Werke von Alberto Giacometti. Allerdings stehen diese Übernahmen nie isoliert, sondern werden von Picasso für seine Zwecke funktionalisiert und mit Anleihen aus völlig anders gearteten Kunstrichtungen kombiniert. Picasso äußerte: „Manche nennen die Arbeiten, die ich in einer bestimmten Periode geschaffen habe, surrealistisch. Ich bin kein Surrealist. Ich bin nie von der Wahrheit abgewichen: Ich bin immer in der Wirklichkeit geblieben.“
Als surrealistisch inspirierte Werke gelten beispielsweise Schlafende Frau im Armsessel, 1927, die Sitzende Badende am Meeresstrand und Die Kreuzigung aus dem Jahr 1930.

#### Guernica (1937)

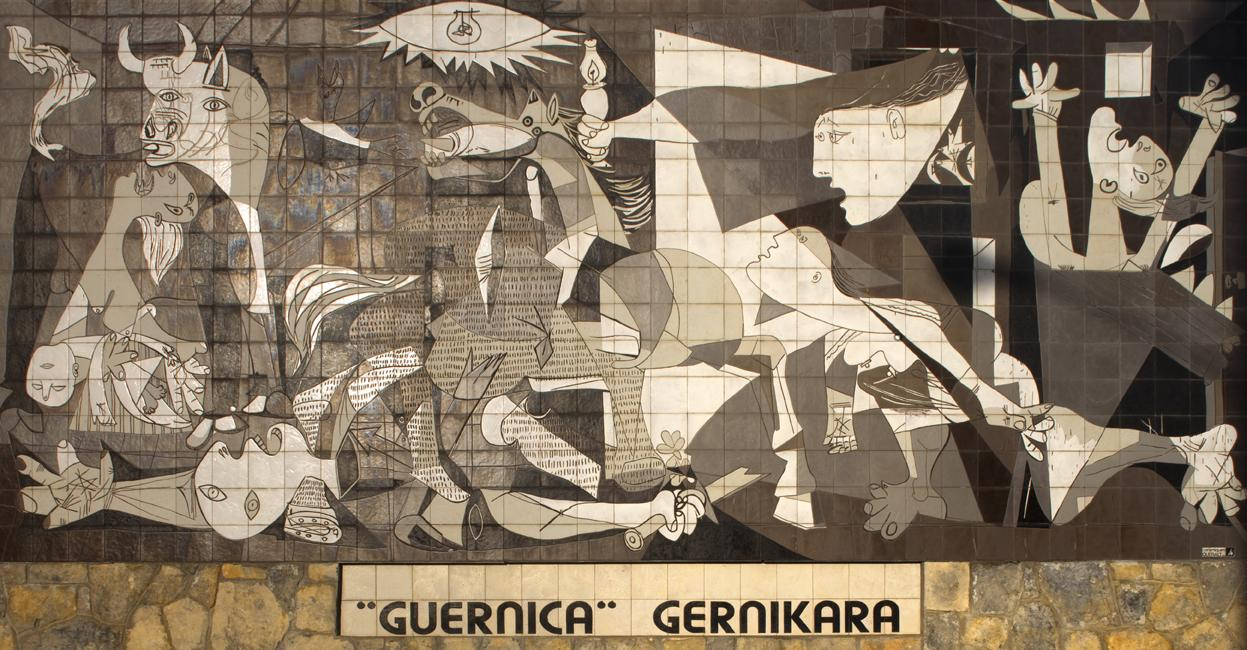
Nachbildung von Guernica in Form von Kacheln als Wandbild in Originalgröße in der Stadt Gernika

Das erste Werk, das Picasso zum Thema des Spanischen Bürgerkriegs schuf, war Traum und Lüge Francos, eine Folge von 18 Aquatinta-Radierungen, die Picasso am 8. Januar 1937 begonnen hatte. Nach der Bombardierung Gernikas im April 1937 entstand unter diesem Eindruck das großformatige, rund dreieinhalb Meter hohe und fast acht Meter breite Wandbild Guernica, das zusammen mit Paul Éluards Gedicht Der Sieg von Guernica im Juni in der Pariser Weltausstellung im spanischen Pavillon ausgestellt war.
Nach anfänglicher Kritik, die sich gerade an seiner mangelnden politischen Eindeutigkeit festmachte, wurde es in der Rezeption zum berühmtesten Antikriegsbild des 20. Jahrhunderts erklärt – in weitem Abstand folgen die Bilder von George Grosz und Otto Dix über den Ersten Weltkrieg. Einige Schlüsselfiguren aus dem Gemälde, wie die Weinende Frau und das Sterbende Pferd, finden sich in seinen späteren Werken wieder.

#### Spätwerk nach 1945
„Warum, glauben Sie, datiere ich alles, was ich mache? Weil es nicht genügt, die Arbeiten eines Künstlers zu kennen, man muss auch wissen, wann, warum, wie und unter welchen Bedingungen er sie schuf […] es ist mir wichtig, der Nachwelt eine möglichst vollständige Dokumentation zu hinterlassen […] Nun wissen Sie, warum ich alles, was ich mache, datiere.“

Nach dem Zweiten Weltkrieg änderte sich Picassos Stil erneut, indem er die Kunst der alten Meister neu interpretierte und den Wettstreit mit ihnen suchte. Beispiele sind Bildnis eines Malers nach El Greco, 1950, die ab 1954 entstandenen 15 Versionen nach Delacroix’ Frauen von Algier sowie 1957 Las Meninas nach Velazquez. In Las Meninas ersetzte Picasso die Dogge des spanischen Königs durch seinen Dachshund Lump. Die Nachschöpfungen zeichnen sich durch formalen Witz und inhaltliche Ironie aus. Die „Zitatkunst“ nahm er hiermit vorweg, sie sollte in den 1960er Jahren sehr verbreitet werden.
Die von Jean Crotti erfundene spezielle Form der Glasmalerei, „Gemmail“ (Plural „Gemmaux“), wendete Picasso beispielsweise in seinem Werk Ma jolie guitar aus dem Jahr 1955 an. In dieser Technik schuf er ab 1954 etwa 60 Werke, in denen er frühere Themen wiederholte.
Selbstporträts von Picasso sind selten: „Mit meinem Gesicht habe ich mich wirklich nicht oft beschäftigt.“ Stattdessen zeigte sich Picasso in verschlüsselten Selbstbildnissen, versteckt in Harlekinen, Jünglingen und Greisen sowie in den Porträts von Rembrandt und Balzac (1952). Gegen Ende seines Schaffens entstanden jedoch eine Reihe von Selbstbildnissen. Im April 1972 schuf Picasso Der junge Maler. Mit wenigen schlichten Strichen, die im Gegensatz zu den expressiven, pastos gemalten Werken der vergangenen Jahre stehen, porträtiert er sich mit breitkrempigem Hut, den Pinsel locker in der Hand haltend, vielleicht ein Versuch angesichts des Todes, wieder der kleine Pablo Ruiz zu sein. Im Juni folgte ein weiteres Selbstporträt, das ihn als alten Mann zeigt und auf dem er den Betrachter mit schreckgeweiteten Augen anstarrt.
Mit dem Bild Die Umarmung, das am 1. Juni 1972 entstand, endete Picassos malerisches Werk; bis zu seinem Tod am 8. April 1973 zeichnete Picasso nur noch – es waren nicht weniger als zweihundert Bilder. Zwei Farben dominieren die Liebesszene: Blau und Rosa. Picasso greift hier noch einmal auf die Grundlagen seiner Kunst zurück: auf die Todesbilder, den Liebesrausch, die melancholische Blaue Periode und die spielerische Rosa Periode. In diesem letzten Bild rast eine blaue Welle auf ein Paar zu, das kaum zu erkennen ist; es ist nur aus dem Titel abzuleiten. Ein ekstatisches Knäuel aus Körper- und Geschlechtsteilen beherrscht das Bild.

### Bildhauerei
Als nicht ausgebildeter Bildhauer schuf Picasso zwischen den Jahren 1909 und 1930 Skulpturen, die einen großen Einfluss auf die Bildhauerei des 20. Jahrhunderts haben sollten. Dreidimensionale Arbeiten begleiteten sein ganzes Werk und dienten ihm als Experimentierfeld für sein malerisches Schaffen. Seine Innovationen verfolgte er nicht weiter, sie dienten jedoch zeitgenössischen Bildhauern als Anregung wie beispielsweise den Futuristen, den Dadaisten und den Konstruktivisten.
Picassos früheste Skulptur ist die kleine Bronze Sitzende Frau von 1902, die er modellierte, als er gut 20 Jahre alt war. Seine erste bedeutende Skulptur war der annähernd lebensgroße Frauenkopf (Fernande) aus dem Sommer 1909, der im Zusammenhang mit Bildern von Fernande entstand, die nach der Auseinandersetzung mit Cézannes Spätwerk bereits einen neuen, nichtperspektivischen Bildaufbau, eine reduzierte Farbplatte und Formzerlegung aufwiesen. Bis zum Jahr 1912, als die erste Collage, Stillleben mit Rohrstuhlgeflecht geschaffen wurde, entstanden keine weiteren Plastiken. Im selben Jahr schuf er die Montage Gitarre, eine „Konstruktion“ aus zusammengeleimten, mit Schnüren versehenen Kartonstücken.

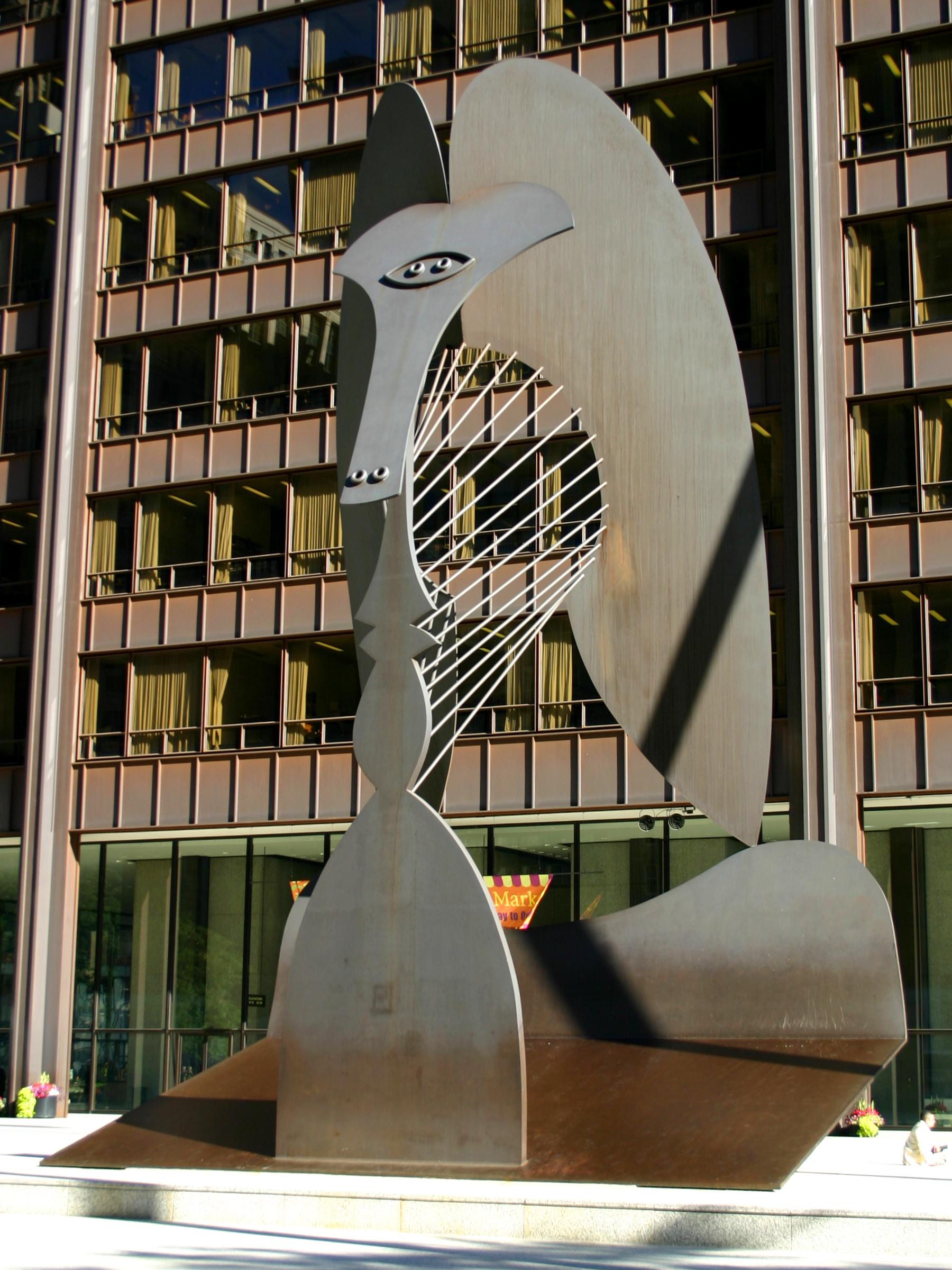
Picasso-Skulptur ohne Titel in Chicago aus dem Jahr 1967

Aus dem Jahr 1914 stammt eine Serie von sechs Absinthgläsern, bestehend aus kubistisch geformtem Glas aus Bronze, dem ein echter Absinthlöffel und ein unechtes Stück Zucker hinzugefügt wurde und die eine unterschiedliche Bemalung aufweisen – eine unkonventionelle Behandlung des Werkstoffs Bronze. Es handelt sich hier um eine Assemblage. Der echte Löffel erinnert an ein Ready-made von Marcel Duchamp. Ab 1923 arbeitete Picasso mit seinem Freund, dem Bildhauer Julio González, zusammen, der ihn mit den verschiedenen Möglichkeiten der bildhauerischen Gestaltung weiter vertraut machte.
In den Jahren 1928 und 1929 entstanden die Eisen- und Drahtskulpturen, von denen eines seiner Schlüsselwerke die Drahtkonstruktion (Denkmal für Guillaume Apollinaire) ist; sie wurde in Paris Ende 1928 geschaffen. In seiner Werkphase zu Beginn der 1930er Jahre schuf Picasso Skulpturen in realistischer Ausformung wie den Frauenkopf (Marie Thérèse), 1931, der auf die Liebesbeziehung mit seiner neuen Partnerin Marie-Thérèse Walter verweist. Zu weiteren plastischen Werken gehören beispielsweise die Assemblage Der Stierschädel von 1942, Mann mit Lamm, 1942/43, sowie das Modell für die monumentale Plastik ohne Titel aus dem Jahr 1967 in Chicago auf dem Daley Plaza; die Bürger bezeichnen sie als Chicago Picasso, und sie wird gelegentlich mit einem Vogel oder Frauenkopf verglichen. Picassos Enkel Olivier Widmaier Picasso äußerte 2004 gegenüber der Chicago Sun-Times, dass der Künstler beim Entwurf der Skulptur von seinem Modell Sylvette inspiriert gewesen sei.

### Druckgrafik
In den Jahren von 1930 bis 1937 schuf Picasso eine Serie von hundert Grafiken, die nach dem Verleger und Kunsthändler Vollard die Suite Vollard benannt wurde; dieser hatte sie bei dem Künstler in Auftrag gegeben. Picasso variiert darin Themen wie Künstler und Modell und das Minotaurus-Motiv. Das Graphikmuseum Pablo Picasso Münster erwarb 2001 die komplette Grafikfolge.
Ein zentrales Thema wurde der Stierkampf, den Picasso 1935 in einer Folge von Radierungen darstellte. Motive des Stiers und des Stierkampfes als traditionell spanisches Thema ziehen sich durch Picassos gesamtes Werk. Die Minotauromachie verknüpft den antiken Minotauros-Mythos mit modernen Stierkampfszenen, die beispielsweise in der 1937 entstandenen Radierungsfolge Traum und Lüge Francos und seinem Monumentalgemälde Guernica anzutreffen sind. Die Minotauromachie ist ein Zitat seines Landsmanns Francisco de Goya, der seine Radierungsfolge Tauromaquia um 1815 schuf. Die 1957 geschaffene Serie La Tauromaquia mit 26 Aquatinta-Radierungen entstand als Illustration zum ersten Lehrbuch der Stierkampfkunst, La Tauromaquia, o arte de torear, ein Buch aus dem Jahre 1796, dessen Autor einer der bekanntesten Stierkämpfer seiner Zeit war, der Torero José Delgado y Galvez, genannt Pepe Illo.
Ab November 1945 wandte er sich, nach ersten Lithografien der Jahre 1919 bis 1930, in der Werkstatt von Fernand Mourlot in Paris erneut der Technik der Lithografie zu; es entstanden beispielsweise Tête de femme, Les deux femmes nues und Le Taureau.
1968 entstanden zwei große Radierfolgen: Maler und Modell sowie Die Liegenden, die nochmals die zentralen Themen seines Werkes aufnahmen: Zirkus, Stierkampf und erotische Motive.

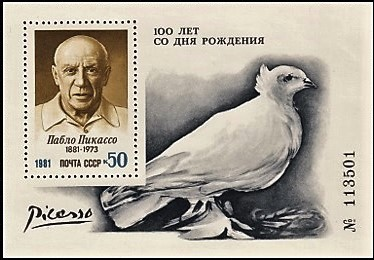
Sowjetische Briefmarke von 1981, die Picasso und seine Friedenstaube aus dem Jahr 1949 darstellt

Gebrauchsgrafik Picasso war ferner in der Gebrauchsgrafik tätig – Herstellung von Pressezeichnungen, Plakaten und Buchillustrationen sowie mit Entwürfen für Kalenderbilder, Karten und Notenheften. Die gebrauchsgrafischen Arbeiten dienten zunächst noch dem Broterwerb des jungen Künstlers, später entstanden sie als Gefälligkeiten für befreundete Schriftsteller, Komponisten, Verleger und Galeristen. Er widmete sich in Vallauris 1948 neben der Keramik der Technik des Linolschnitts, den er zusammen mit dem Drucker Hidalgo Arnera ausführte. Plakate für Stierkämpfe und Keramikausstellungen der Gemeinde waren seine ersten Werke. Sein bekanntestes Plakat ist die Friedenstaube für den Pariser Weltfriedenskongress im Jahr 1949. Für die Friedenstaube, die zum weltweit bekannten Symbol wurde, schuf Picasso etwa hundert Zeichnungen; ihre Gestaltung beruht auf impressionistischen Stilmitteln. Im April 1949 wurde die Friedenstaube erstmals auf dem Pariser Kongress, dem „Congrès mondial des partisans de la paix“ ausgestellt. Weitere Tauben folgten für die Kongresse in Warschau und Wien.
Buchillustrationen Picasso illustrierte Werke aus der griechischen Antike bis zu zeitgenössischer Literatur in bibliophilen Ausgaben. André Bretons Clair de terre aus dem Jahr 1923 enthält seine ersten Buchillustrationen, es folgten Abbildungen für Werke von Luis de Góngora, Francesco Petrarca, Tristan Tzara, Antonin Artaud und Pierre Reverdy. Das bekannteste Werk ist das von Vollard 1931 herausgegebene Le Chef d’Œuvre Inconnu (Das unbekannte Meisterwerk) von Honoré de Balzac mit Illustrationen des Künstlers. Mit dem Protagonisten Frenhofer, einem Maler, verband ihn der Beruf und die Straße, in der jener gelebt hatte – die Rue des Grands-Augustins.

### Weitere Werkgattungen
Bühnenbilder und -vorhänge, Kostüme Schon in frühen Jahren hatte Picasso das Theater als Inspirationsquelle für seine Kunst entdeckt. Ab 1905 hatte er den melancholischen Harlekin und traurige Artisten als Motive seiner Gemälde gewählt. Die Auseinandersetzung mit dem Theater zieht sich durch sein gesamtes Werk. Im Jahr 1917 schuf Picasso sechs Bühnenbilder, den Bühnenvorhang und die Kostüme für Sergei Djagilews Balletts Russes, die nach einem Thema Jean Cocteaus und der Musik Erik Saties das Ballett Parade aufführten. 1919 folgten Bühnenbilder für Manuel de Fallas Oper Der Dreispitz, 1920 für Igor Strawinskis Pulcinella und 1924 für Saties Ballett Les Aventures de Mercure. Die Frankfurter Schirn zeigte Ende 2006 bis Anfang 2007 mehr als 140 Werke: Entwürfe für Bühnenbilder, Fotografien, Kostüme, Bühnenvorhänge, Zeichnungen und Gemälde. Viele originale Bühnenbilder und Kostüme sind jedoch zerstört oder verschollen. Von den ursprünglichen Choreografien existieren oft nur noch wenige Schwarz-Weiß-Fotografien.
Keramik Im Frühjahr 1947 bezog Picasso ein Atelier in dem französischen Ort Vallauris, nachdem er im Jahr zuvor bei der jährlichen Töpferausstellung zufällig Suzanne und Georges Ramie, die Eigentümer der Werkstatt Madoura, einer Keramikfabrik, getroffen hatte. Picasso unternahm seine ersten Versuche mit Keramik und beschloss, sich dieser Kunst zu widmen. Seine Vorgehensweise war unorthodox. Er schuf Faune und Nymphen aus dem Ton, goss die Erde wie Bronze, dekorierte Platten und Teller mit seinen bevorzugten Motiven wie Stierkampf, Frauen, Eulen, Ziegen, benutzte ungewöhnliche Unterlagen (Pignates-Scherben, Brennkapseln oder zerbrochene Ziegel) und erfand eine weiße Tonmasse aus nicht emaillierter, mit Reliefs versehener Keramik. Innerhalb von zwanzig Jahren schuf Picasso eine große Anzahl keramischer Originalwerke.
Luminografie Obwohl sich Picasso selbst wenig mit der Fotografie befasste, wusste er die Möglichkeiten des Mediums durchaus für seine künstlerischen Experimente zu nutzen. So entstand 1949 in Vallauris in Zusammenarbeit mit dem Fotografen Gjon Mili eine Serie von Lichtmalereien, sogenannte Luminografien. Picasso tauschte dazu den Zeichenstift mit einer Taschenlampe und malte in einem abgedunkelten Raum vor Milis Kamera Figuren in die Luft. Durch Langzeitbelichtung wurden seine Lichtbahnen auf dem Foto als „Luminogramme“ deutlich.
Medailleur Als Designer schuf Picasso die Medaillen für die seit 1974 in Tel Aviv, Israel, alle drei Jahre stattfindende Arthur Rubinstein International Piano Master Competition.

### Literarisches Werk
Neben seinem bildnerischen Werk hinterließ Pablo Picasso Dutzende von Gedichten. Seine Texte finden sich in der Literaturliste unter Peter Schifferli: Pablo Picasso. Wort und Bekenntnis. Die gesammelten Dichtungen und Zeugnisse.
Zudem trat Picasso als Dramatiker in Erscheinung. Unter dem Eindruck der deutschen Besatzung von Paris und eines harten Winters entstand 1941 in nur wenigen Tagen das Stück Le Désir attrapé par la queue, das zuerst in der Zeitschrift Message erschien. Es wurde im März 1944 unter der Regie von Albert Camus in der Wohnung von Michel Leiris unter Mitwirkung von Simone de Beauvoir, Jean-Paul Sartre, Raymond Queneau, Dora Maar und Valentine Hugo szenisch gelesen. Seine Erstaufführung erlebte es 1950 im Londoner Watergate Theatre.
Paul Celan übersetzte dieses Drama unter dem Titel Wie man Wünsche beim Schwanz packt ins Deutsche. Seine deutschsprachige Erstaufführung fand 1956 im Kleintheater Bern unter der Regie von Daniel Spoerri und der Mitwirkung unter anderem von Meret Oppenheim (Bühnenbild und Kostüme) statt. Veit Relin bearbeitete das Stück 1971 für das ZDF. Der Deutschlandfunk schrieb anlässlich der vom SDR 1980 produzierten Hörspielversion dieser „dadaistischen, erotischen Komödie“: „Das vom Geist der Psychoanalyse inspirierte Stück ist eine (aber)witzige Collage absurder Szenen und surrealer Begegnungen eines Dichters, in der Traumbilder und Elemente der realen Welt zu einer befremdlichen Synthese verschmelzen.“
1948 schrieb Picasso ein weiteres Schauspiel Les quatre petites, das unter dem Titel Vier kleine Mädchen ins Deutsche übersetzt und 1981 in London uraufgeführt wurde. 1949 verfasste Picasso die Gedichtsammlung El entierro del Conde de Orgaz, die 1970 publiziert wurde.

## Rezeption

### Zeugnisse von Zeitgenossen

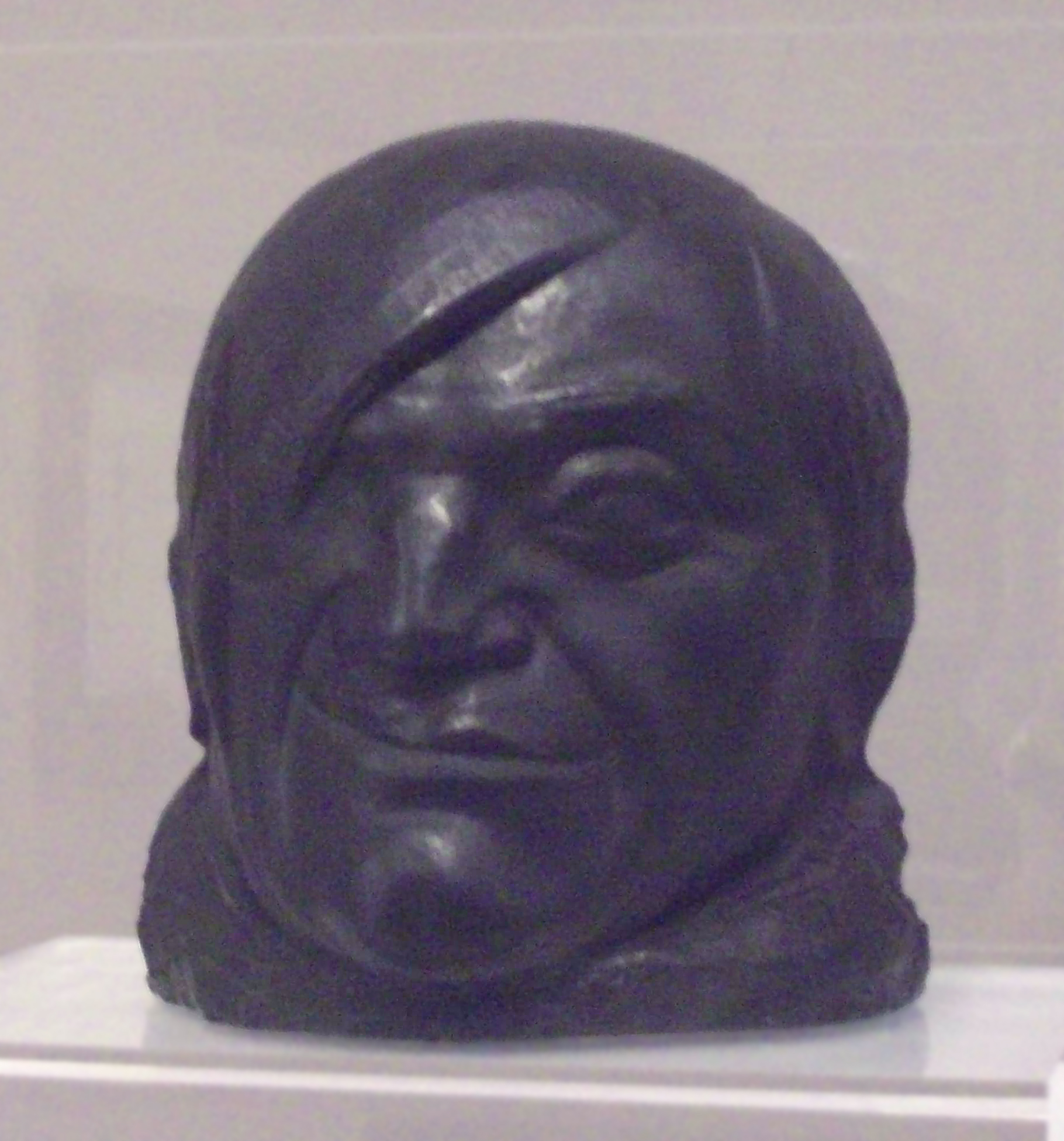
Pablo Gargallo: Büste von Pablo Picasso, Bronze, 1915

Picassos Landsmann Salvador Dalí reiste 1926 zum ersten Mal nach Paris und besuchte Picasso. „Als ich bei Picasso ankam, war ich so tief bewegt und voller Respekt, als hätte ich eine Audienz beim Papst“. Im Jahr 1934 lieh Picasso Dalí das Geld für eine Überfahrt in die USA. Die Wertschätzung sollte sich später ändern, als sie sich nicht nur künstlerisch, sondern vor allem politisch sehr verschieden entwickelten und Dalí im Gegensatz zu Picasso ein Anhänger Francos wurde. Bekannt wurde Dalís Ausspruch:
„Picasso es pintor, yo también; Picasso es español, yo también; Picasso es comunista, yo tampoco.“
(„Picasso ist Maler, ich auch; Picasso ist Spanier, ich auch; Picasso ist Kommunist, ich auch nicht.“)
Der surrealistische Schriftsteller André Breton lobt in seiner Schrift Der Surrealismus und die Malerei aus dem Jahr 1928 den Künstler: „Man muß bar sein allen Vorstellungsvermögens von der außerordentlichen Prädestination Picassos, um auch nur zu wagen, ein Nachlassen bei ihm zu befürchten. O Picasso, der Du den Geist bis zu seinem höchsten Grade nicht des Widerspruchs, aber der Befreiung getrieben hast […].“
Valentine Hugo schuf ein surrealistisches Porträt Picassos, das seit 1951 als Geschenk der Künstlerin im Besitz des Centre Pompidou ist und dessen Entstehung mit den Jahren 1934 und 1948 angegeben wird.
Der Galerist Ambroise Vollard berichtet in seiner Schrift Erinnerungen eines Kunsthändlers 1936 über die Reaktion des Publikums anlässlich der Ausstellungen seiner Werke: „Jedes neue Werk Picassos entsetzt das Publikum, bis das Erstaunen sich in Bewunderung verwandelt.“
Maurice de Vlaminck äußert sich 1942 kritisch: „Er zieht keinen Strich, legt keine Farbe auf, ohne an ein Original zu erinnern. Giorgione, El Greco, Steinlen, Lautrec, griechische Masken und Figurinen: Er benutzt alles […] Das einzige, was Picasso nicht fertigbringt: einen ‚Picasso‘, der von Picasso stammt“ (Nachdruck in „Mein Testament“, 1959).
Max Ernst dagegen bewundert Picasso in einem Interview des Spiegel im Jahr 1970 mit den Worten: „Picasso, gegen den kann doch niemand ankommen, der ist doch das Genie.“

### Beziehung zu Matisse
Die Beziehung zu Henri Matisse ist in folgendem Abschnitt dargestellt: → Matisse’ Beziehung zu Picasso

### Der Mythos Picasso – „Picasso und die Mythen“
„Jede Unterhaltung mit dem Piloten ist verboten.“

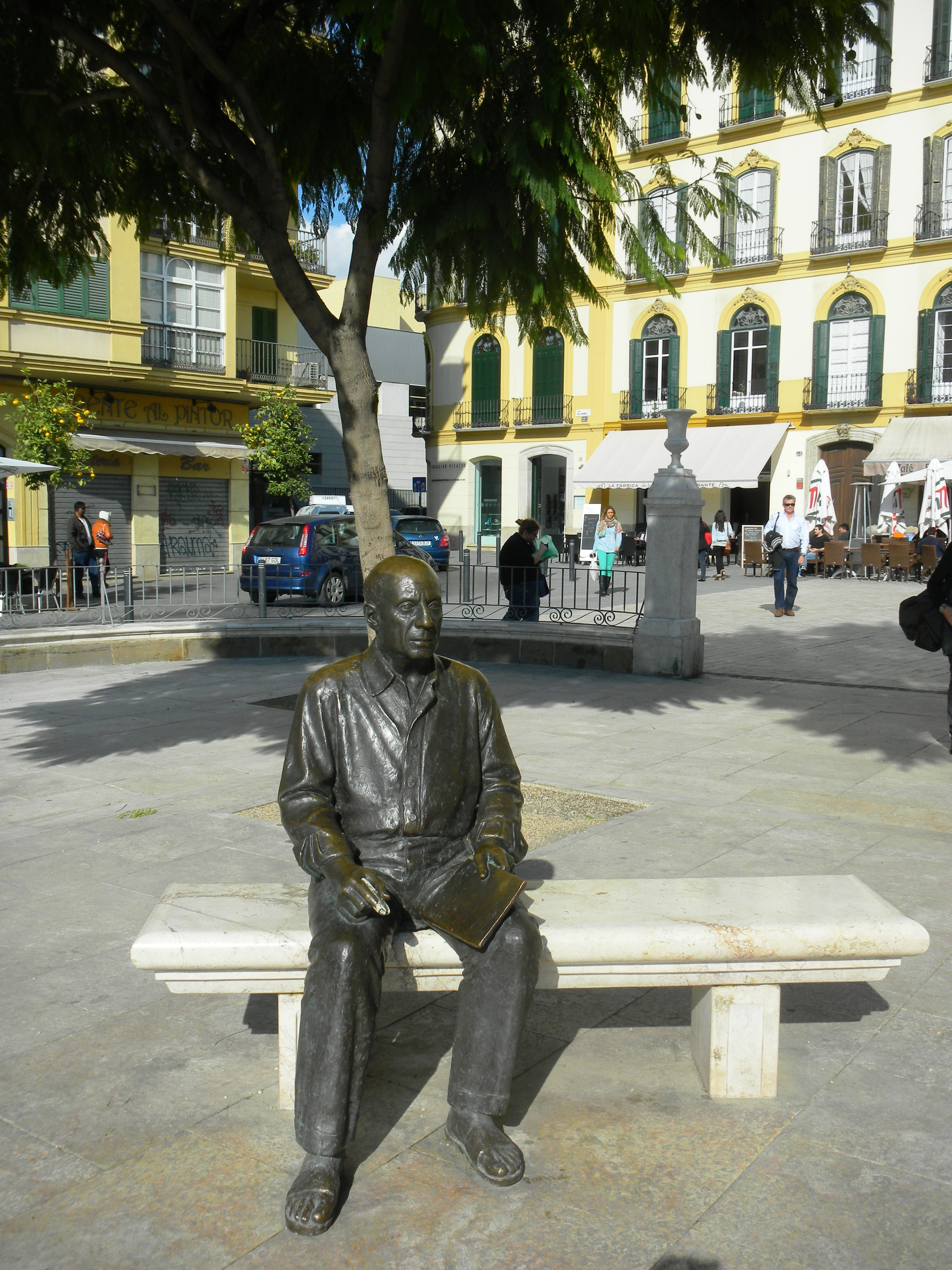
Francisco López Hernández: Picasso gewidmete Skulptur vor seinem Geburtshaus in Málaga, Bronze, 2008

Kein anderer Künstler des 20. Jahrhunderts war so umstritten und keiner ist so berühmt geworden wie Picasso. Keiner war so früh schon, so lange und schließlich so übereinstimmend als der entscheidende Künstler seiner Epoche gedeutet worden. Keiner wurde so oft zum Thema in Dichtungen oder Filmen. Schon Picassos Vater soll dem Sohn die Ehre erwiesen haben wie das von Sabartés wiedergegebene Zitat Picassos zeigt: „Da gab er mir seine Farben und seine Pinsel und hat nie mehr gemalt“. Der Vater soll dies zu einem Zeitpunkt getan haben, als der junge Pablo von ihm nichts mehr lernen konnte.
Die Meinungen über Picasso zeigen alle Extreme der gängigen Auffassungen von der Moderne und steigerten sich ins Unübersehbare. Bereits die beachtliche Menge an biografischer Überlieferung stellt „nur einen Tropfen“ dar im Vergleich zu dem seit Jahrzehnten fließenden Strom von Stellungnahmen, Kritiken, Untersuchungen und Büchern zum Werk Picassos. Für Klaus Herding ist das Werk Picassos die Herausforderung der Avantgarde schlechthin, und in den Augen Werner Spies’ ist Picasso wiederum „fraglos der größte Zeichner“ des 20. Jahrhunderts. Nach William Rubin repräsentiert das Werk Picassos durch die „Vielfalt seiner Stile, dem Abwechslungsreichtum und seiner Schöpferkraft die Kunst des 20. Jahrhunderts als Ganzes.“

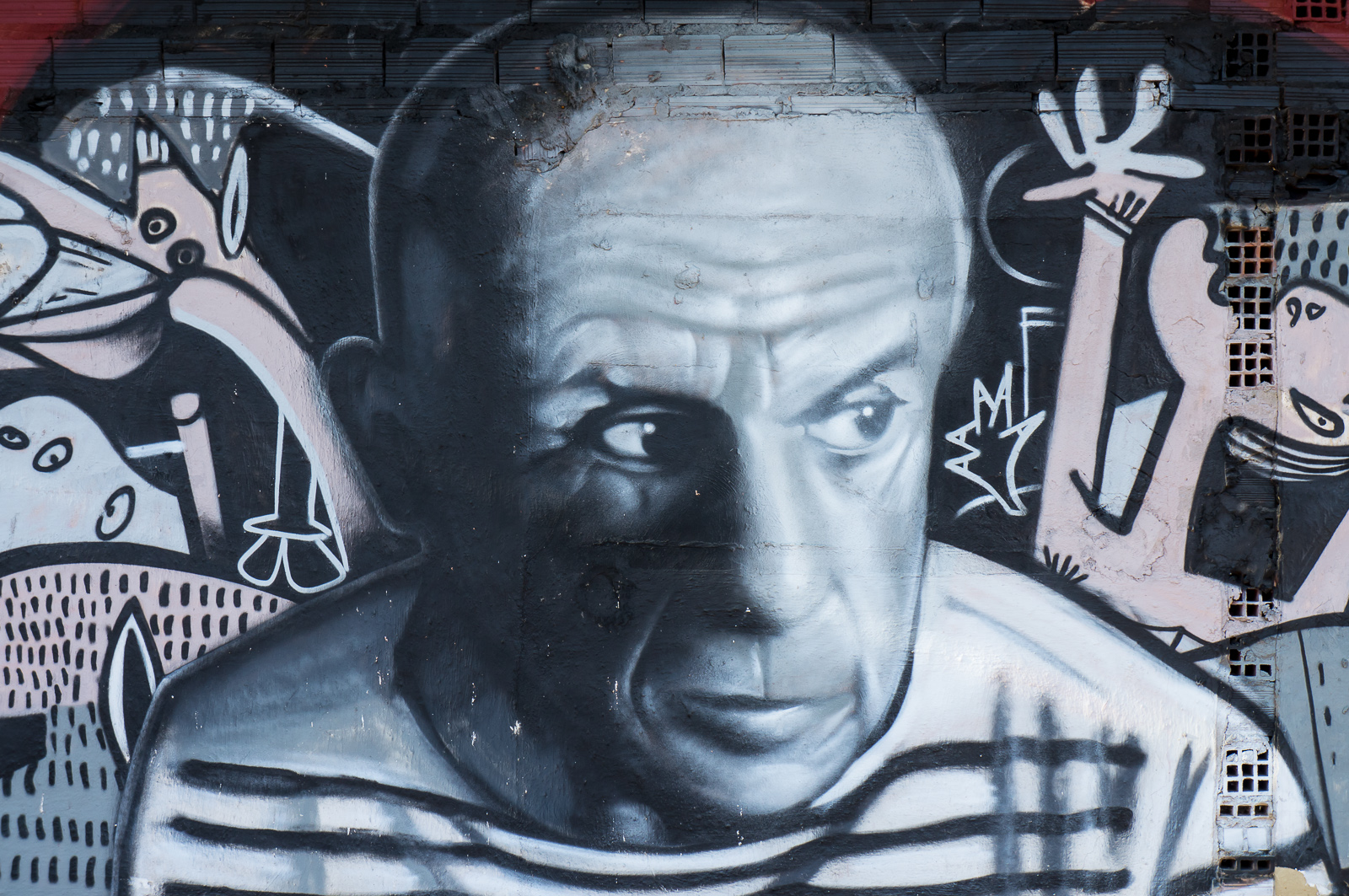
Streetart in València

2002 zeigte das Bucerius Kunst Forum in Hamburg die Ausstellung „Picasso und die Mythen“. Petra Kipphoff rezensierte in der Zeit: „Picasso und die Frauen, Picasso und die Kinder, Picasso und der Tod, Picasso und der Krieg, Picasso, der Maler, der Plastiker, der Zeichner, der Grafiker: Kein anderer Künstler des 20. Jahrhunderts ist so viel ausgestellt, so extensiv publiziert und kommentiert worden. […] Für den Spanier und bekennenden Macho Pablo Picasso aber war der Stier der Fixpunkt der Mythen und die präferierte andere Identität. Der Minotaurus, Ergebnis eines sorgfältig vorbereiteten Seitensprungs der kretischen Königin Pasiphae mit einem Stier, ist der Anfang aller Männlichkeitssagen. Picasso hat ihn nicht nur immer wieder zitiert, sondern spielt selber auch mit der Doppelrolle von Mann und Stier, mal heiter, mal aggressiv. Und dass der Mythos der Vorzeit sich auch seine Bestätigung auf der Straße im 20. Jahrhundert holen kann, zeigt der berühmte Stierschädel von 1942, bei dem Picasso den Sattel und die Lenkstange eines Fahrrades so montierte, dass in der Tat die Silhouette eines Stierkopfes sichtbar wird.“

### „Hommage à Picasso“

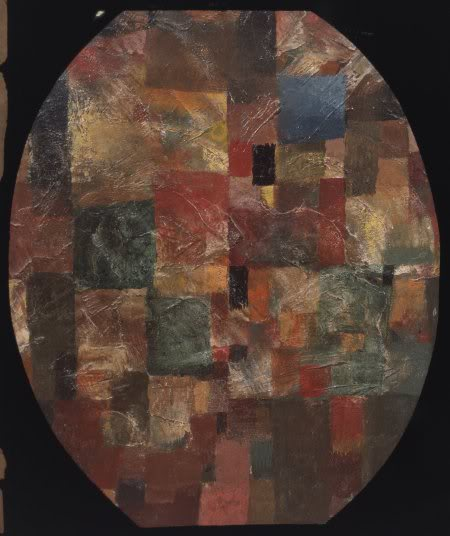
Paul Klee: Hommage à Picasso, 1914, Zentrum Paul Klee, Bern

69 Exponate von zeitgenössischen Künstlern, die Picasso und sein Werk zitieren, präsentierte eine Ausstellung mit dem Titel „Hommage à Picasso“ anlässlich der 1000-Jahr-Feier der Stadt Kronach im Jahr 2003. Die Künstler hatten ihm ihre künstlerische Reverenz zu seinem 90. Geburtstag im Jahr 1971 erweisen wollen. Die präsentierten Linolschnitte, Radierungen und Lithografien stammen aus den Jahren 1971 bis 1974 und wurden 1973 und 1974 erstmals in einem Mappenwerk, herausgegeben vom Propyläen Verlag, Berlin, und der Pantheon Presse, Rom, publiziert. Die Mappe umfasst unter anderem Werke von Künstlern wie Henry Moore, Max Bill, Allen Jones, Robert Motherwell, Jacques Lipchitz, Giacomo Manzù, Pierre Alechinsky, Joseph Beuys, Roy Lichtenstein, Michelangelo Pistoletto, Richard Hamilton, Walter De Maria und Hans Hartung, die mit ihrer spezifischen künstlerischen Formensprache Picasso ehrten.
Dem im Jahr 1973 entstandenen Werk Joan Mirós unter dem Titel Hommage à Picasso gingen bereits im Jahr 1912 Juan Gris’ und 1914 Paul Klees gleichnamige Bilder voran.
Die Deutsche Guggenheim zeigte 2006 eine von der Konzeptkünstlerin Hanne Darboven als Auftragsarbeit aktualisierte und erweiterte Version ihrer Arbeit Hommage à Picasso aus den Jahren 1995/96. Darboven stellte 9720 Schriftblätter in 270 Rahmen in einer Rauminstallation einer Kopie von Picassos Gemälde Sitzende Frau im türkischen Kostüm gegenüber, – sein Original entstand 1955 – die durch eine Serie von Skulpturen, eine bronzene Büste Picassos bis hin zu aus Birkenzweigen geflochtenen Eseln komplettiert wurde. Ein weiterer Teil der Arbeit war Opus 60, eine während der Ausstellung aufgeführte musikalische Komposition.

### Neubewertung von Picassos Spätwerk
Nachdem bereits 1992/93 die Hamburger Kunsthalle, die Kunsthalle der Hypo-Kulturstiftung, München und die Neue Nationalgalerie, Berlin in der Ausstellung „Picasso, Die Zeit nach Guernica 1937–1973“ das Spätwerk des Künstlers zeigten, fand anlässlich von Picassos 125. Geburtstag in Ausstellungen der Albertina, Wien, und der Kunstsammlung Nordrhein-Westfalen, Düsseldorf, unter dem Titel „Picasso – Malen gegen die Zeit“ im Jahr 2006 eine Neubewertung von Picassos Spätwerk statt, das lange Zeit in der Kritik gestanden hatte. „Unzusammenhängende Schmierereien, ausgeführt von einem rasenden Greis im Vorzimmer des Todes“, urteilte beispielsweise der Sammler und Kunsthistoriker Douglas Cooper über das verstörende wilde Spätwerk Picassos.
Den Katalog zur Ausstellung gab Werner Spies heraus, der Picasso persönlich gekannt hatte und als ausgezeichneter Experte seines Werkes gilt. „Pablo Picasso hat die Kunst des 20. Jahrhunderts so nachhaltig geprägt wie kein zweiter. Unter den zahlreichen Phasen und Stilperioden in seinem Schaffen nimmt das Alterswerk eine besondere Stellung ein. Seine späten Bilder, die mit allen Fasern an Sinnlichkeit und Umarmung hängen, die Kuss und Kopulation in Großaufnahmen zeigen, sind geprägt von einer großen Rastlosigkeit, die darauf zielt, den Tod zu exorzieren. Den meisterhaft schnellen, ‚wilden‘ Gemälden stehen technisch akribisch ausgeführte Zeichnungen gegenüber, in denen eine einzigartige Erzählfreude vorherrscht. Fast 200 Werke – Gemälde, Zeichnungen, Druckgrafiken und Skulpturen – zeigen die besondere Arbeitsweise und Dialektik von Picassos später Kunst. Vor allem der spannungsvolle Dialog von Malerei und Zeichnung, entwickelt in den Jahren in Mougins, zeigt den größten Künstler des 20. Jahrhunderts im Wettlauf mit der ihm noch verbleibenden Zeit.“

### Film, Theater, Video, Musik
Der französische Filmregisseur Henri-Georges Clouzot brachte 1956 unter dem Titel Picasso (Le Mystere Picasso) einen im Reportage-Stil hergestellten Dokumentarfilm über Pablo Picasso und dessen Arbeitsweise in die Kinos. In Jean Cocteaus Film aus dem Jahr 1960, Le Testament d’Orphée (Das Testament des Orpheus), hatte Picasso einen Cameo-Auftritt. 1978 wurde die schwedische Filmkomödie Die Abenteuer des Herrn Picasso (Picassos äventyr) gedreht, die Regie führte Tage Danielsson. Im Jahr 1996 entstand die Filmbiografie Mein Mann Picasso (Surviving Picasso), in der Sir Anthony Hopkins den Maler verkörperte. Der Film spielt in den zehn Jahren von 1943 bis 1953, als Gilot Picassos Lebensgefährtin war.
Picassos Bild Mädchen mit Taube spielt eine zentrale Rolle in der von Adolf Kabatek ersonnenen Disney-Geschichte Picasso-Raub in Barcelona (1985), einem Comic, in dem Dagobert Duck mit seiner Verwandtschaft allerlei Abenteuer in und um Barcelona erlebt. In dem 184-minütigen Dokumentarfilm 13 Tage im Leben von Pablo Picasso (Frankreich 1999, ARTE-Edition/absolut Medien), hergestellt von Pierre Daix, Pierre Philippe und Pierre-André Boutang, werden dreizehn Tage, die Wendepunkte in Picassos Leben darstellen, anhand von Kunstwerken, Skizzenbüchern, Gesprächen und Filmausschnitten dokumentiert.
1993 verfasste der amerikanische Schauspieler Steve Martin das Bühnenstück Picasso at the Lapin Agile. Es beschreibt ein imaginäres Treffen im Jahr 1904 von Pablo Picasso und Albert Einstein im Pariser Kabarett Lapin Agile.
Der anderthalbstündige Fernsehfilm Matisse & Picasso: A Gentle Rivalry entstand im Jahr 2000; er befasst sich mit den Porträts der zwei „Giganten“ in der Kunst des 20. Jahrhunderts. Er zeigt selten veröffentlichte Fotografien ihrer Gemälde und Skulpturen sowie Fotos und Filme aus Archiven, die sie bei der Arbeit zeigen. Geneviève Bujold ist die Stimme von Françoise Gilot, Robert Clary ist Matisse und Miguel Ferrer Picasso. Die mit einem nationalen Emmy ausgestattete Produktion stammt von KERA-Dallas/Fort Worth/Denton in Zusammenarbeit mit dem Kimbell Art Museum, Fort Worth, Texas.
In dem Theaterstück des irischen Autors Brian McAvera Picassos Frauen (Picasso’s Women) erzählen acht Frauen im Rahmen einer fiktiven Pressekonferenz von ihrem Leben mit dem Künstler in der Reihenfolge der Bekanntschaft mit Picasso: Zunächst spricht Fernande Olivier, gefolgt von Eva Gouel, Gabrielle Lespinasse, Olga Chochlowa, Marie-Thérèse Walter, dann Dora Maar, Françoise Gilot und zuletzt Jacqueline Roque. Die Buchausgabe erschien 1998. Ab 2003 fanden Aufführungen in Form von Tourneen statt.
Der italienische Dramatiker und Maler Dario Fo verfasste das Bühnenstück Picasso desnudo, das 2012 uraufgeführt wurde. Die hierfür entstandenen Bilder empfand er selbst nach als „Falso Picasso“, da ihm die Bildrechte zu teuer erschienen. Sie wurden im November 2014 in einer Stuttgarter Galerie gezeigt.
Ebenfalls 2012 wurde der Film La banda Picasso unter der Regie des Spaniers Fernando Colomo gedreht. Er befasst sich mit dem spektakulären Raub des Gemäldes der Mona Lisa, der anfangs Guillaume Apollinaire und Picasso unter Verdacht geraten ließ.
Die 2013 entstandene Dokumentation von Hugues Nancy, Picasso, l’inventaire d’une vie (in der deutschen Fassung Looking for Picasso), zeigt chronologisch viele seiner Werke wie in einem Tagebuch, insbesondere auch bis dahin nicht gezeigte Werke aus dem persönlichen Nachlass. Seine Kernthese ist, Françoise Gilot zitierend, ebenso John Richardson, einem Wechsel in der Beziehung zu Frauen folgte bei Picasso ein Stilwechsel. Sie enthält Interviews mit Familienmitgliedern, Freunden, Anwälten und Biografen.
Eine Fernsehserie des National Geographic Channel zeigte ab April 2018 in der Reihe Genius in der deutschsprachigen Fassung unter dem Titel Genie: Picasso das Leben des Künstlers. Der Hauptdarsteller des älteren Picasso ist Antonio Banderas.
Im Fernsehen auf Arte wurde der Film Blow up – Picasso am 12. April 2021 gezeigt.
Anlässlich des 50. Todestags Picassos sendete Deutschlandfunk Kultur am 1. April 2023 einen Beitrag von Susanne Luerweg und Sabine Oelze mit dem Titel Titan, Aktivist, Macho.
Ebenfalls 2023 sendeten der NDR einen Beitrag mit dem Titel Pablo Picasso: Maler und Macho. und die BBC eine dreiteilige Serie Picasso: The Beauty and The Beast. Darin kommen in Interviews die Tochter Paloma und die Enkelkinder Diana, Bernard und Olivier zu Wort. Experten wie Frances Morris, früher Direktor des Tate Modern; Anne Umland, Kuratorin im MoMA; Jean Louis Andral, Direktor des Musée Picasso Antibes; Michael Cary, Kurator der Gagosian Gallery, und Louisa Buck schildern ihre Sicht auf das Werk. Diese Minnow-Filmproduktion entstand unter der Regie von John O’Rourke.
Das Musikstück Picasso’s Last Words (Drink to Me) der Band Paul McCartney and Wings auf dem Album Band on the Run aus dem Jahr 1973 beruht auf einer Meldung der Time über Picassos Tod im April 1973.

### Kunstmarkt
Unter den teuersten Gemälden der Welt befinden sich Werke von Picasso, darunter: Les femmes d’Alger (Version „O“), Akt mit grünen Blättern und Büste, Junge mit Pfeife sowie Dora Maar mit Katze. Am 13. Mai 2021 wurde das 1932 vollendete Werk Sitzende Frau am Fenster (Marie-Thérèse) auf einer Auktion bei Christie’s in New York veräußert. Innerhalb von 19 Minuten Auktionszeit erreichte das Bild einen Verkaufspreis von 90 Millionen Dollar. Inklusive der Kommission und Gebühren wurde die symbolisch wichtige Marke von 100 Millionen Dollar Auktionswert überboten, sodass das Werk insgesamt für 103,4 Millionen Dollar (umgerechnet etwa 85,4 Millionen Euro) den Besitzer wechselte. 1932 entstand Picassos Porträt von Marie-Thérèse Walter, Femme à la montre, das im November 2023 für rund 130 Millionen Euro bei Sotheby’s in New York an einen nicht genannten Käufer versteigert wurde. Damit handele es sich um das zweitteuerste je bei einer Auktion versteigerte Werk von Picasso, teilte das Auktionshaus mit. 2015 hatte Les femmes d’Alger (Version „O“) bei Christie’s in New York rund 179 Millionen Dollar gebracht.
Picassos Werke blieben auch nicht von Fälschungen verschont. Bereits im Jahr 1974 drehte Orson Welles die Dokumentation F for fake, in der er Kunstfälscher porträtierte; unter ihnen ist der ungarische Maler Elmyr de Hory, der serienweise „Picassos“ täuschend ähnlich kopierte.

### „Picasso-Fund“ 2010
Bei Picassos früherem Elektriker Pierre Le Guennec und seiner Frau wurden 2010 271 bisher unbekannte Werke Picassos entdeckt, die angeblich in Guennecs Garage 40 Jahre lang lagerten und als Lohn für handwerkliche Arbeiten deklariert wurden. Ein sich anschließender Prozess wegen Hehlerei wurde im März 2015 mit einer Strafe von zwei Jahren auf Bewährung abgeschlossen. Näheres findet sich im Artikel zum Nachlassverwalter Claude Picasso.

### Diebstähle
Der Wert des Gemäldes Buste de Femme aus 1938 wurde 2019 auf 25 Millionen Euro geschätzt. Unbekannte hatten es 1999 von einer Yacht, auf Anker vor Antibes, Frankreich gestohlen. Die Versicherung hatte damals eine Belohnung von 400.000 Euro ausgesetzt. Ein Kunstdetektiv hatte einen Hinweis aus der kriminellen Unterwelt erhalten und fand 2019 das Bild bei einem Geschäftsmann in Amsterdam. Der Diebstahl ist verjährt, das Bild wurde der Versicherung übergeben.
Vom 19. auf den 20. Mai 2010 wurde u. a. Taube mit Erbsen, 1911 oder Frühjahr 1912 kubistisch gemalt, aus dem Musée d’art moderne de la Ville de Paris gestohlen und aus dem Rahmen geschnitten. 2017 wird vom Prozess gegen drei Verdächtige berichtet, das Bild bleibt verschollen.
Im Juni 2021 wurden die Gemälde Frauenkopf von Picasso aus dem Jahr 1939 und ein beschädigtes Werk von Piet Mondrian in einem Lagerhaus 50 km entfernt von Athen gefunden, die 2012 aus der Nationalgalerie (Athen) geraubt worden waren. Ein Verdächtiger wurde ermittelt. Picassos Werk wird auf 16,5 Millionen Euro geschätzt. Er hatte das Bild Griechenland höchstpersönlich für den Widerstand gegen die Nationalsozialisten übergeben.

### Tourismus

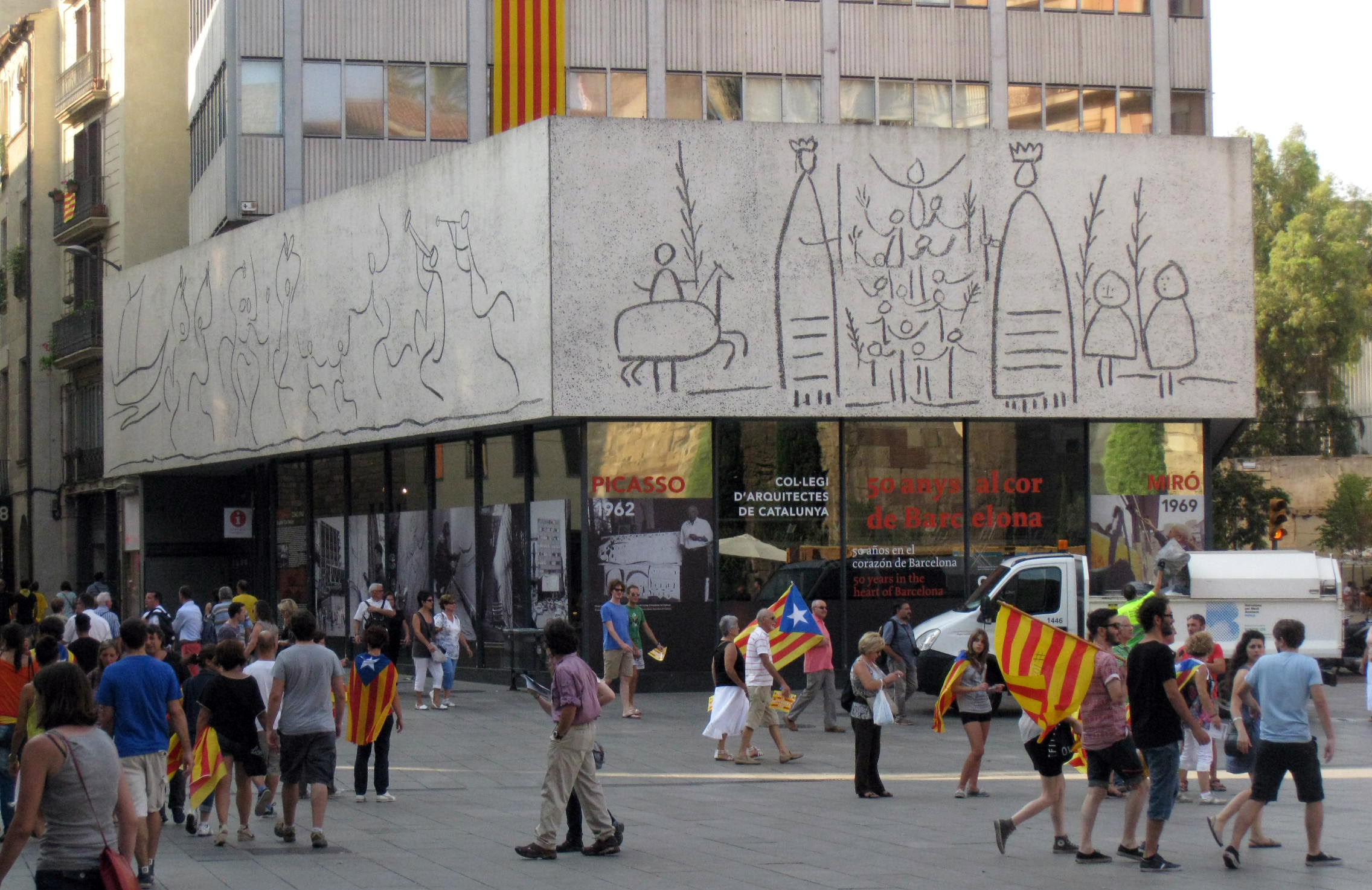
Fassade des Col·legi d’Arquitectes

Die „Picasso Route“ in der katalanischen Stadt Barcelona führt zu seiner Ausbildungsstätte „La Llotja“, zum Künstlercafé Els Quatre Gats, dem Ort seiner ersten Ausstellung, zum Museu Picasso und zeigt die drei Friese an der Fassade des Col·legi d’Arquitectes, die nach Picassos Zeichnungen von dem norwegischen Künstler Carl Nesjar (1920–2015) geschaffen wurden, sowie den Wohnort der Familie, das Gebäude Porxos d’en Xifré.
Seit 2009 gibt es die „Route Picasso“ in Südfrankreich, die von Avignon bis Antibes führt. Sie leitet den kunstinteressierten Touristen zu Lebens- und Wirkungsstätten des Künstlers.

### Reaktionen zum 50. Todestag im April 2023
Im Jahr 2023 gab es nicht nur weltweit viele Ausstellungen von Picassos Werken, sondern auch starke Kritik an seinem Verhalten Frauen gegenüber. Sprüche wie „Für mich gibt es nur zwei Arten von Frauen: Göttinnen und Fußabtreter“ lösen heute, im Zeitalter von #MeToo, einen Sturm der Entrüstung aus. Das Zitat stammt aus Françoise Gilots Buch Life with Picasso, das sie zusammen mit Carlton Lake 1964 verfasst hatte. Der Spruch lautet dort: „There are only two types of women: goddesses and doormats“. Sein machistischer und sexistischer Umgang mit Frauen wurde in zahlreichen Büchern und Artikeln veröffentlicht. Durch feministische Lesarten hat sich der Blick auf den spanischen Maler geändert. Man müsse sich fragen, wie man Picasso heute zeigen kann, meint beispielsweise Cécile Debray, die Direktorin des Pariser Musée Picasso. Als sie ihr Amt Ende 2021 antrat, stellte sie fest, dass Picassos Aura vor allem in akademischen Kreisen und bei der Jugend nachgelassen habe, sagte sie im Gespräch mit der Deutschen Presse-Agentur.

## Ausstellungen (Auswahl)
Werke von Pablo Picasso wurden in der Galerie 291 (1911), der Armory Show (1913), der documenta 1 (1955), der documenta II (1959), der documenta III (1964), der documenta 6 (1977) und der documenta 8 im Jahr 1987 in Kassel ausgestellt.
- 1913: Pablo Picasso, Moderne Galerie Heinrich Thannhauser, München. Weltweit erste große Galerieausstellung
- 1925: Erste gemeinsame Ausstellung der Surrealisten in der Galerie Pierre, Paris
- 1932: Picasso, Kunsthaus Zürich. Weltweit erste Museumsretrospektive
- 1936: International Surrealist Exhibition, Burlington Galleries, London
- 1938: Exposition Internationale du Surréalisme, Galerie Beaux-Arts, Paris
- 1939: Retrospektive im Museum of Modern Art, New York
- 1971: Erste Retrospektive eines lebenden Künstlers im Louvre
- 1973/74: Hommage à Picasso, Kestner-Gesellschaft, Hannover
- 1986: Picasso – Pastelle, Zeichnungen, Aquarelle, Düsseldorf, Kunstsammlung Nordrhein-Westfalen, Tübingen, Kunsthalle (Katalog von Werner Spies bei Hatje)
- 1993: Picasso. Die Zeit nach Guernica 1937–1973. München, Kunsthalle der Hypo-Kulturstiftung
- 1996/97: Picasso et le portrait. Galeries nationales du Grand Palais, Paris
- 2000/01: Picasso. Figur und Porträt, Hauptwerke aus der Sammlung Bernard Picasso im Bank Austria Kunstforum
- 2002/03: Matisse–Picasso. Tate Gallery of Modern Art, London (anschließend: Galeries nationales, Grand Palais, Paris; Museum of Modern Art, New York)
- 2006: Ausstellungen zum 125. Geburtstag[182]
- 2007: Picasso – Malen gegen die Zeit, Alterswerk (Malereien, Grafiken). Albertina, Wien und Kunstsammlung Nordrhein-Westfalen, Düsseldorf
- 2009: Picasso et les maîtres. Galeries nationales, Grand Palais, Paris
- 2010/11: Picasso: Peace and Freedom, Tate, Liverpool; Picasso: Frieden und Freiheit, Albertina, Wien
- 2010/11: Picasso (Hommage an die Ausstellung von 1932), Kunsthaus Zürich
- 2012: Frauen. Pablo Picasso, Max Beckmann, Willem de Kooning, Pinakothek der Moderne, München
- 2013: Becoming Picasso: Paris 1901, Courtauld Gallery, London
- 2014: Sylvette, Sylvette, Sylvette. Picasso und das Modell, Kunsthalle Bremen, 22. Februar bis 22. Juni 2014
- 2015/16: Picasso Sculpture, Museum of Modern Art, New York, 14. September 2015 bis 7. Februar 2016
- 2016: Picasso. Fenster zur Welt, Bucerius Kunst Forum, Hamburg, 6. Februar bis 16. Mai 2016
- 2016: Picasso und Deutschland. Die Sammlung Würth in Kooperation mit dem Museo Picasso Málaga. Kunsthalle Würth, Schwäbisch Hall, 6. April bis 18. September 2016[183]
- 2016/17: Picasso. Sculptures, Palais des Beaux-Arts (BOZAR), Brüssel, 26. Oktober 2016 bis 5. März 2017
- 2017: Olga Picasso, Musée Picasso, Paris, 21. März bis 3. September 2017
- 2019: Der junge Picasso – Blaue und Rosa Periode, Fondation Beyeler, Riehen/Basel, 3. Februar 2019 bis 26. Mai 2019
- 2019/20: Magic Paintings. Musée Picasso, Paris, 1. Oktober 2019 bis 23. Februar 2020
- 2020: Pablo Picasso. Kriegsjahre 1939 bis 1945. K20/K21 – Kunstsammlung Nordrhein-Westfalen, Düsseldorf, 15. Februar bis 14. Juni 2020
- 2021: Picasso & Les Femmes d’Alger. Museum Berggruen, Berlin. 21. Mai bis 29. August 2021
- 2022: Picasso. Keramik. Ostholstein-Museum Eutin, 23. August bis 13. November 2022
- 2023: Ausstellungen zum 50. Todesjahr Picassos[184]
- 2023: Picasso: Künstler und Modell – Letzte Bilder, Fondation Beyeler Riehen, 19. Februar bis 1. Mai 2023

## Werke (Auswahl)

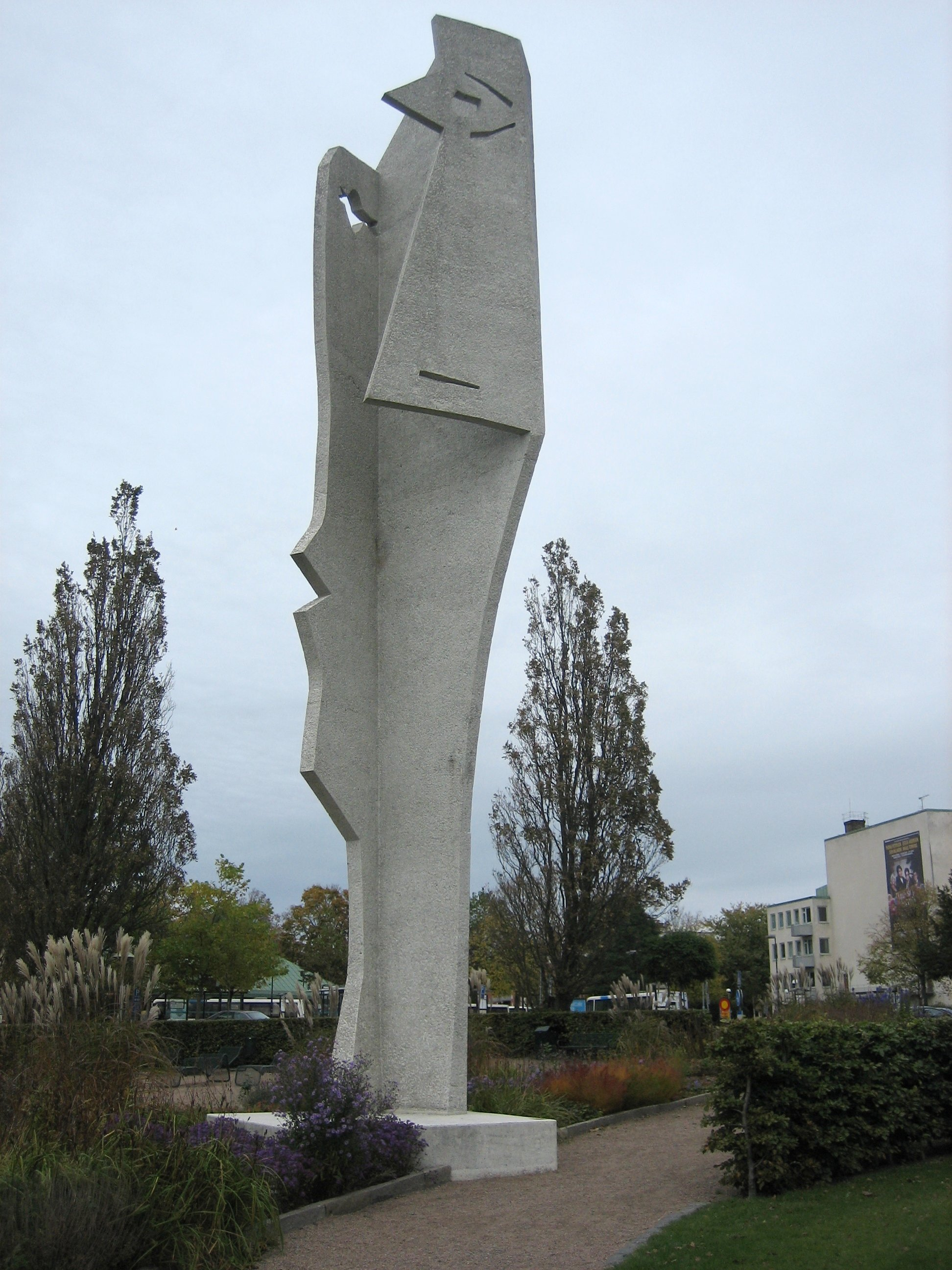
Kopf einer Frau von Picasso in Halmstad, Schweden

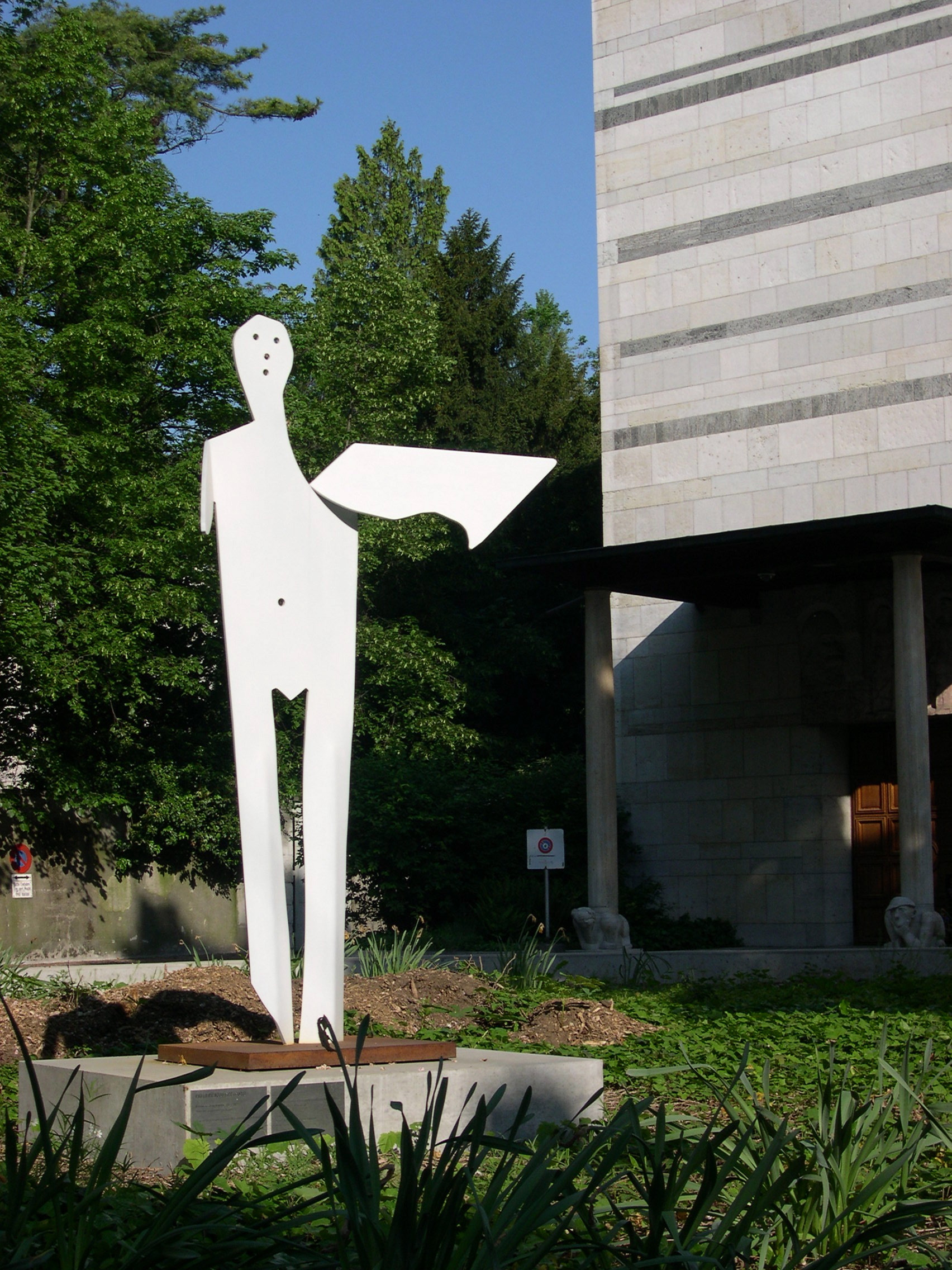
Nach dem kleinen Original Homme aux bras écartés (1961) vergrößerte Picassoskulptur am Kunstmuseum Basel (Neue Fassung von 2007)

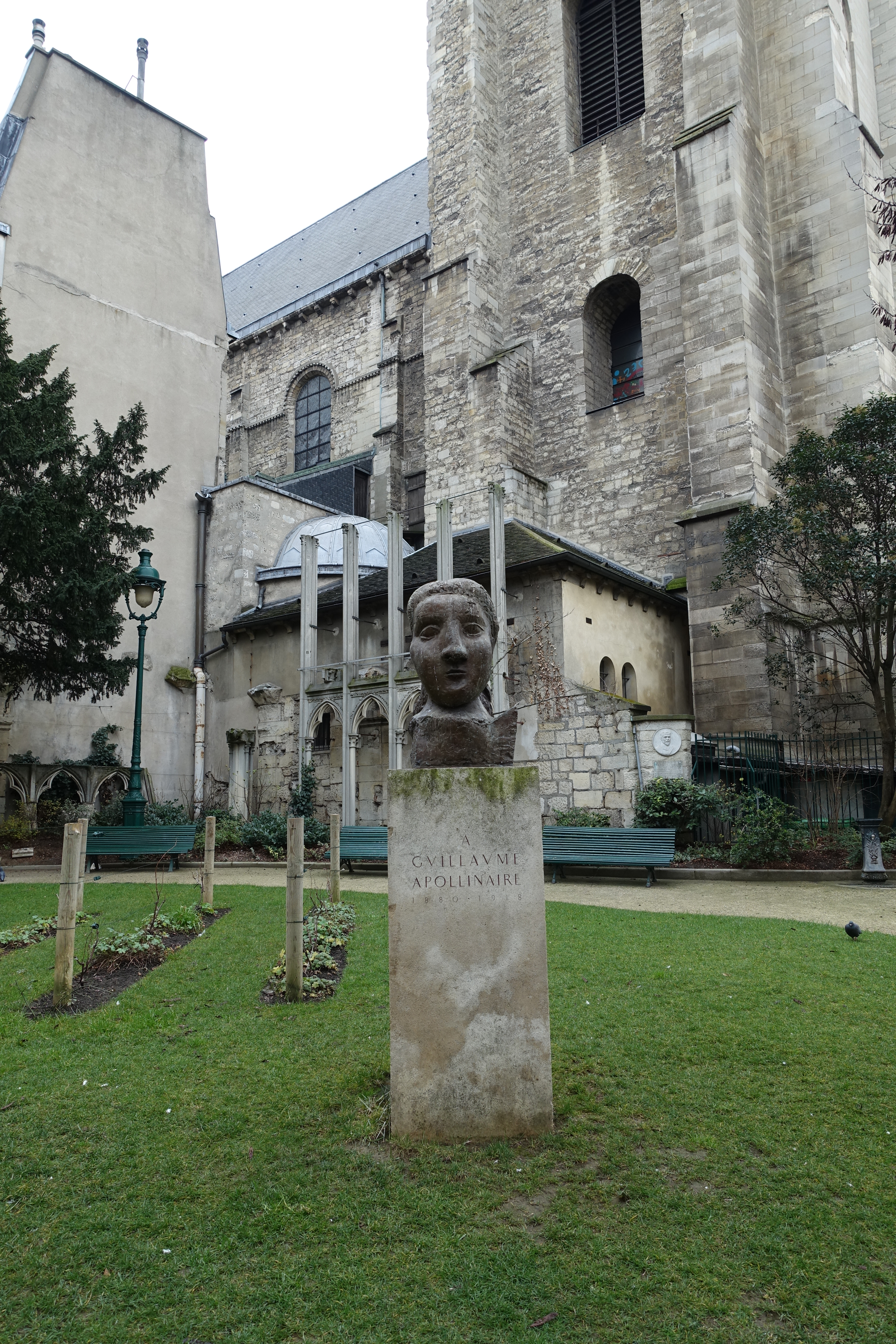
Büste Dora Maars von Pablo Picasso auf dem Square Laurent-Prache in Paris

Bildnerisches Werk
- ab 1889: Einige Jugendwerke Picassos
- 1897: Wissenschaft und Barmherzigkeit, Öl auf Leinwand, 197 × 249,5 cm, Museu Picasso, Barcelona
- 1901: Evokation – Das Begräbnis Casagemas, Öl auf Leinwand, 150 × 90 cm, Musée Picasso, Paris.
- 1901: La Gommeuse, Öl auf Leinwand, 81,3 × 54 cm, Privatsammlung.
- 1902: Eingeschlafene Trinkerin (Buveuse assoupie), Öl auf Leinwand, 80 × 60,5 cm, Kunstmuseum Bern
- 1902: Die beiden Schwestern, Öl auf Leinwand, 152 × 100 cm, Eremitage, Sankt Petersburg
- 1902: Melancholie, Öl auf Leinwand, 100 × 69,2 cm, Detroit Institute of Arts, Detroit
- 1903: Familie Soler, Öl auf Leinwand, 150 × 200 cm, Musée des Beaux-Arts, Liège (Lüttich)[185][186]
- 1903: Das Leben (La Vie), Öl auf Leinwand, 197 × 127 cm, Cleveland Museum of Art
- 1904: Das karge Mahl, Radierung, 46,3 × 37,7 cm, Ulmer Museum, Ulm
- 1904: Die Büglerin, Öl auf Leinwand, 116 × 73 cm, The Solomon R. Guggenheim Museum, New York[187]
- 1904: Frau mit Krähe, Holzkohle, Pastel und Aquarell auf Papier, 64,6 × 49,5 cm, Toledo Museum of Art
- 1905: Sitzender Harlekin, Aquarell und Tusche auf Karton 57,2 × 41,2 cm Sammlung Berggruen, Berlin
- 1905: Junge mit Pfeife, Öl auf Leinwand, 100 × 81,3 cm, Privatbesitz
- 1905: Die Gaukler (Les Saltimbanques), Öl auf Leinwand, 212 × 229 cm, National Gallery of Art, Washington
- 1906: Bildnis Allan Stein, Gouache auf Karton, 74 × 59,7 cm, Baltimore Museum of Art Abb.
- 1906: Bildnis Gertrude Stein, Öl auf Leinwand, 100 × 81 cm, The Metropolitan Museum of Art, New York
- 1906: Selbstbildnis, Öl auf Leinwand, 93 × 73 cm, The Philadelphia Museum of Art
- 1907: Les Demoiselles d’Avignon, Öl auf Leinwand, 243,9 × 233,7 cm, Museum of Modern Art, New York
- 1908: Die große Dryade, Öl auf Leinwand, 185 × 108 cm, Eremitage, St. Petersburg
- 1910: Porträt Ambroise Vollard, Öl auf Leinwand, 92 × 65 cm, Puschkin-Museum, Moskau Abb.
- 1910: Bildnis Daniel-Henry Kahnweiler, Öl auf Leinwand, 101 × 73 cm, The Art Institute of Chikago
- 1910: Frau mit Senftopf, Öl auf Leinwand, etwa 29 × 24 cm, Gemeentmuseum, The Hague Abb.
- 1919: Schlafende Bauern, Tempera, Aquarell und Bleistift, 31,1 × 48,9 cm, Museum of Modern Art, New York
- 1920: Zwei sitzende Frauen, Öl auf Leinwand, 195 × 163 cm, Kunstsammlung Nordrhein-Westfalen, Düsseldorf
- 1921: Drei Musikanten, Öl auf Leinwand, 200,7 × 222,9 cm, Museum of Modern Art, New York
- 1921: Drei Frauen am Brunnen, Öl auf Leinwand, 203,9 × 1744 cm, Museum of Modern Art, New York
- 1923: Die Flöte des Pan, Öl auf Leinwand, 205 × 174,5 cm, Musée Picasso, Paris Abb.
- 1924: Paolo als Harlekin, Öl auf Leinwand, 130 × 97 cm, Musée Picasso, Paris
- 1925: Die Umarmung (Der Kuss), 130,5 × 97,7 cm, Musée Picasso, Paris Abb.
- 1925: Die drei Tänzerinnen (Les Trois Danseuses), Öl auf Leinwand, 215 × 142 cm, Tate Modern, London
- 1927: Sitzende Frau, Öl auf Holz, 130 × 97 cm, The Museum of Modern Art, New York
- 1930: Sitzende Badende am Meeresstrand, Öl auf Leinwand, 163,2 × 129,5 cm, The Museum of Modern Art, New York
- 1932: Akt mit grünen Blättern und Büste, Öl auf Leinwand, 162 × 130 cm, Privatbesitz
- 1932: Mädchen vor dem Spiegel, Öl auf Leinwand, 162,5 × 130 cm, The Museum of Modern Art, New York
- 1932: Le Rêve (Gemälde) (Der Traum), Öl auf Leinwand, 130 × 98 cm, Privatbesitz
- 1935: Interieur mit zeichnendem Mädchen, Öl auf Leinwand, 130 × 195 cm, Museum of Modern Art, New York
- 1937: Bildnis Dora Maar, Öl auf Leinwand, 92 × 65 cm, Musée Picasso, Paris Abb.
- 1937: Porträt Lee Millers als Arlésienne, Öl auf Leinwand, Museu Picasso, Barcelona Abb.
- 1937: Die weinende Frau, Tate Modern, London Abb.
- 1937: Guernica, Öl auf Leinwand, 349,3 × 776,6 cm, Museo Reina Sofia, Madrid
- 1939: Nächtlicher Fischfang in Antibes, Öl auf Leinwand, 205,7 × 345,4 cm, Museum of Modern Art, New York
- 1941: Dora Maar mit Katze (Dora Maar au Chat), Öl auf Leinwand, 130 × 97 cm, Privatbesitz
- 1942: Das Morgenständchen (L'aubade, Serenade), Öl auf Leinwand, 195 × 265 cm, Centre Pompidou[188]
- 1945: Das Beinhaus, Öl auf Leinwand, 199,8 × 250,1 cm, Museum of Modern Art, New York
- 1946: La femme-fleur, Porträt von Françoise Gilot, Öl auf Leinwand, 146 × 89 cm, Collection Particuliére
- 1951: Massaker in Korea, Öl auf Sperrholz, 109,5 × 209,5 cm, Musée Picasso, Paris
- 1954: Porträt von Sylvette, Öl auf Leinwand, 81 × 65 cm, Privatbesitz Abb. Bildauswahl aus einer Porträtreihe Sylvette
- 1954/55: Les Femmes d’Alger (Die Frauen von Algier), 15 Versionen, inspiriert von Delacroix’ Die Frauen von Algier
- 1956: Das Atelier „La Californie“ in Cannes, Öl auf Leinwand, 89 × 116 cm, Musée Picasso, Paris
- 1957: Las Meninas nach Velazquez, Öl auf Leinwand, 194 × 260 cm, Museu Picasso, Barcelona Abb.
- 1958: Der Sturz des Ikarus, 800 × 1000 cm, Wandgemälde UNESCO, Delegates’ Lobby, Paris Abb.
- 1961: Frühstück im Freien nach Manet, Öl auf Leinwand, 60 × 73 cm, Museum Ludwig, Köln
- 1963: Frau mit Spiegel, Öl auf Leinwand, 116 × 89 cm, Privatbesitz
- 1964: Femme au chat assise dans un fauteuil, Öl auf Leinwand, 130 × 81 cm, Christie’s, New York an Dimitri Mavromatis
- 1965: Nackte Frau, Öl auf Leinwand, 115,8 × 88,5 cm, Christie’s, London
- 1969: Zwei Kämpfer III, roter Filzstift auf Papier, 11,7 × 18,4 cm, Sotheby’s, London
- 1961: Mann mit Pfeife, Öl auf Leinwand, 130,2 × 97,2 cm, Sotheby’s, London
- 1968: Frauenraub, Radierung, Staatliche Kunstsammlungen Dresden
- 1972: Der junge Maler III, Öl auf Leinwand, 91 × 72,5 cm, Musée Picasso, Paris
- 1972: Selbstporträt, Wachsstift auf Papier, 65,7 × 50,5 cm, Fuji Television Gallery, Tokio Abb.
- 1973: Sitzender Mann, rote Kreide auf Papier, 33,7 × 26,7 cm, Sotheby’s, London

Bildhauerisches Werk
- 1905: Der Hofnarr, Bronze, 40 × 35 × 22 cm, Privatsammlung
- 1909: Kopf von Fernande, Bronze, 41,3 cm hoch, Musée Picasso, Paris Abb.
- 1928: Drahtkonstruktion (Denkmal für Guillaume Apollinaire), Metalldraht, 50,5 × 40,8 × 18,5 cm, Musée Picasso, Paris
- 1929–1930: Frau in einem Garten, Bronze, 210 × 117 × 82 cm, Sammlung Paloma Picasso Lopez, Paris
- 1932: Kopf einer Frau, Bronze, 128,5 × 54,5 × 62,5 cm, Musée Picasso, Paris
- 1934: Frau mit Blättern, Bronze, 38 × 18,7 × 25,8 cm, Musée Picasso, Paris
- 1942: Stierschädel, Assemblage aus Fahrradsitz und Fahrradgriff, 33,5 × 43,5 × 19 cm, Musée Picasso, Paris Abb.
- 1943: Totenkopf, Bronze, 25 × 21 × 31 cm, Musée Picasso, Paris
- 1944: Mann mit Schaf, Bronze, 220 × 78 × 72 cm, Philadelphia Museum of Art, Philadelphia
- 1950: Frau mit verschränkten Armen, Bronze, 34 × 10 × 10 cm, Sammlung Paloma Picasso Lopez, Paris
  - Frau mit Kinderwagen, diverse Materialien, 203 × 145 × 61 cm, Museum Ludwig, Köln,
- 1951: Pavian mit Jungem, Bronze, 53,3 × 33,7 × 42,7 cm, The Museum of Modern Art, New York
- 1952–1953: Lesende Frau, Bronze bemalt, 15,5 × 35,5 cm, Privatsammlung, Paris
- 1959: Der Arm, Bronze, 57,8 × 16,5 × 16 cm, Hirschhorn Museum and Sculpture Garden, Smithsonian Institution, Washington, D.C.
- 1962: Kopf, Eisen, Metall, 105 × 70 × 48 cm, The Art Institute of Chicago, Chicago
- 1964: Sitzender Faun, Glas, handgeblasen, 11,5 cm, Sotheby’s, London
- 1972: Monument, 395,3 × 149,2 × 319,3 cm, The Museum of Modern Art, New York

## Sammlungen in Museen
Umfangreiche Werkgruppen zu Picasso sind in Deutschland im Museum Berggruen in Berlin, im Sprengel Museum Hannover, in der Kunstsammlung Nordrhein-Westfalen in Düsseldorf, im Museum Ludwig in Köln, in den Museen der Sammlung Würth sowie in der Staatsgalerie Stuttgart ausgestellt. Sein grafisches Werk ist nahezu komplett im Kunstmuseum Pablo Picasso Münster zu sehen. In Österreich sind Werke des spanischen Malers in Dauerausstellungen in der Albertina („Monet bis Picasso“. Die Sammlung Batliner) und im Museum Moderner Kunst Stiftung Ludwig Wien (mumok) zu sehen. Bedeutende Sammlungen von Gemälden Picassos in der deutschsprachigen Schweiz werden im Kunstmuseum Basel, in der Fondation Beyeler in Riehen, in der Sammlung Rosengart in Luzern sowie im Kunstmuseum Bern gezeigt.
In Frankreich finden sich Sammlungen im Musée Picasso in Paris, im Musée national Picasso La Guerre et la Paix de Vallauris, im Lille Métropole Museum für Moderne Kunst, Zeitgenössische Kunst und Art Brut in Villeneuve-d’Ascq sowie im Musée Picasso Antibes im Chateâu Grimaldi. In Russland im Puschkin-Museum in Moskau und in der Eremitage, Sankt Petersburg. In Spanien im Museu Picasso, Barcelona, im Museo Reina Sofía, Madrid, sowie im Museo Picasso in Málaga und in den USA im Museum of Modern Art, New York, und im Art Institute of Chicago.

## Ehrungen

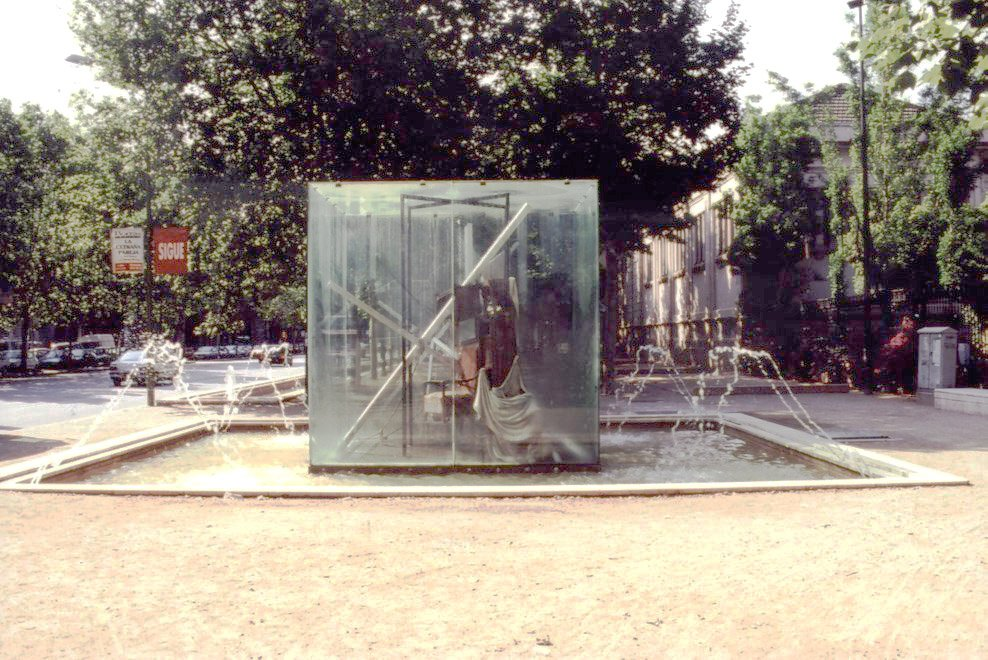
Antoni Tàpies: Homenatge a Picasso, Parc de la Ciutadella, Barcelona

- 1950 Ernennung zum Ehrenbürger von Vallauris[190][191]
- 1962 Internationaler Lenin-Friedenspreis
- 1971 Ernennung zum Ehrenbürger von Paris[192]
- 1983 schuf der spanische Künstler Antoni Tàpies die Skulptur Homenatge a Picasso, die im Parc de la Ciutadella in Barcelona zu sehen ist.
- 1990 wurde der Asteroid (4221) Picasso nach ihm benannt.[193]

## Abbildungen
1. ↑  Pablo Picasso: Ambroise Vollard (1910), pablopicasso.org
2. ↑  Les Trois Danseuses, Juni 1925, 215 × 142 cm, Öl auf Leinwand, Tate Gallery, London
3. ↑  Minotaure (1933–1939), thenonist.com, abgerufen am 6. Juli 2011
4. ↑  Der Picador, 1889, Öl auf Leinwand, Sammlung Claude Picasso, Paris
5. ↑  Etude pour un torse, 1894, 52,4 × 36,7 cm, Kohle und Conté-crayon-Stift, Museo Picasso, Barcelona
6. ↑  Porträt Philippe IV., 1897, Öl auf Leinwand, Museo Picasso, Barcelona
7. ↑  Matador Luis Miguel Dominguin, 1897, Zeichnung, Museo Picasso, Barcelona
8. ↑  Die Erstkommunion, 1896, 166 × 118 cm, Öl auf Leinwand, Museo Picasso, Barcelona
9. ↑  Wissenschaft und Nächstenliebe, 1897, 197 × 249,5 cm, Öl auf Leinwand, Museo Picasso, Barcelona
10. ↑  Le Moulin de la Galette (Memento vom 12. Juli 2014 im Internet Archive), 1900, 88,2 × 115 cm, Öl auf Leinwand, Solomon R. Guggenheim Museum, New York
11. ↑  Evokation – Das Begräbnis Casagemas (Memento vom 12. Juli 2014 im Internet Archive), 1901, 150 × 90 cm, Öl auf Leinwand, Musée d’Art Moderne de la Ville de Paris
12. ↑  Das blaue Zimmer (Memento vom 12. Juli 2014 im Internet Archive), 50,8 × 62 cm, Herbst 1901, Öl auf Leinwand, Philipps Collection, Washington
13. ↑  Selbstbildnis (Memento vom 12. Juli 2014 im Internet Archive), 80 × 60 cm, Ende 1901, Öl auf Leinwand, Musée Picasso, Paris
14. ↑  The Lapin Agile. 1905, 99,1 × 100,3 cm, Öl auf Leinwand, The Metropolitan Museum of Art, New York
15. ↑  Nature morte à la chaise cannée, 1912, 29 × 37 cm, Collage, Musée Picasso, Paris
16. ↑  Olga in einem Sessel, Ende 1917, 130 × 88,8 cm, Öl auf Leinwand, Musée Picasso, Paris
17. ↑  Stillleben vor einem Fenster in Saint-Raphaël, Sommer 1919, 35,5 × 24,8 cm, Öl auf Leinwand, Sammlung Heinz Berggruen, Genf
18. ↑  Die Panflöte, 1923, 205 × 174,5 cm, Öl auf Leinwand, Musée Picasso, Paris
19. ↑  Die Kreuzigung, Februar 1930, 51,5 × 66,5 cm, Öl auf Leinwand, Musée Picasso, Paris